# Marienkirche (Lübeck)

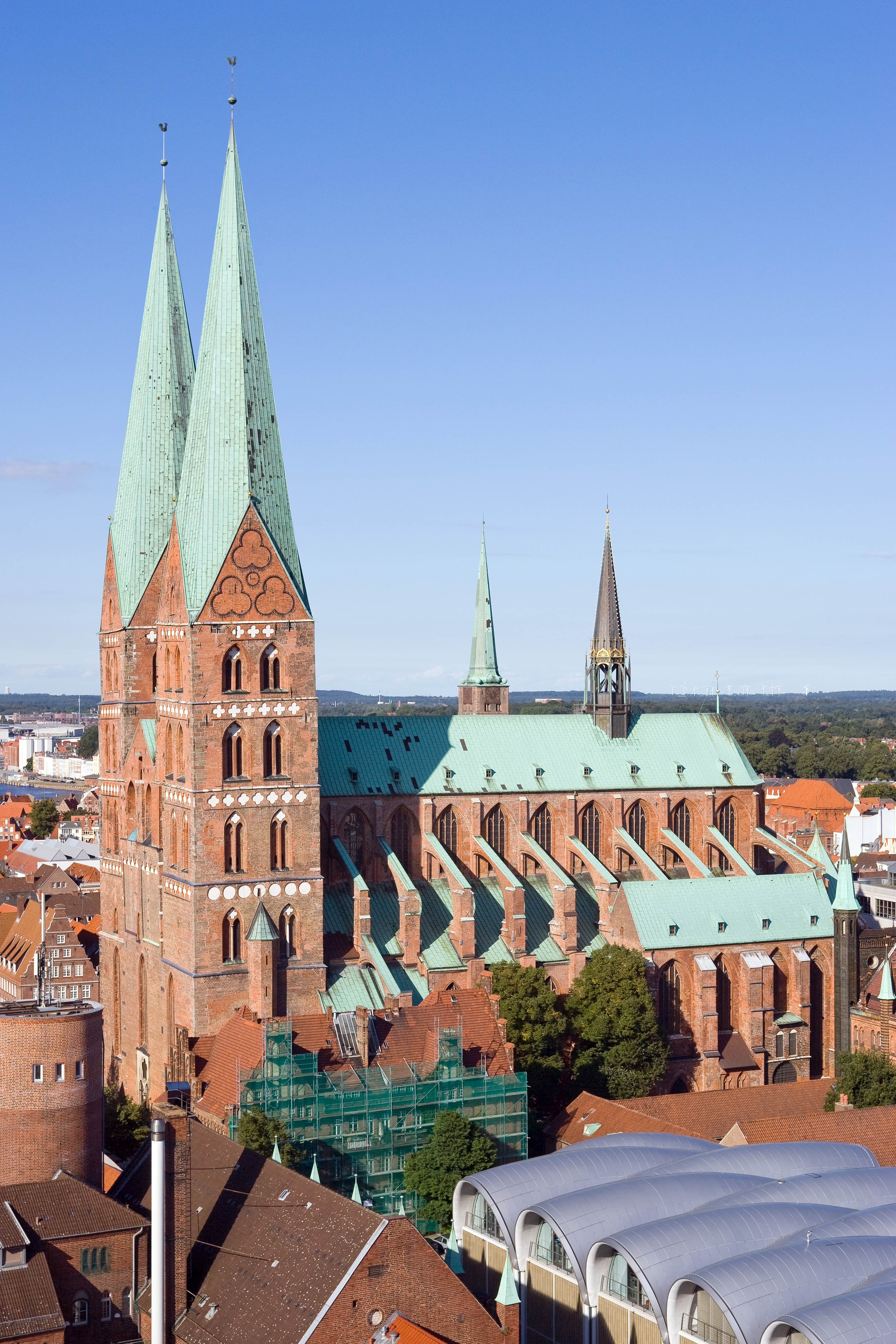
Lübecker Marienkirche

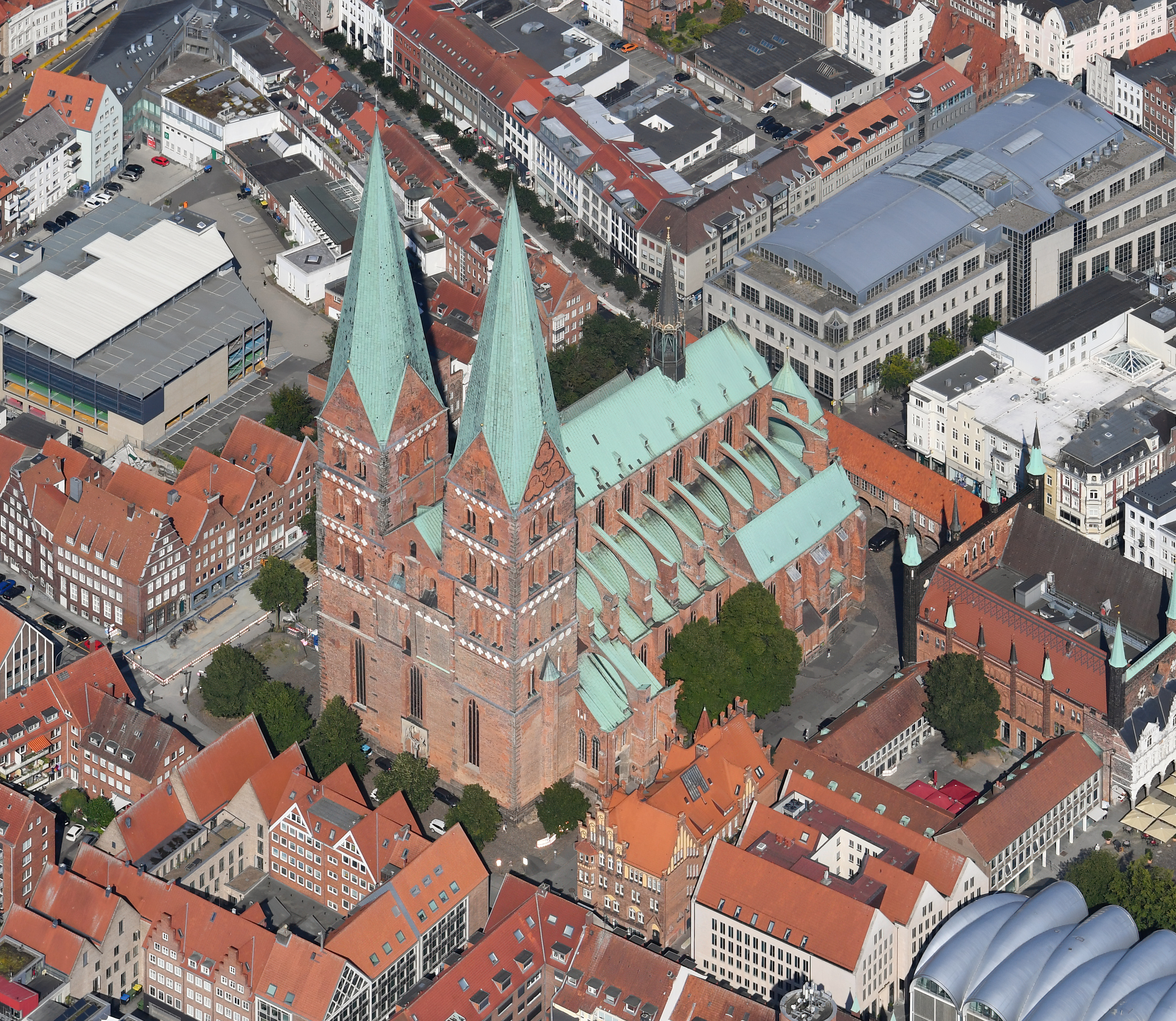
Luftbild

Die Lübecker Marienkirche (offiziell St. Marien zu Lübeck) wurde zwischen 1265 und 1351 errichtet. Die Lübecker Markt- und Hauptpfarrkirche befindet sich auf dem höchsten Punkt der Lübecker Altstadtinsel, ist Teil des UNESCO-Welterbes Lübecker Altstadt und eine der größten Backsteinkirchen. Sie wird als „Mutterkirche der Backsteingotik“ bezeichnet und gilt als ein Hauptwerk des Kirchenbaus im Ostseeraum. St. Marien gehört zur Evangelisch-Lutherischen Kirche in Norddeutschland.

## Baugeschichte und Architektur

### Mutterkirche norddeutscher Backsteingotik

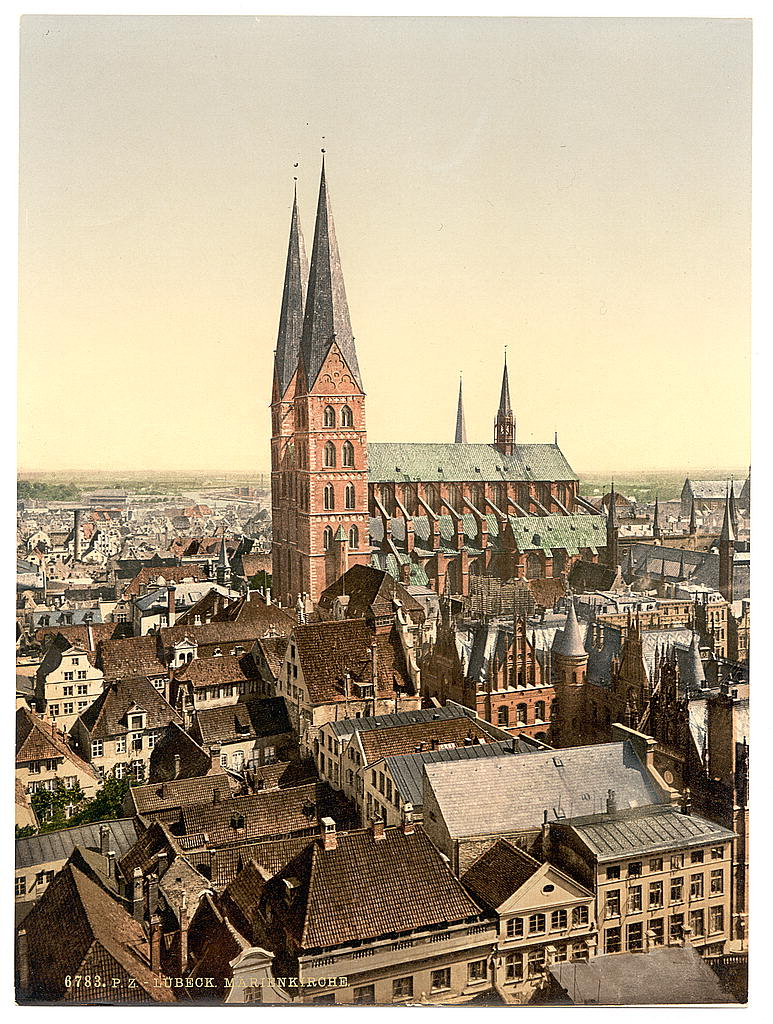
Lübecker Marienkirche um 1900

Die Lübecker Marienkirche war Vorbild für rund 70 Kirchen dieses Stils im Ostseeraum. Daher wird dem Bauwerk eine herausragende architektonische Bedeutung beigemessen. Mit der Marienkirche wurde in Lübeck der hochaufstrebende Gotik-Stil aus Frankreich mit norddeutschem Backstein umgesetzt. Der Gewölbescheitel befindet sich im Mittelschiff 38,5 Meter über dem Boden. Es ist damit das höchste Backsteingewölbe der Welt.
Die Marienkirche steht im Viertel der Kaufleute, das sich von den Speichern am Traveufer bis hoch zu St. Marien erstreckt. Sie ist die Haupt-Pfarrkirche des Rates und der Bürger der Hansestadt Lübeck und wurde daher in der Nähe des Rathauses und des Marktes errichtet.
→Siehe: Lübecker Sieben Türme

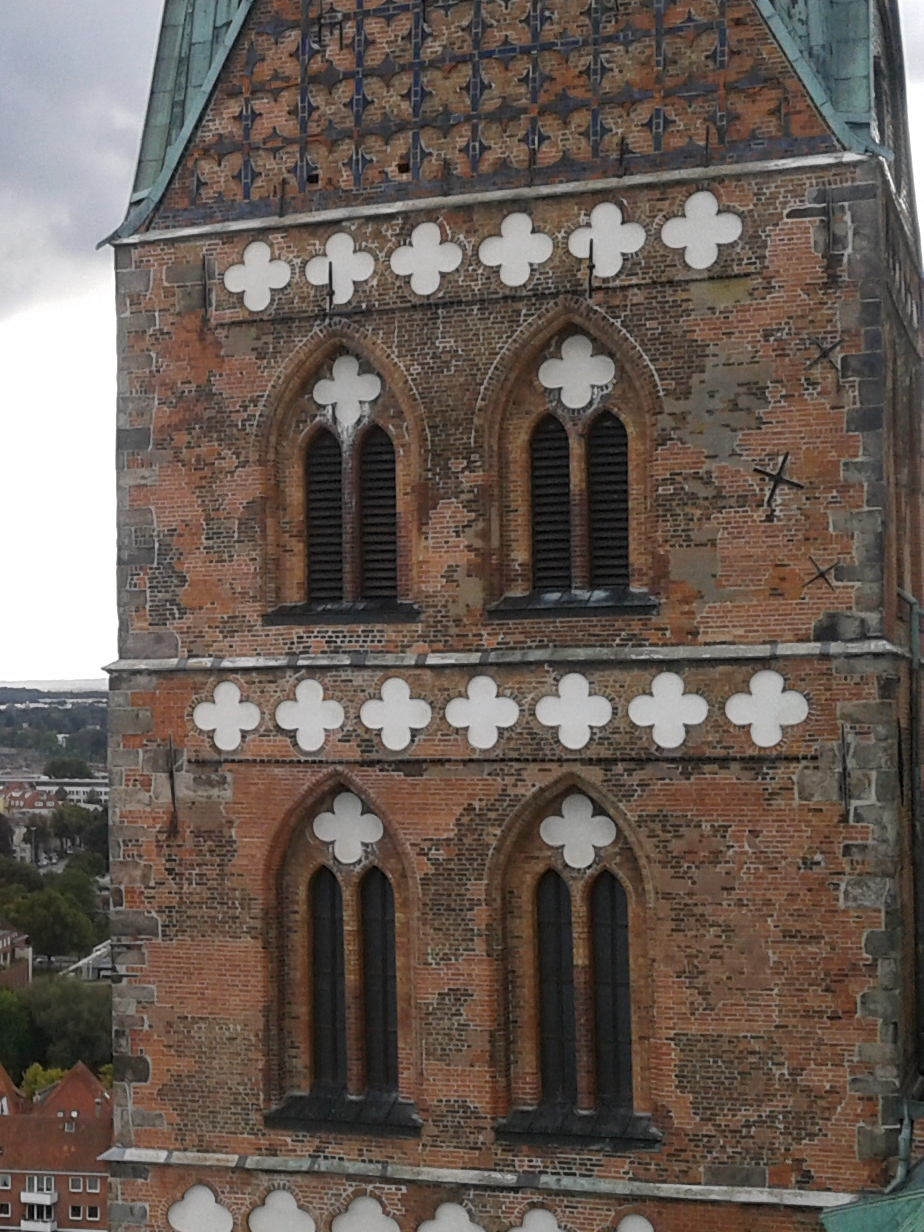
Südturm mit Gesimsen und Eckquadern aus Kalkstein
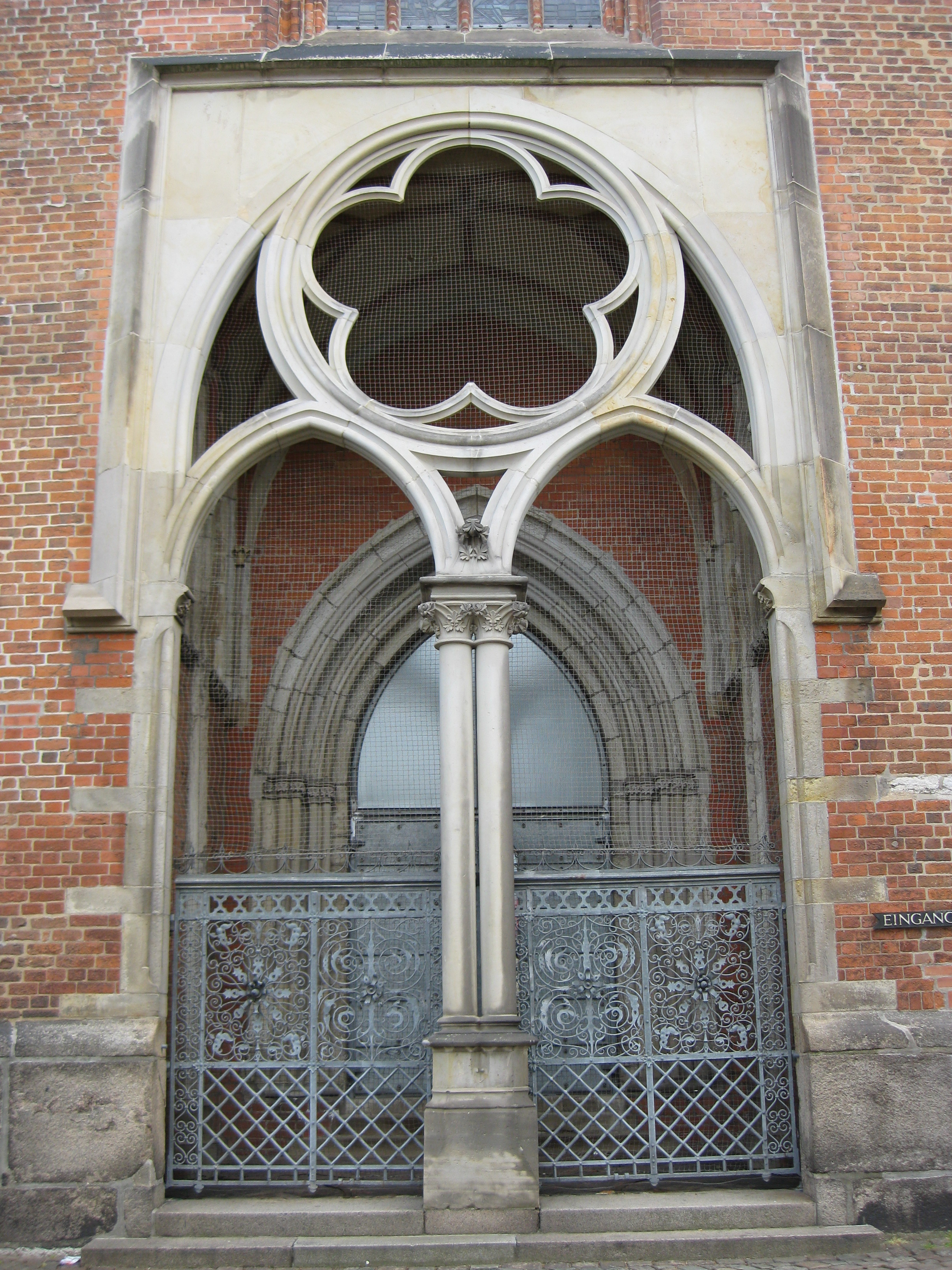
Westportal mit Vorhalle
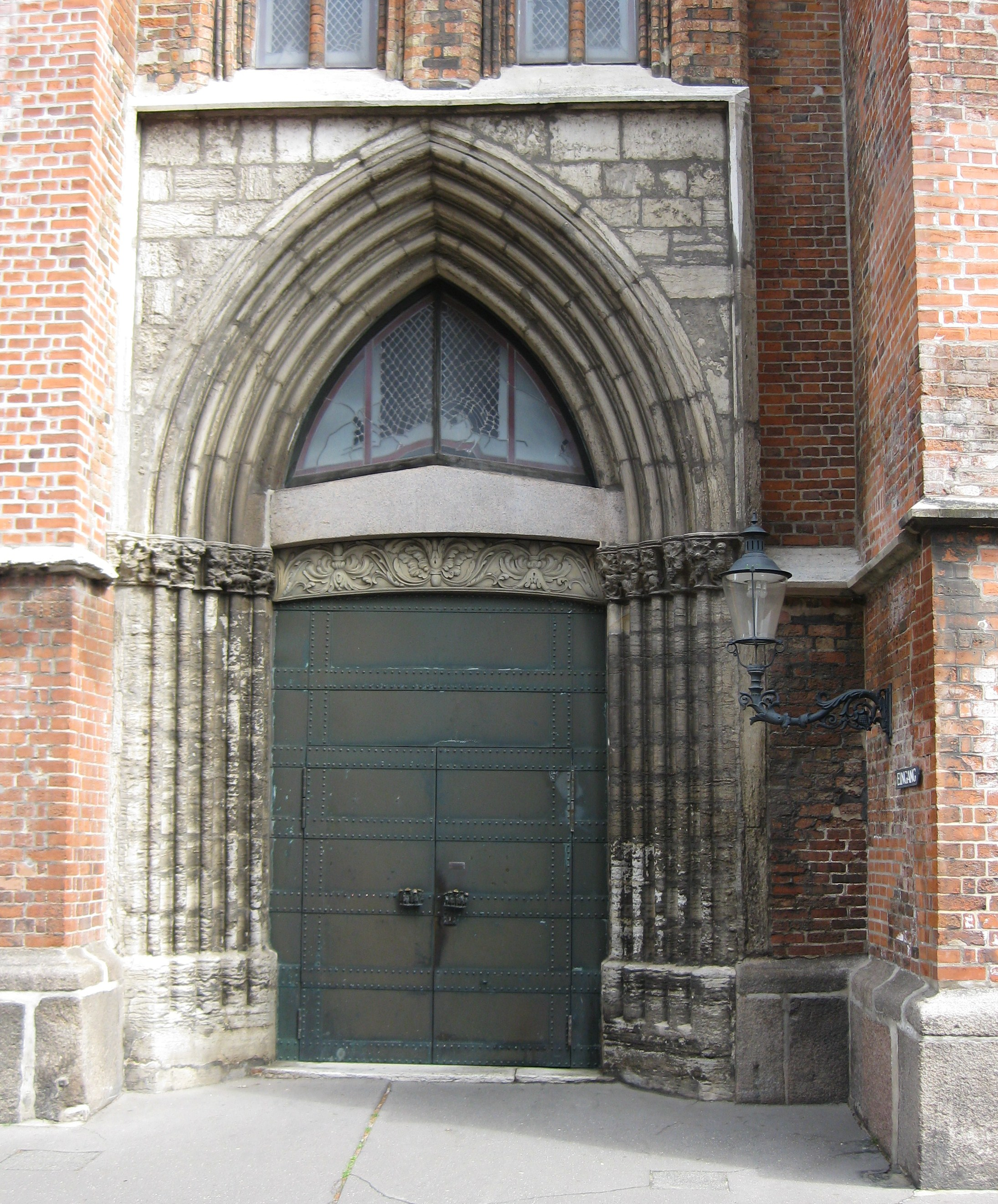
Außenportal der Briefkapelle
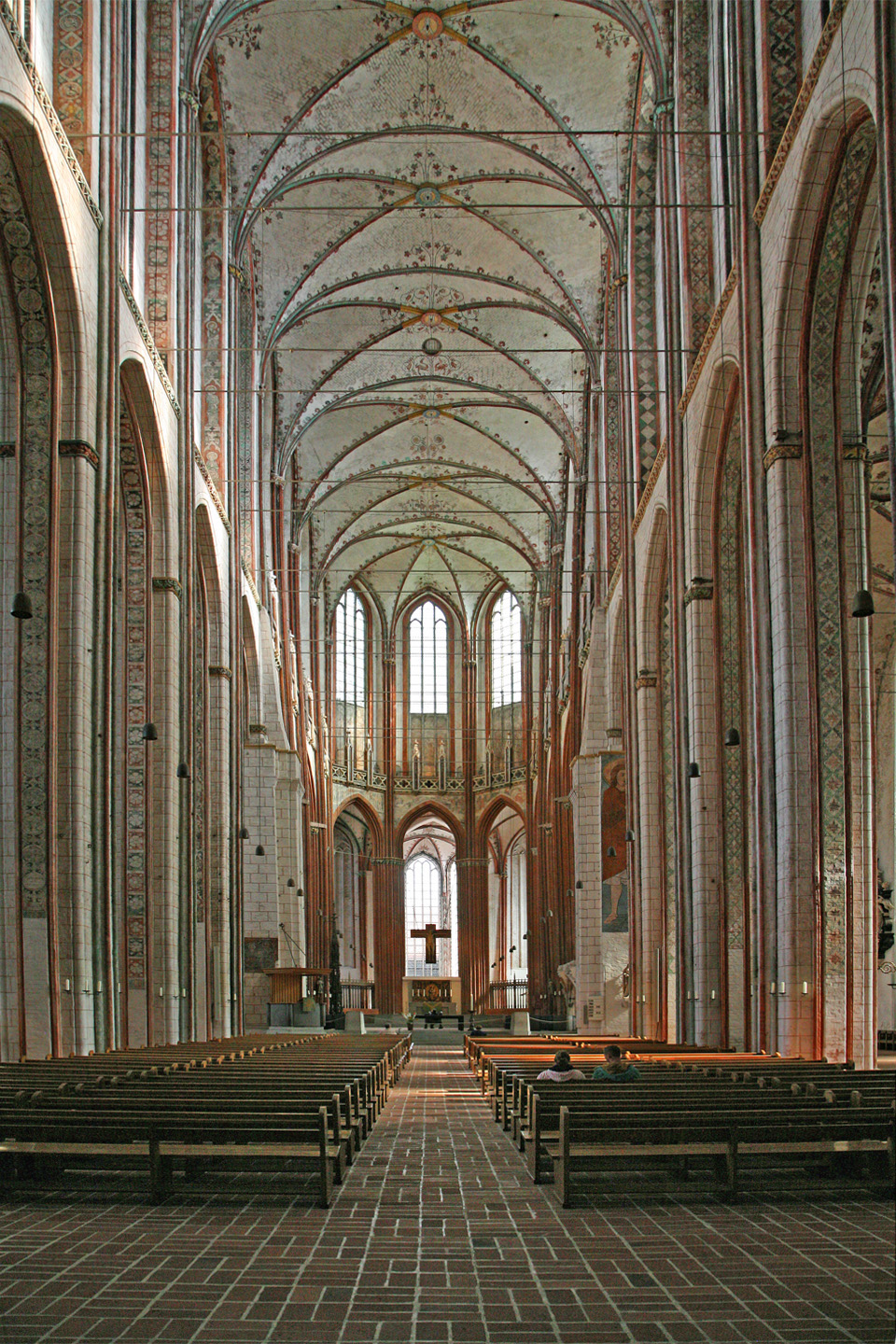
Hauptschiff nach Osten zum 70 m entfernten Kruzifix
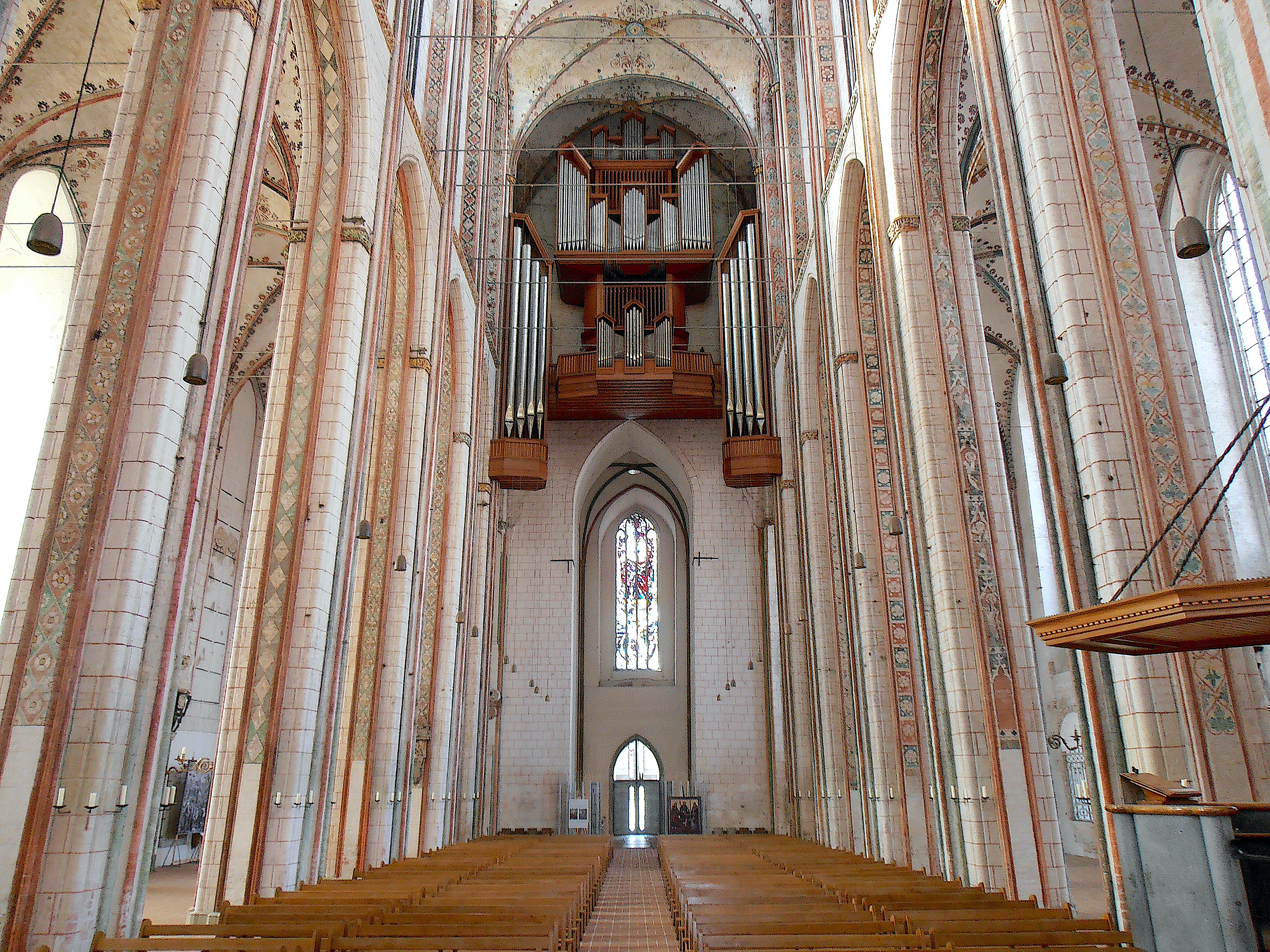
Hauptschiff nach Westen zur Großen Orgel
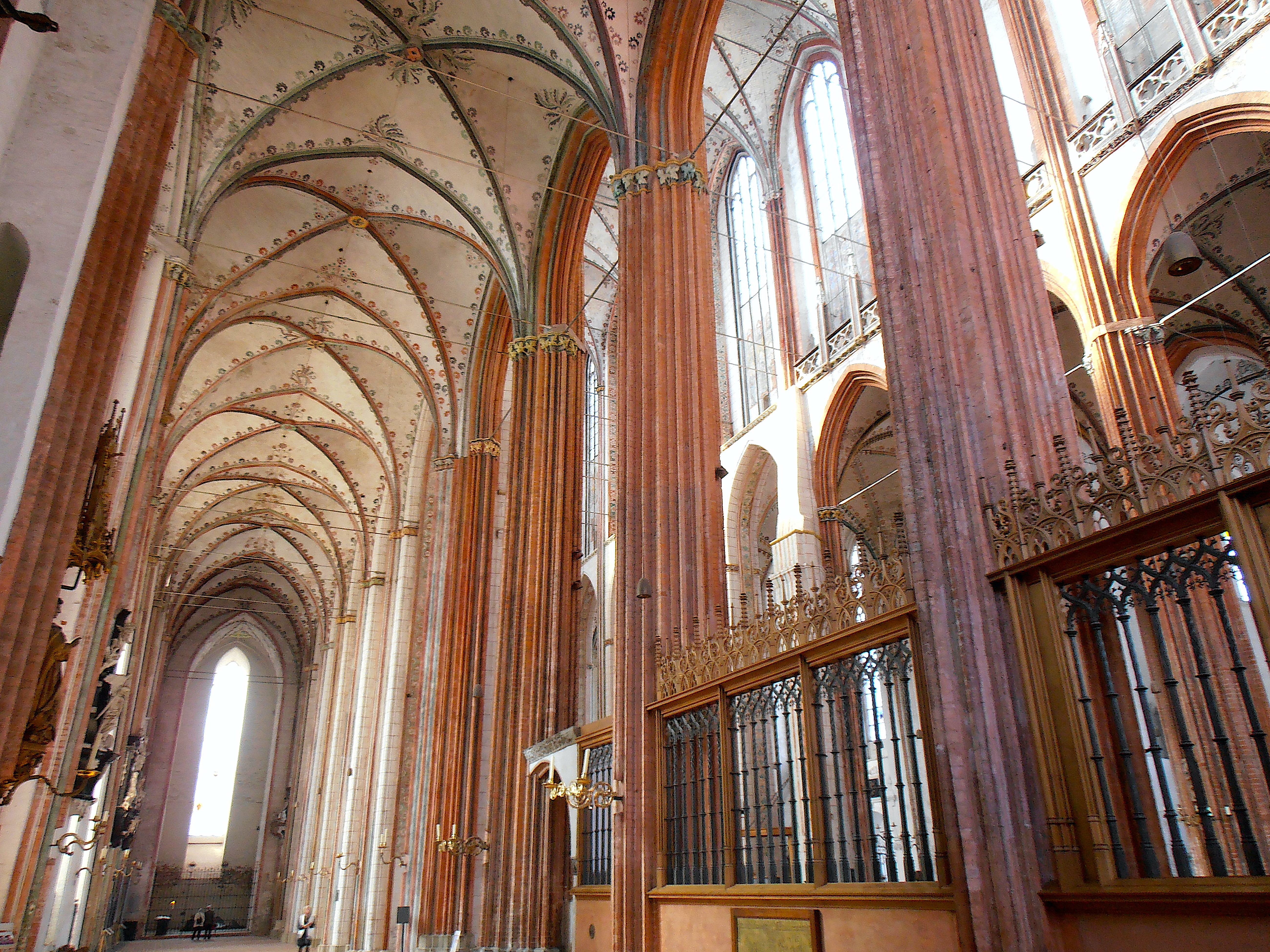
Südliches Seitenschiff
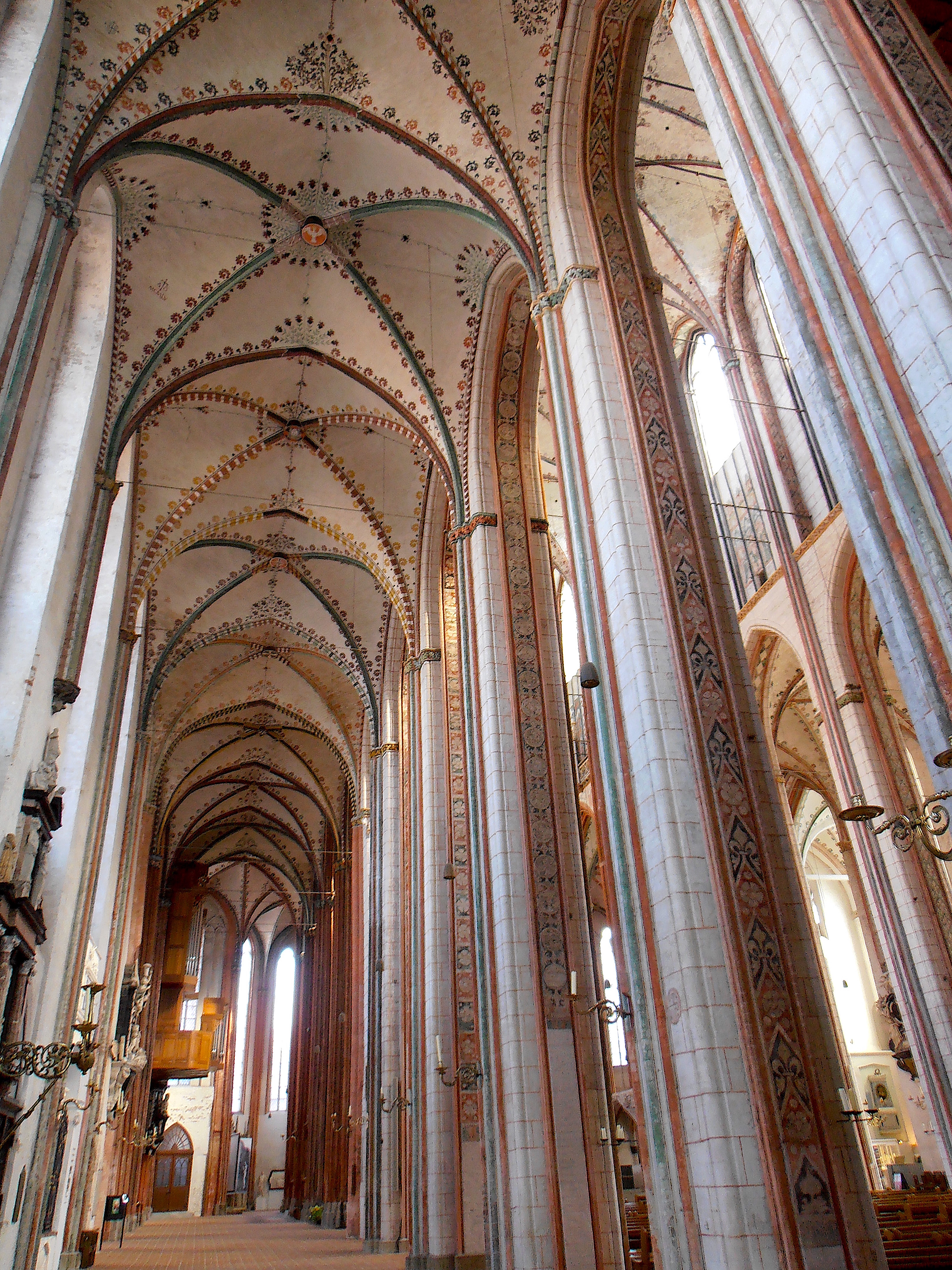
Nördliches Seitenschiff
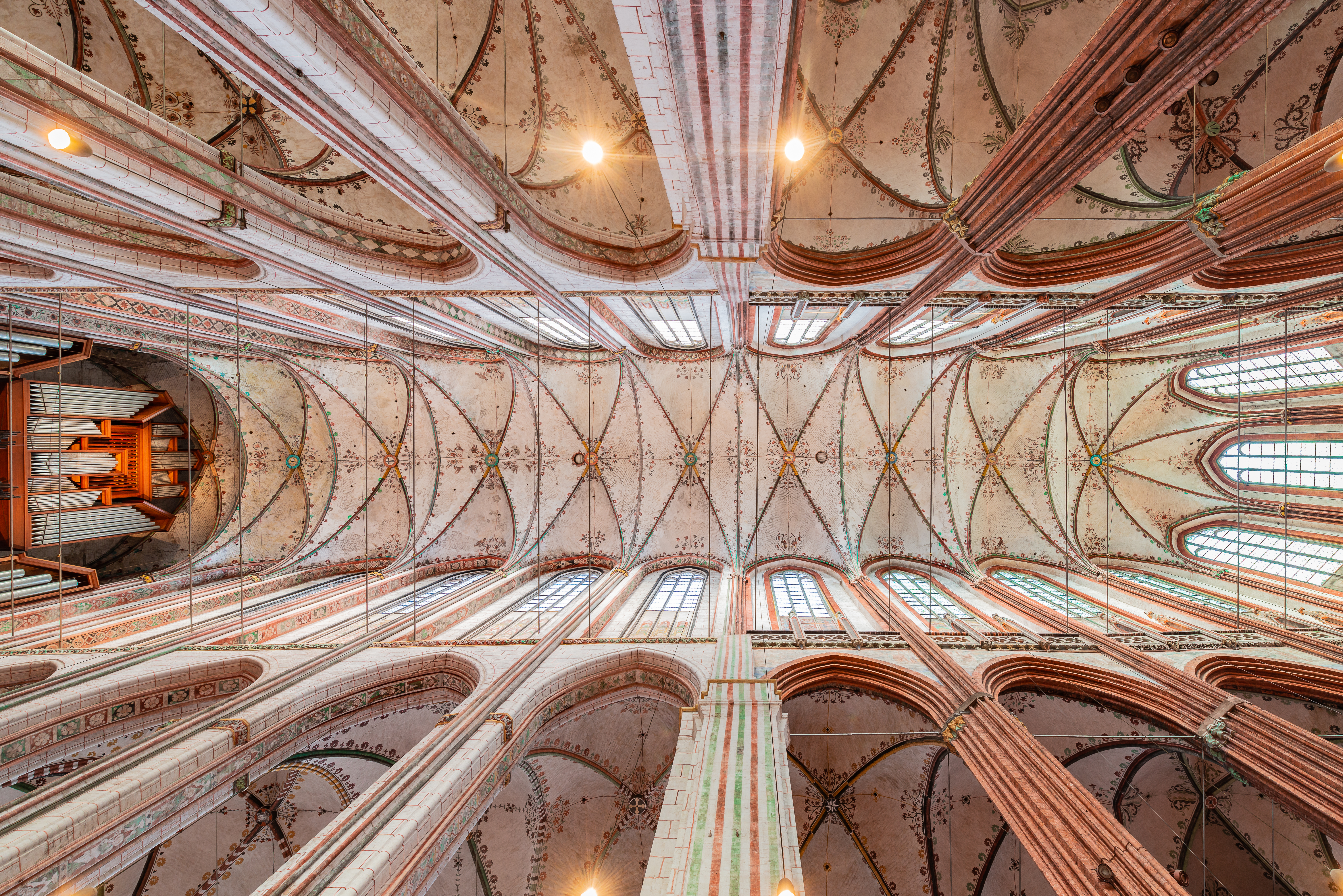
Blick zum 38,5 m hohen Gewölbe des Hauptschiffes
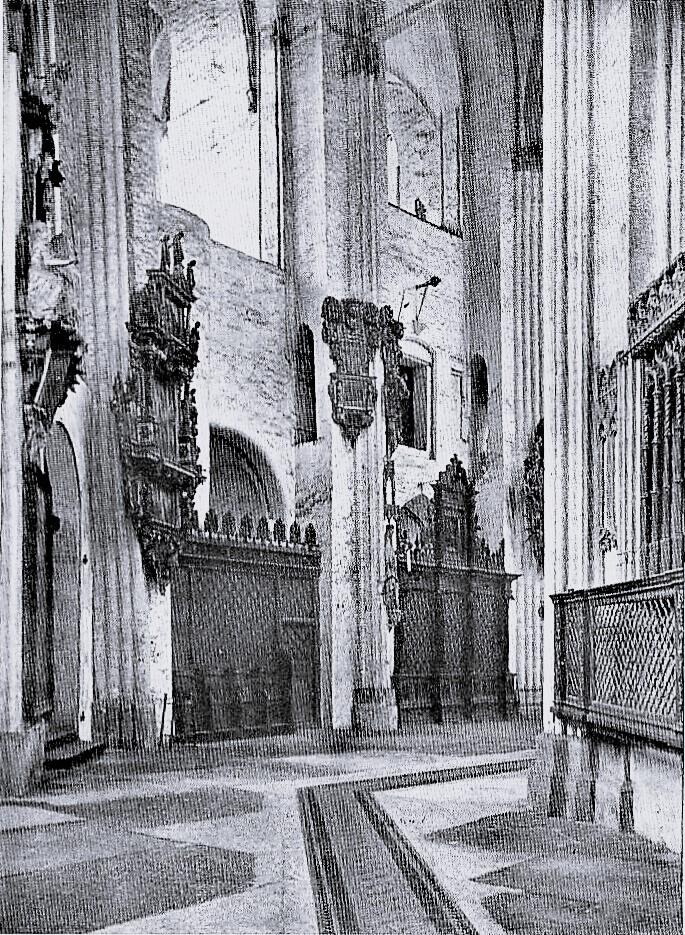
Durchgänge in den Wandpfeilern des Chorumgangs als Rest des Hallenchores mit Seilaufzug zur Trese (Bild um 1920)
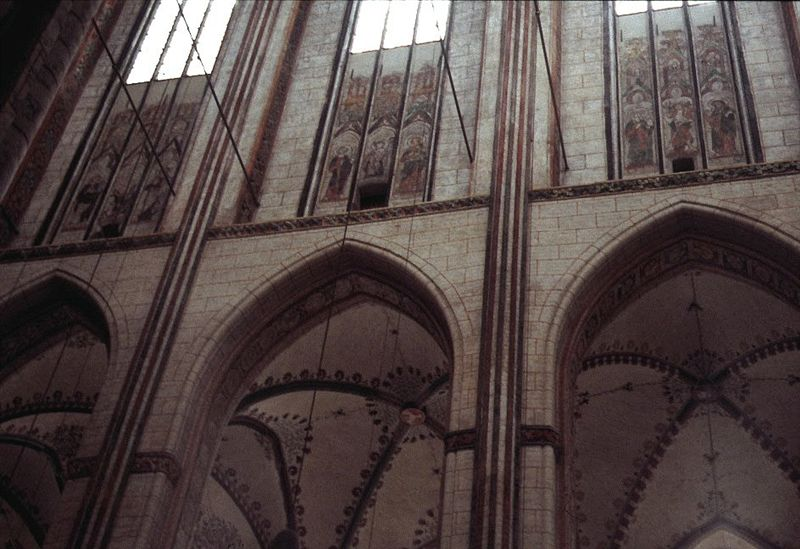
Zugänge vom Triforium unter das nördliche Seitenschiffdach

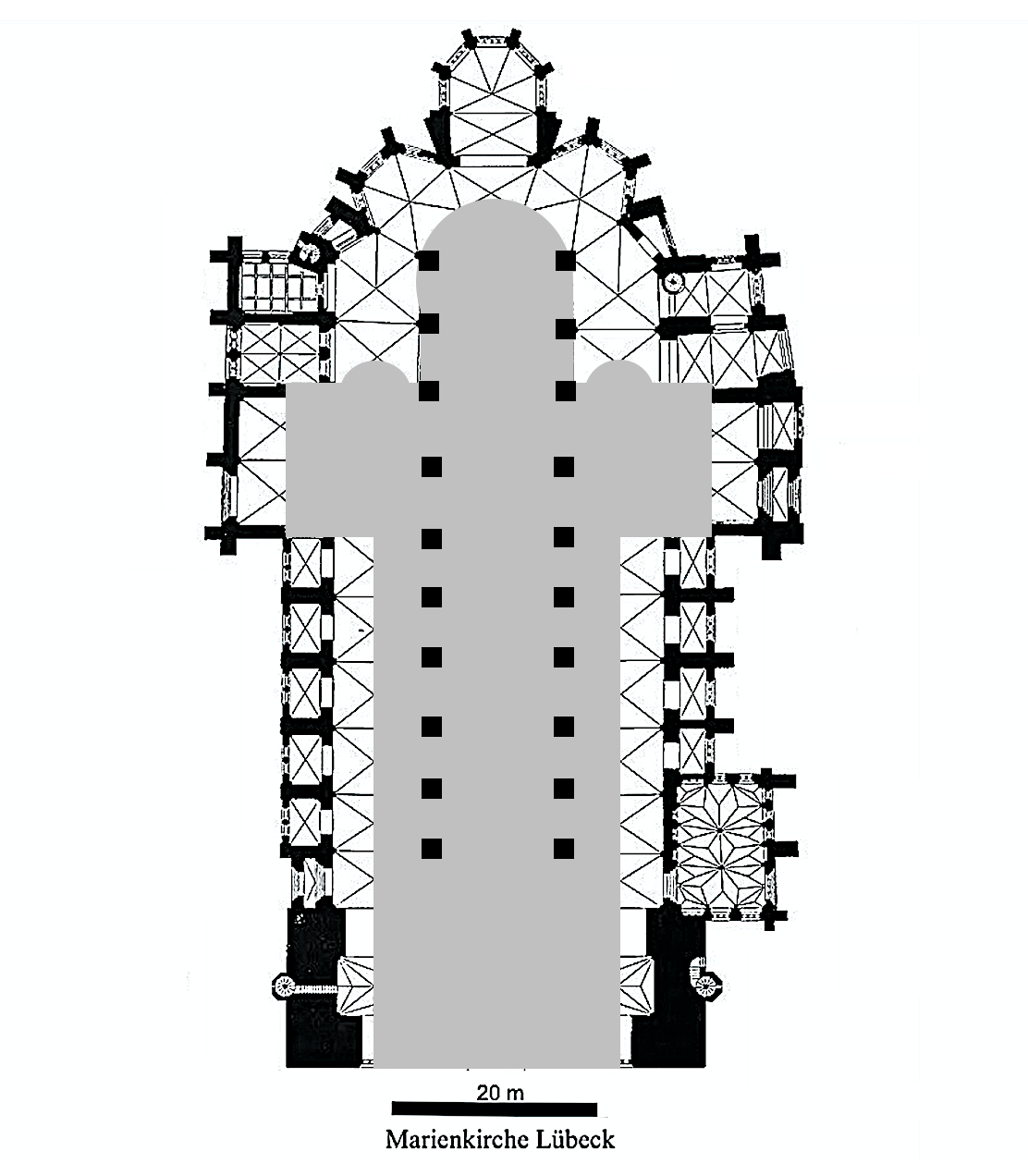
Grundriss von St. Marien. Die graue Fläche markiert den romanischen Vorgängerbau im 13. Jahrhundert (nach M.Hasse, 1983).

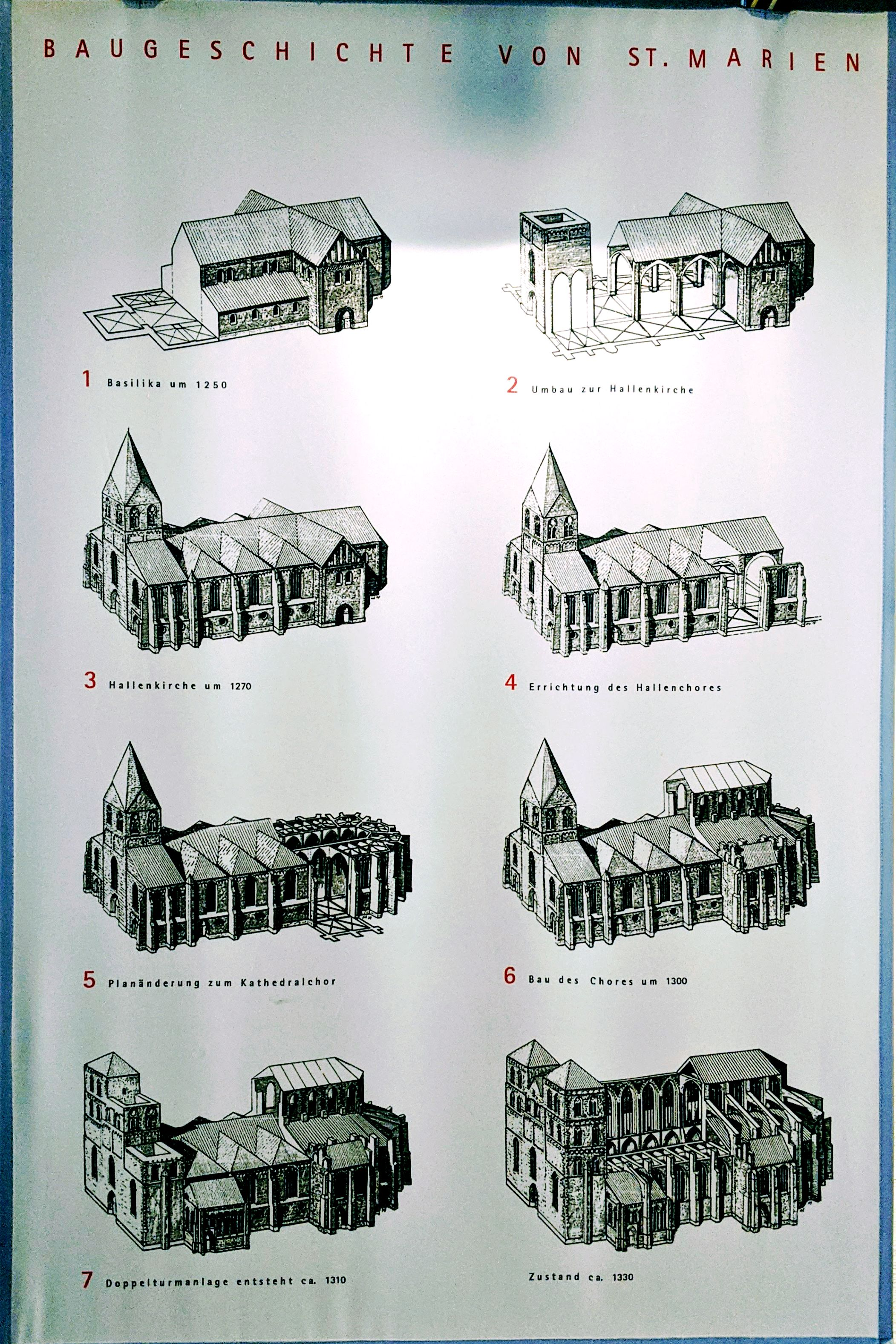
Frühe Baugeschichte von St. Marien im 13. und 14. Jahrhundert (schematische Darstellung)

1160 hatte Heinrich der Löwe durch Bischof Gerold das Bistum Oldenburg nach Lübeck verlegen lassen, stiftete ein Domkapitel und begründete 1173 am südlichen Rand der Stadt den Lübecker Dom. Nach 1160 wurde am Ort der Marienkirche in der Mitte der Stadt zunächst eine Holzkirche errichtet. Diese wurde zusammen mit St. Petri als Marktkirche 1170 erstmals dokumentiert. Ab Ende des 12. Jahrhunderts wurde sie durch eine romanische Backsteinkirche ersetzt, die bis Mitte des 13. Jahrhunderts bestand. Romanische Skulpturen der Ausstattung dieser zweiten Marienkirche werden heute im St.-Annen-Museum gezeigt. Als Überrest der romanischen Marienkirche ist im heutigen hochgotischen Bau das um 1200 entstandene sechste Pfeiler-Paar im Langhaus zu erkennen (von Westen). Der romanische Bau genügte im beginnenden 13. Jahrhundert den räumlichen und repräsentativen Ansprüchen der selbstbewussten, wirtschaftlich stark aufstrebenden Bürgerschaft nicht mehr. So entschloss man sich um 1251 zu einem größeren und gotischen Neubau. Während der Errichtung der gotischen Kirche um den romanischen Vorgängerbau herum gab es zwei wesentliche Planänderungen: Zunächst wurde eine Hallenkirche mit einem Turm begonnen. Gegen 1265 entschied man sich aber für eine vereinfachte Form des französischen Umgangschors und für einen basilikalen Querschnitt. Ab diesem Zeitpunkt wurde der Bau der hochgotischen, dreischiffigen Basilika mit Doppelturmanlage in heutiger Gestalt weiter verfolgt. Der hochgotische Chor muss um 1300 fertiggestellt worden sein. Das siebzig Meter lange Mittelschiff wurde zweigeschossig mit umlaufendem Triforium errichtet. Beim Westbau folgte man dem ursprünglichen Plan länger, das oberste Vollgeschoss zwischen den heutigen Türmen wurde noch als Turmzimmer des Einturms errichtet, bevor man 1304 den Nordturm und 1310 den Südturm zu bauen begann.

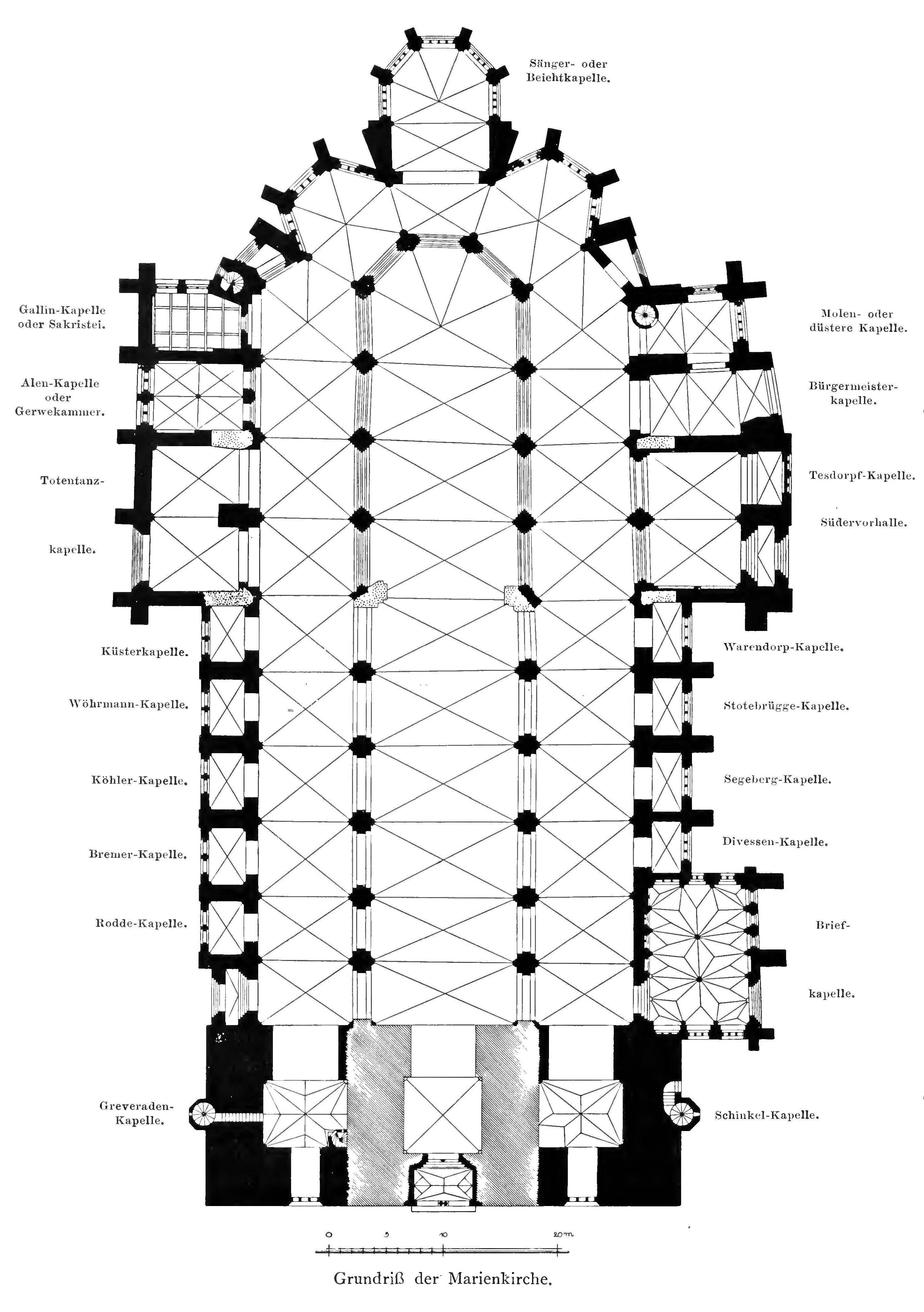
Grundriss mit Kapellen (1906)

Gotische Kathedralen aus Naturstein in Frankreich und Flandern waren die Vorbilder für den Neubau der dreischiffigen Lübecker Basilika. Besonders die Kathedralen von Reims (1211–1311) und Soissons (ab 1180) dienten den Baumeistern als Vorbild, wobei die Länge der Kathedrale von Reims nicht erreicht wurde. Die Lübecker Marienkirche ist das Beispiel sakraler Backsteingotik schlechthin und war Vorbild für viele Kirchen im Ostseeraum (z. B. Nikolaikirche (Stralsund), Nikolaikirche (Wismar), Doberaner Münster).
Zuvor hatte man keine Kirche aus Backstein so hoch gebaut und mit einem Gewölbe versehen. Ein System aus Strebebögen lenkt die Schubkräfte des Gewölbes nach außen über ein Strebewerk ab und ermöglicht so die enorme Höhe. Zur norddeutschen Strenge des Lübecker Strebwerks gehört es, dass die Pfeiler, die die Bögen tragen, nicht in Fialen auslaufen. Diese Strenge weist aber auch das außer an der Südostecke aus Sandstein errichtete Strebewerk des Bremer Doms auf.
Zu den in der Backsteingotik vielfach kopierten Eigenheiten der Marienkirche gehört, wie schon Georg Dehio betonte, dass die Türme zwar gotische Fenster haben, aber keine Strebepfeiler, und wie romanische Kirchtürme aus gleichartigen, nicht sehr hohen Geschossen bestehen. In Küstennähe ist es vor allem die Danziger Marienkirche, deren Turm nicht nach Lübecker Vorbild errichtet wurde, sondern nach flämischem Vorbild, auch flämische Backsteingotik genannt. Wenig beachtet wird die Materialvielfalt der Lübecker Marientürme: Die Mauerecken sind aus Granitquadern, und unterhalb der Fenster gibt es umlaufende Simse aus Kalkstein.
Wie an anderen Beispielen der Backsteingotik gibt es auch an der Marienkirche Portale aus Werkstein. Besonders aufwändig gestaltet, aber neugotisch verändert ist das Westportal aus Sandstein; durch einen vorderen Bogen aus Maßwerk gelangte man (heutzutage ist das Westportal meist verschlossen) in eine Vorhalle mit feinen, original frühgotischen Steinmetzarbeiten an beiden Seiten. In deren Rückwand steht das Stufenportal mit der Kirchentür. Das nordwestliche Portal, geschaffen 1320–1330, das südöstliche Portal und das von der Briefkapelle ins Schiff haben Gewände aus Kalkstein. Das Außenportal der Briefkapelle ist wiederum aus Sandstein. Nur das nordöstliche Portal hat ein Backsteingewände.
Der Bau der Marienkirche ist eine dreischiffige Basilika mit Einsatzkapellen, Chorumgang und Kapellenkranz sowie querschiffartigen Vorhallen. Im Westen hat die Kirche eine monumentale 40 Meter breite Doppelturmfassade. Die Türme wurden von 1304 bis 1351 errichtet. An ihrer Basis ist das Mauerwerk 5 Meter dick. Sie sind, die Wetterhähne mitgerechnet, 124,95 und 124,75 Meter hoch. Vor der Kriegszerstörung 1942 waren die Turmhelme wohl etwa 1 Meter höher.
Um 1310 wurde östlich an den Südturm die Briefkapelle angebaut. Sie war zugleich Vorhalle und Kapelle und bildete mit ihrem Portal den zweiten in Richtung Markt gelegenen Haupteingang der Kirche. Ursprünglich vermutlich der Heiligen Anna gewidmet, erhielt die Kapelle ihren heutigen Namen in der nachreformatorischen Zeit, als dort Lohnschreiber einzogen. Die Kapelle (12 m lang, 8 m tief und 12 m hoch) ist von einem Sterngewölbe überwölbt und gilt als ein Meisterwerk der Hochgotik. Sie ist oft mit englischer Gotik und dem Kapitelsaal der Marienburg verglichen worden. Heute dient die Briefkapelle der Gemeinde als Winterkirche für die Gottesdienste von Januar bis März.
An die Südostecke des Chorumgangs baute der Rat der Stadt um 1390 eine eigene Kapelle, die Bürgermeisterkapelle, die im Außenmauerwerk am Wechsel von glasiertem und unglasiertem Backstein zu erkennen ist. In ihrem noch erhaltenen Gestühl wurde jeweils der neugewählte Rat in sein Amt eingesetzt. Im Obergeschoss der Kapelle befindet sich die Trese, der besonders gesicherte Aufbewahrungsort der städtischen Privilegien, Urkunden, Handfeste und der Verträge des Lübecker Rates. Auch heute noch ist dieser Teil der Kirche in städtischem Besitz.
Vor 1444 wurde der östliche Abschluss des Chorumgangs um eine einjochige Kapelle mit 5/8-Schluss erweitert – die letzte gotische Erweiterung der Kirche. Diese Kapelle diente der Feier von gesungenen Stundengebeten als Teil der Marienverehrung, den Marienzeiten oder Marientiden (mittelniederdeutsch) und erhielt daher den Namen Marientidenkapelle oder Sängerkapelle.
Insgesamt zählt die Marienkirche neun größere Seitenkapellen und weitere zehn kleinere, die als Grabkapellen zumeist nach den Lübecker Ratsfamilien benannt sind, die sie genutzt und bestiftet haben.
→Siehe: Kapellen der Lübecker Marienkirche
Der Ansporn für den Rat der Stadt Lübeck zu einer solch enormen Bauleistung lag in der erbitterten Auseinandersetzung mit dem Bistum Lübeck begründet. Man wollte als Symbol des Freiheitswillens der Fernkaufleute und der weltlichen Macht der seit 1226 reichsfreien Stadt mit dem Kirchenbau in der unmittelbaren Nähe des Lübecker Rathauses und des Marktes die von Heinrich dem Löwen gestiftete romanische Bischofskirche der Stadt, den Lübecker Dom, deutlich und nicht einholbar an Größe übertreffen und damit auch den Machtanspruch gegenüber den anderen Mitgliedern der sich etwa gleichzeitig bildenden Städtehanse (1356) nach außen unterstreichen.

### Zerstörung und Wiederaufbau

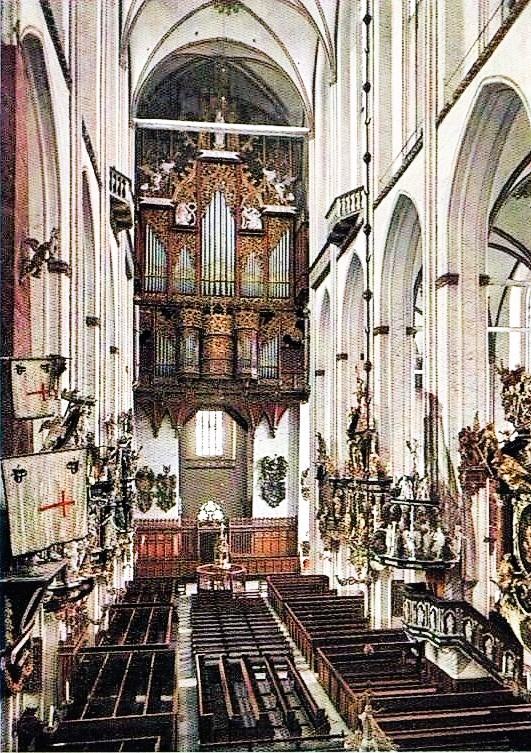
Mittelschiff, Blick nach Westen, vor der Zerstörung

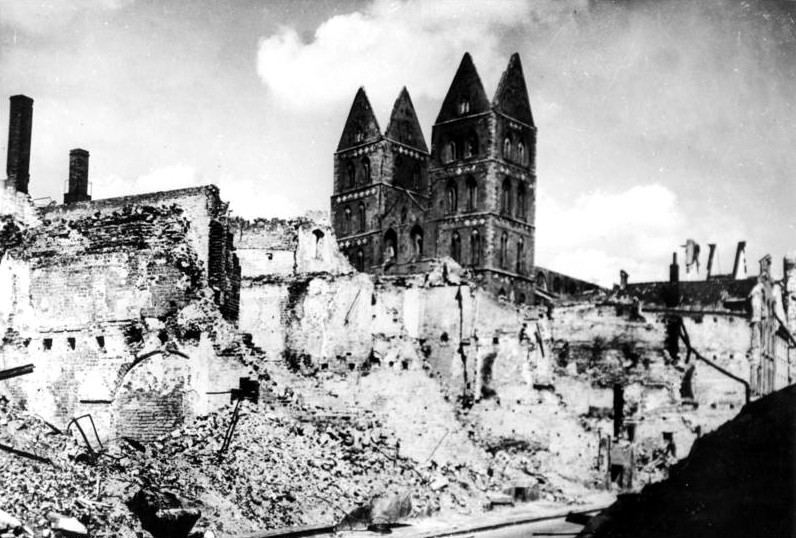
Zerstörung 1942

In der Nacht zum Palmsonntag vom 28. zum 29. März 1942 brannte die Marienkirche (wie auch der Dom und die Petrikirche) bei dem Luftangriff auf Lübeck, der ein Fünftel der Innenstadt zerstörte, fast völlig aus. Dabei wurde auch die berühmte Totentanzorgel vernichtet, auf der unter anderem Dietrich Buxtehude und mit großer Wahrscheinlichkeit Johann Sebastian Bach gespielt hatten.

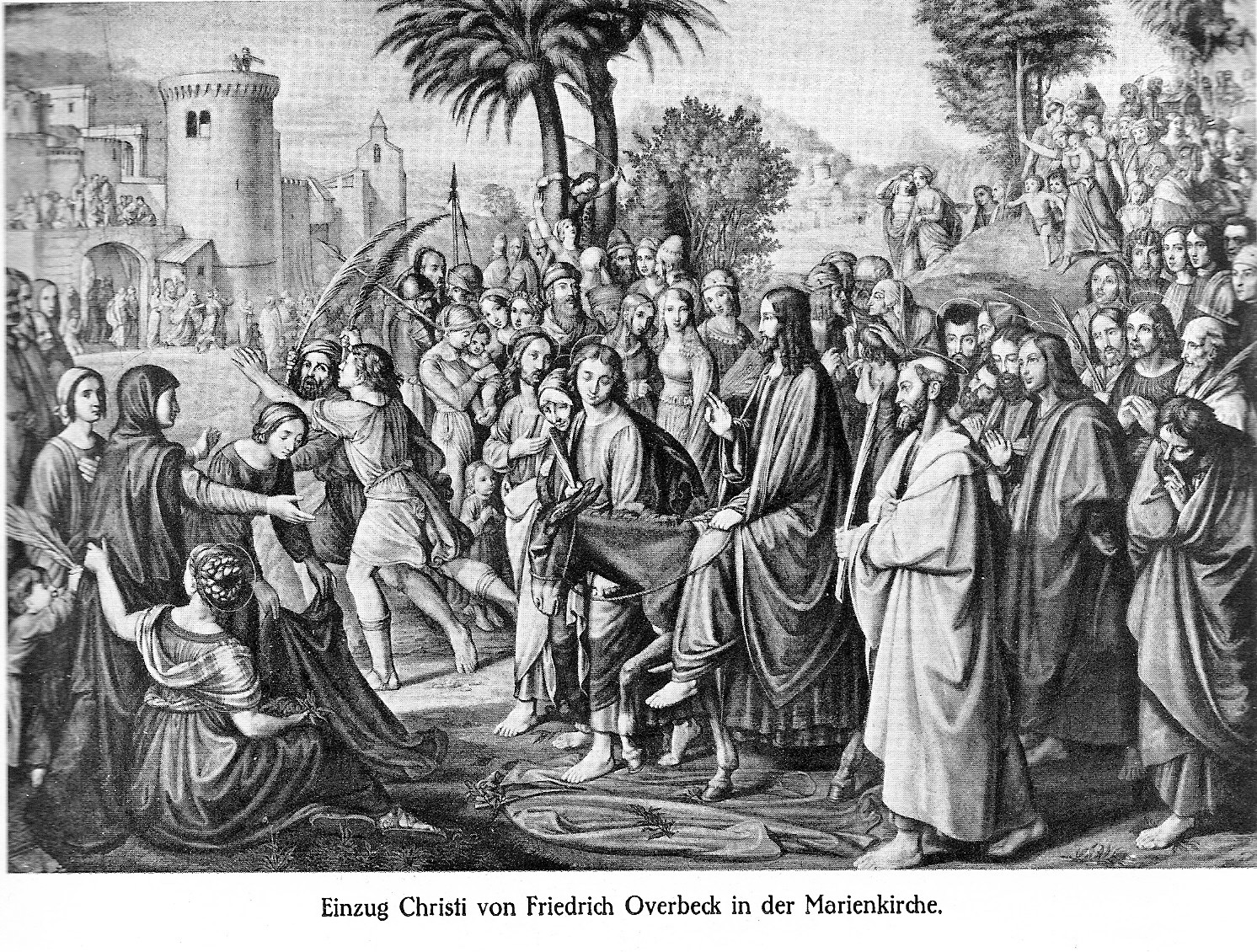
Friedrich Overbeck: Einzug Christi in Jerusalem (1824)

An Kunstwerken verbrannten 36 mittelalterliche Holzskulpturen und Tafelgemälde, die Gregorsmesse von Bernt Notke, der monumentale Lübecker Totentanz (ursprünglich von Bernt Notke, 1701 durch eine Kopie ersetzt), die geschnitzten Figuren des Lettners, der Dreifaltigkeitsaltar von Jacob van Utrecht (früher auch Bernard van Orley zugeschrieben) und der Einzug Christi in Jerusalem von Friedrich Overbeck. Die ebenfalls verbrannte Tafel mit der Darstellung des Heiligen Olav aus dem Bergenfahreraltar von Hans Kemmer war 1930 von Wilhelm Schodde für die Gedenkausstellung zum 900. Jahrestag des Todes des Heiligen kopiert worden. Diese Kopie hängt heute im Festsaal des ehemaligen erzbischöflichen Palastes in Trondheim. Von den Skulpturen des Bildschnitzers Benedikt Dreyer verbrannten die Heiligenfiguren an der Westseite des Lettners und die Orgelskulptur an der Großen Orgel aus der Zeit 1516–1518, sowie der Mann mit dem Zählbrett. Weiterhin wurden die ab 1840 in die Marienkirche eingebauten mittelalterlichen Fenster der Burgkirche zerstört; es verbrannten die Fahnen der Hanseatischen Legion sowie eine kostbare mittelalterliche Rarität, eine in der Seeschlacht im Öresund (1427) erbeutete dänische Schiffsflagge. Einen Eindruck vom Innenraum kann man nur noch aus den fotografischen Innenraumdokumentationen der Vorkriegszeit von Lübecker Fotografen wie Wilhelm Castelli gewinnen.
Noch während des Krieges wurde die Marienkirche von einem Notdach geschützt und das Chorabschlussgewölbe wiederhergestellt. Der eigentliche Wiederaufbau begann 1947 unter der Leitung des Architekten und Ingenieurs Bruno Fendrich. Die Arbeiten wurden zwölf Jahre später größtenteils abgeschlossen. Dabei wurde aufgrund der Erfahrungen der Brandnacht darauf verzichtet, die Tragwerkskonstruktion des Daches und der Turmhelme wieder aus Holz auszuführen. Stattdessen sind alle nach dem Krieg wiederaufgebauten Turmspitzen von Lübecker Kirchen in einem speziell entwickelten Verfahren (Schlackenhohlkörper, System Trautsch-Pieper-Verfahren) in Leichtbetonbauweise unter der Kupfereindeckung ausgeführt. Dem Baumeister Erich Trautsch, der dieses Verfahren ursprünglich entwickelte, wurde ein Glasfenster in der Nordseite der Marienkirche gewidmet.
Der Kunsthistoriker Dietrich Ellger untersuchte die Ruine für seine Dissertation, die er 1951 vorlegte: Neue Forschungen zur Baugeschichte der Lübecker Marienkirche. Darin wies er unter anderem auf Reste von Laufgängen hin, die die Marienkirche als Hallenkirche gehabt hatte, nicht zu verwechseln mit den heute sichtbaren Laufgängen an den Obergaden der Basilika.

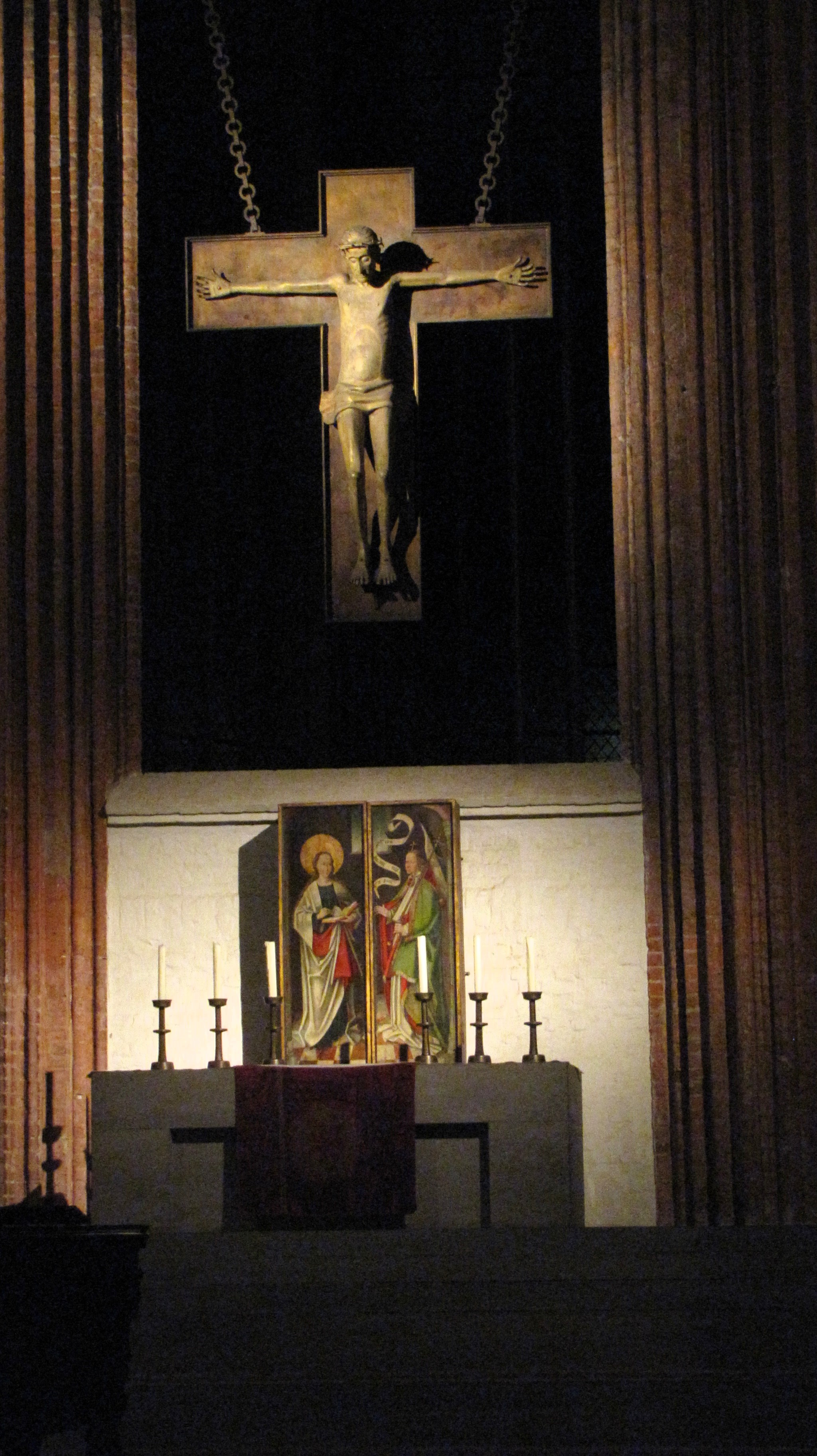
Hochaltar: Ambo mit geschlossenem Swarte-Flügelaltar und Kruzifix (2010)

1951 wurde unter dem wiederhergestellten Dach die 700-Jahr-Feier der Kirche begangen. Dazu stiftete die Bundesrepublik Deutschland in Anwesenheit von Bundeskanzler Konrad Adenauer die neue Pulsglocke, und die Gedenkkapelle mit den heruntergestürzten Glocken im Südturm wurde eingeweiht. Im Glasfenster in der Kapelle sind zur Erinnerung die Namen größerer Städte der früheren Ostgebiete in alphabetischer Reihenfolge aufgeführt. Die Marienkirche gehört wegen ihrer Zerstörung im Krieg zu den Nagelkreuzzentren. Eine Tafel an der Mauer weist auf die Sinnlosigkeit des Krieges hin.
Um die Gestaltung des Innenraumes gab es in den 1950er Jahren eine langanhaltende Diskussion, nicht nur wegen der Malereien (siehe unten). Vorherrschend war dabei eine puristische und unhistorische Sicht der gotischen Raumwirkung, die als durch die Zerstörung „wieder auf das wesentliche, die reine Form zurückgeführt worden“ sei. Die Neukonzeption sollte zugleich der (damaligen) Doppelaufgabe der Marienkirche als Bischofs- und Gemeindekirche gerecht werden. Schließlich schrieben der Kirchenvorstand und die Kirchenleitung 1956 einen beschränkten Wettbewerb aus und luden sechs Architekten zur Teilnahme ein, darunter Gerhard Langmaack und Denis Boniver. Bonivers Entwurf wurde am 8. Februar 1958 in wesentlichen Teilen angenommen. In jener Sitzung forderte der damalige Bischof Heinrich Meyer vehement die Entfernung des Fredenhagenaltars (siehe unten), womit er sich auch durchsetzte.
Die Umgestaltung des Innenraums nach Bonivers Entwurf wurde 1958/1959 durchgeführt, dabei wurden wegen des Einbaus einer Fußbodenheizung unter einen neuen Ziegelfußboden die noch vorhandenen Grabplatten aus Gotland-Kalkstein aufgenommen und zur Erhöhung des Chorraums verwendet. Der nördliche Rest des steinernen Lettner-Unterbaus wurde abgebrochen. Der Chorraum wurde durch drei Meter hohe weißgekalkte Mauern vom Chorumgang abgetrennt. An die Stelle des Fredenhagenaltars traten ein schlichter Altarblock aus Muschelkalk und ein vom Gurtbogen herabhängendes Kruzifix von Gerhard Marcks. Am 20. Dezember 1959 fand die Einweihung des neugestalteten Chorraums statt.
Gleichzeitig wurde im Raum zwischen den Türmen eine Schatzkammer für den Paramentenschatz der Danziger Marienkirche eingerichtet, der nach dem Krieg als Leihgabe der EKU nach Lübeck gekommen war. Diese wurde 1993 beseitigt und der Paramentenschatz in das St.-Annen-Museum gebracht. Über der Schatzkammer wurde eine große Orgelempore eingerichtet. Die Orgel selbst konnte erst 1968 eingebaut werden.
Der vergoldete Dachreiter, der 30 Meter über das Hochschiffdach herausragt, wurde 1980 nach alten Zeichnungen und Fotografien neu geschaffen. Das Glockenspiel des Reiters läutete als Lübeck noch eigenständig war, wenn in der Marienkirche der Trauergottesdienst für ein verstorbenes Senatsmitglied stattfand.
| Gesamtlänge: 102 m                                                 | Firsthöhe des Mittelschiffs: 47,5 m                             |
| Länge ohne Türme: 86 m                                             | Firsthöhe der Seitenschiffe: 27,5 m                             |
| Länge des Mittelschiffs: 70 m                                      | Gewölbehöhe im Mittelschiff: 38,5 m                             |
| Gesamtbreite mit Querhallen: 56,5 m                                | Gewölbehöhe Seitenschiffe: 20,5 m                               |
| Breite des Langhauses - mit Kapellen: 42 m - ohne Kapellen: 32,5 m | Höhe der Türme - bis zur Kugel: 120 m - mit Wetterhähnen: 125 m |
| Breite des Mittelschiffs: 14,5 m                                   | Spitze des Dachreiters: 77 m                                    |
| Bebaute Grundfläche: ca. 4400 m2                                   | Nutzbare Raumfläche: ca. 3300 m2                                |

## Ausstattung
Die Marienkirche wurde durch Stiftungen des Rates, der Ämter (Gilden) und von Familien und Einzelpersonen reich ausgestattet. Am Ende des Mittelalters besaß sie 38 Altäre und 65 Vikarien.

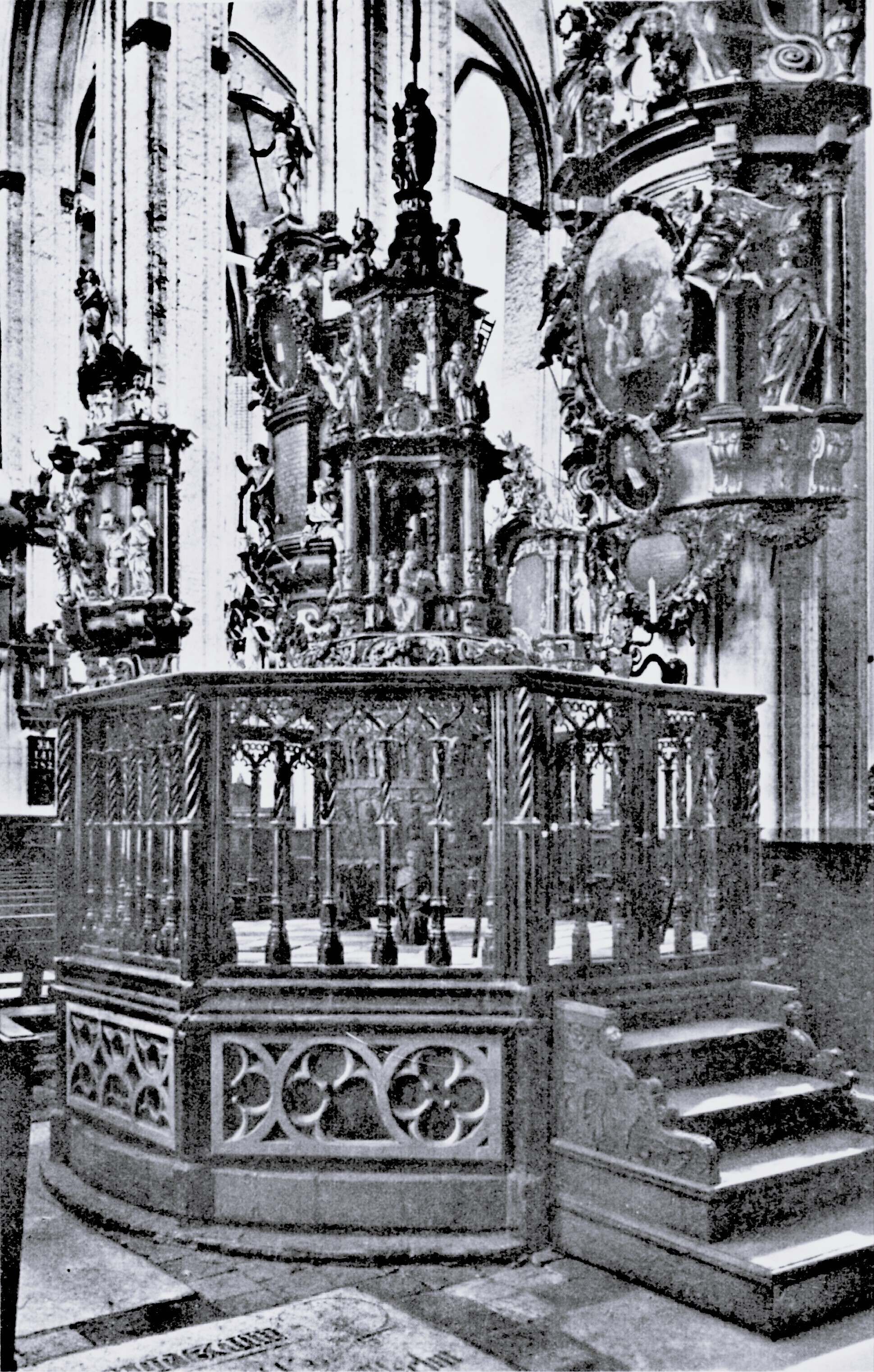
Taufe bis 1942

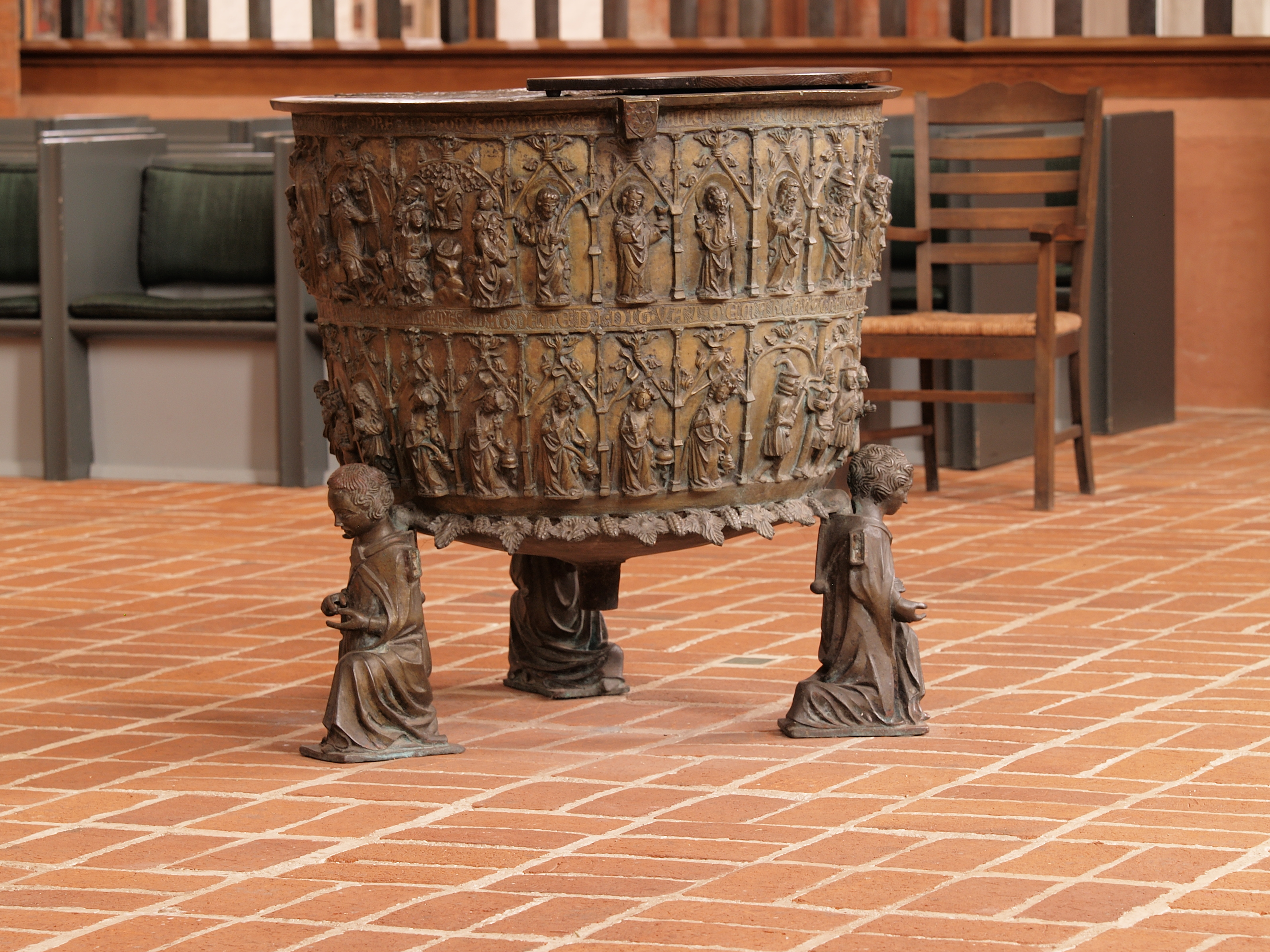
Taufbecken

Von der mittelalterlichen Kirchenausstattung sind zahlreiche Inventarstücke erhalten: Das bronzene Taufbecken wurde 1337 von Hans Apengeter gegossen. Es stand bis 1942 im Westen der Kirche, danach befand es sich in der Mitte des Chorraums. Im Zusammenhang mit umfassenden Sanierungsarbeiten 2023, bei denen auch das Altarretabel zurückversetzt wurde, wurde das Taufbecken wieder im Westen der Kirche aufgestellt. Sein Inhalt von 406 Litern entspricht dem Hamburger bzw. Bremer Bierfass (405 Liter).
Die Darsow-Madonna von 1420 wurde 1942 schwer beschädigt, aus Hunderten von Einzelteilen restauriert und 1989 wieder aufgestellt. Das Sakramentshaus (Tabernakel) an der Nordwand des Chorraums wurde 1479 durch den Rotgießer Klaus Grude mit rund 1000 bronzenen, teilweise vergoldeten Einzelteilen (9,5 m hoch) geschaffen. Der Flügelaltar des Christian Swarte (um 1495) mit einer Mondsichelmadonna, ursprünglich in der Molenkapelle, war ab den 1980er Jahren bis November 2022 hinter dem Hauptaltar aufgestellt.
Vom 1942 zerstörten Lettner sind lediglich ein Bogen und die Steinfiguren erhalten: Elisabeth mit Johannes dem Täufer als Kind, Anna selbdritt, der Erzengel Gabriel und Maria (Verkündigung), St. Johannes und St. Dorothea.

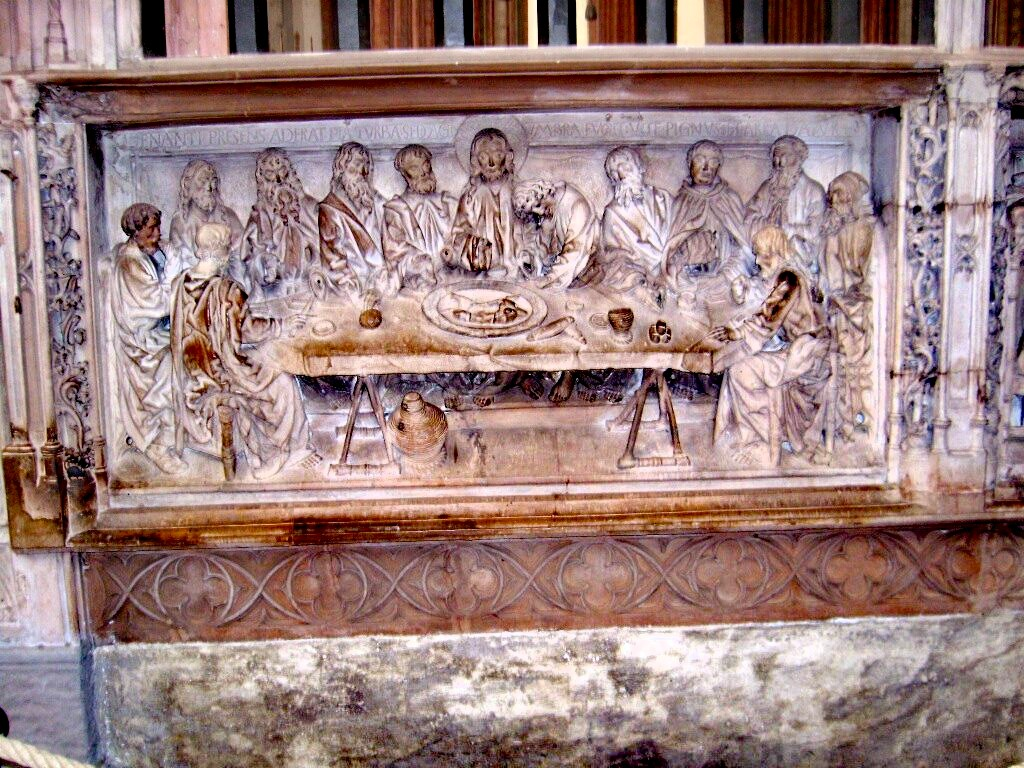
Abendmahlsrelief im Chorumgang, der dunkle Fleck links unten ist die Maus, ein Lübecker Wahrzeichen

Sandsteinreliefs aus der Werkstatt des Heinrich Brabender im Chorumgang (1515) zeigen Szenen aus der Passionsgeschichte: im Norden Fußwaschung und Letztes Abendmahl, im Süden Christus im Garten Gethsemane und seine Gefangennahme. Im Rahmen des Abendmahl-Reliefs findet sich ein Wahrzeichen Lübecks: eine auch in der Lübschen Sagenwelt bedeutungsvolle, kleine Maus, die an einem Rosenstock nagt (Wer die Maus berührt, soll in seinem Leben wieder nach Lübeck zurückkehren. Andere Interpretationen bedeuten Glück für den Berührenden).
In der Marientidenkapelle stehen Reste des originalen Gestühls und der Antwerpener Altar (siehe unten).
In der Bürgermeisterkapelle im südlichen Chorumgang sind Teile des ursprünglichen gotischen Gestühls erhalten.

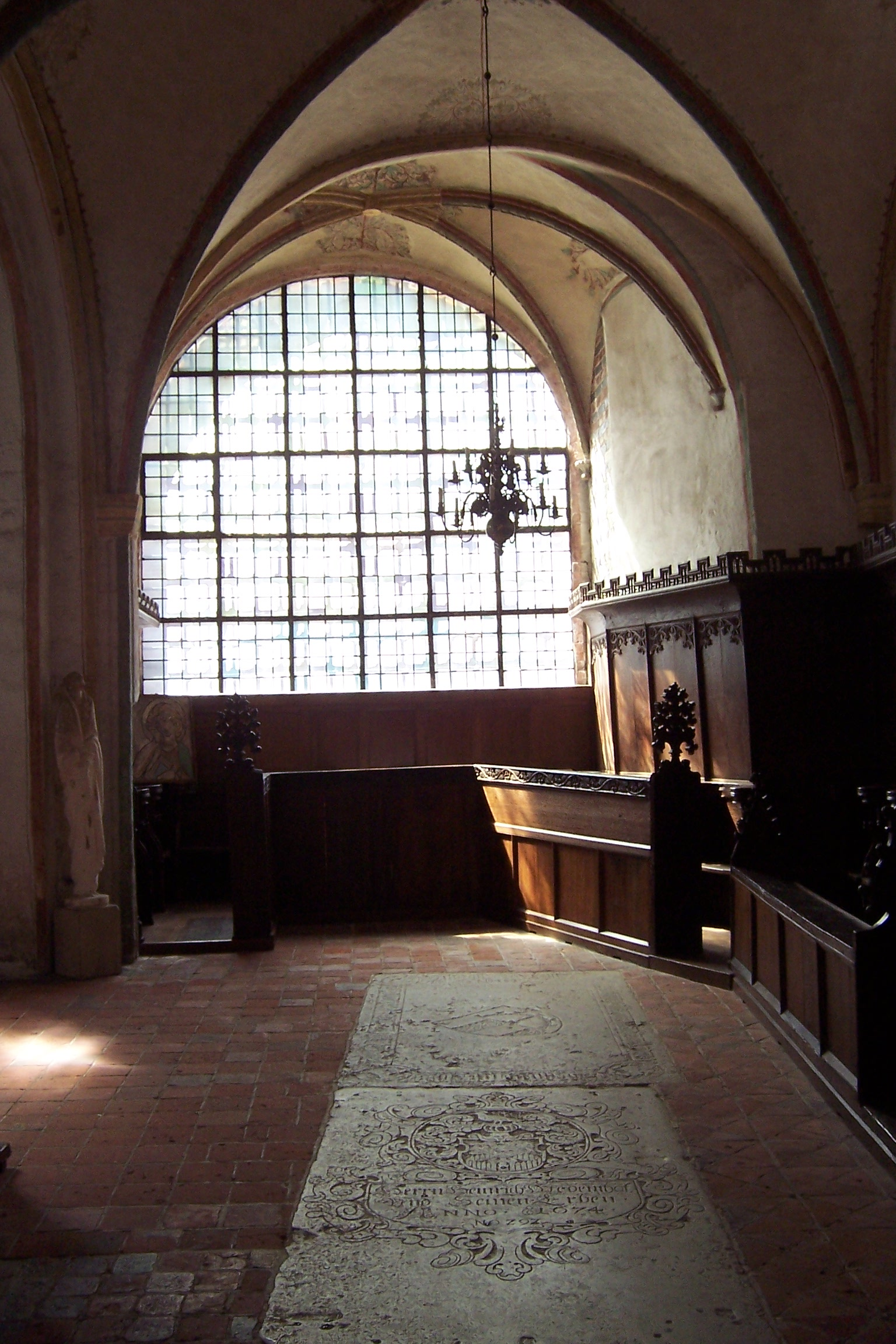
Blick in die Bürgermeisterkapelle

Eine Holzstatue von Henning von der Heyde (um 1505) stellt St. Johannes dar. Eine Steinstatue mit St. Antonius wurde 1457 vom Ratsherrn Hermann Sundesbeke, Mitglied der Antonius-Brüderschaft, gestiftet.
Mit der Beweinung Christi hängt eines der Hauptwerke des Nazareners Friedrich Overbeck in der Gebetskapelle im nördlichen Chorumgang. Ebenfalls in der Kapelle erinnert eine Grabplatte aus Bronze von Bernt Notke an die Familie Hutterock (1505).
Die Chorschranken sind Rekonstruktionen von 1996. 1959, bei der Neueinrichtung, war der Chorraum mit Mauern zum Umgang hin abgeschlossen worden. Diese wurden in den 1990er Jahren wieder abgebrochen. Die Messingstäbe der Chorschranken waren zum großen Teil noch erhalten, während die Holzteile 1942 fast vollständig verbrannt waren. Rahmen und Bekrönung aus Eichenholz wurden nach erhaltenen Resten rekonstruiert.
Seit 2003 befindet sich im Chorumgang rechts neben dem Altar die Installation Verletzungen-Verbindungen, vierzehn gebrochene Kreuze von Günther Uecker als Dauerleihgabe.

### Antwerpener Retabel
Das Antwerpener Retabel in der Marientidenkapelle wurde 1518 geschaffen. 1522 stiftete es der aus Geldern stammende Kaufmann Johann Bone für die Kapelle. Nach deren Umbau zur Beichtkapelle 1790 wurde der Altar mehrfach in der Kirche umgestellt. Während des Zweiten Weltkriegs stand er in der Briefkapelle und entging so der Zerstörung. Der doppelflügelige Altar zeigt in 26 gemalten und geschnitzten Szenen das Marienleben, im Zentrum der geschnitzten Festtagsseite den Marientod (die kleine zugehörige Gruppe der Himmelfahrt Mariens darüber wurde 1945 gestohlen), darunter ihr Begräbniszug, links die Verkündigung und rechts ihre Grablegung. Die geschnitzten Flügel dieser Wandlung zeigen links oben die Geburt Marias, darunter die Darstellung Jesu im Tempel, und rechts oben eine verkürzte Wurzel Jesse und darunter den zwölfjährigen Jesus im Tempel. Die gemalte zweite Wandlung (zu sehen in der Fastenzeit) zeigt Szenen aus dem Leben Jesu und aus dem Marienleben: in der Mitte die Anbetung der Hirten, die Anbetung der Könige, die Beschneidung Jesu und die Flucht nach Ägypten, flankiert von der Vermählung Joachims und Annas, der Zurückweisung seines Opfers, sein Dankesopfer und seine Beschenkung der Armen beim Verlassen des Tempels. Ist der Altar ganz geschlossen (heutzutage in der Karwoche), ist die Verkündigung des Meisters von 1518 zu sehen.
Vor 1869 wurden die Flügel der Predella, die Legenden der Heiligen Sippe zeigen, abgenommen, zu Tafelbildern zersägt und verkauft. Zwei Teile davon gelangten 1869 aus der Privatsammlung des Lübecker Bürgermeisters Karl Ludwig Roeck in die Sammlung des heutigen St. Annen-Museums. Zwei weitere Teiltafeln von den Außenseiten der Predellenflügel wurden von der Kulturstiftung des Landes Schleswig-Holstein erworben und befinden sich seit 1988 ebenfalls im St.-Annen-Museum. Von den übrigen Tafeln befinden sich zwei in der Staatsgalerie Stuttgart und zwei in einer Stockholmer Privatsammlung.

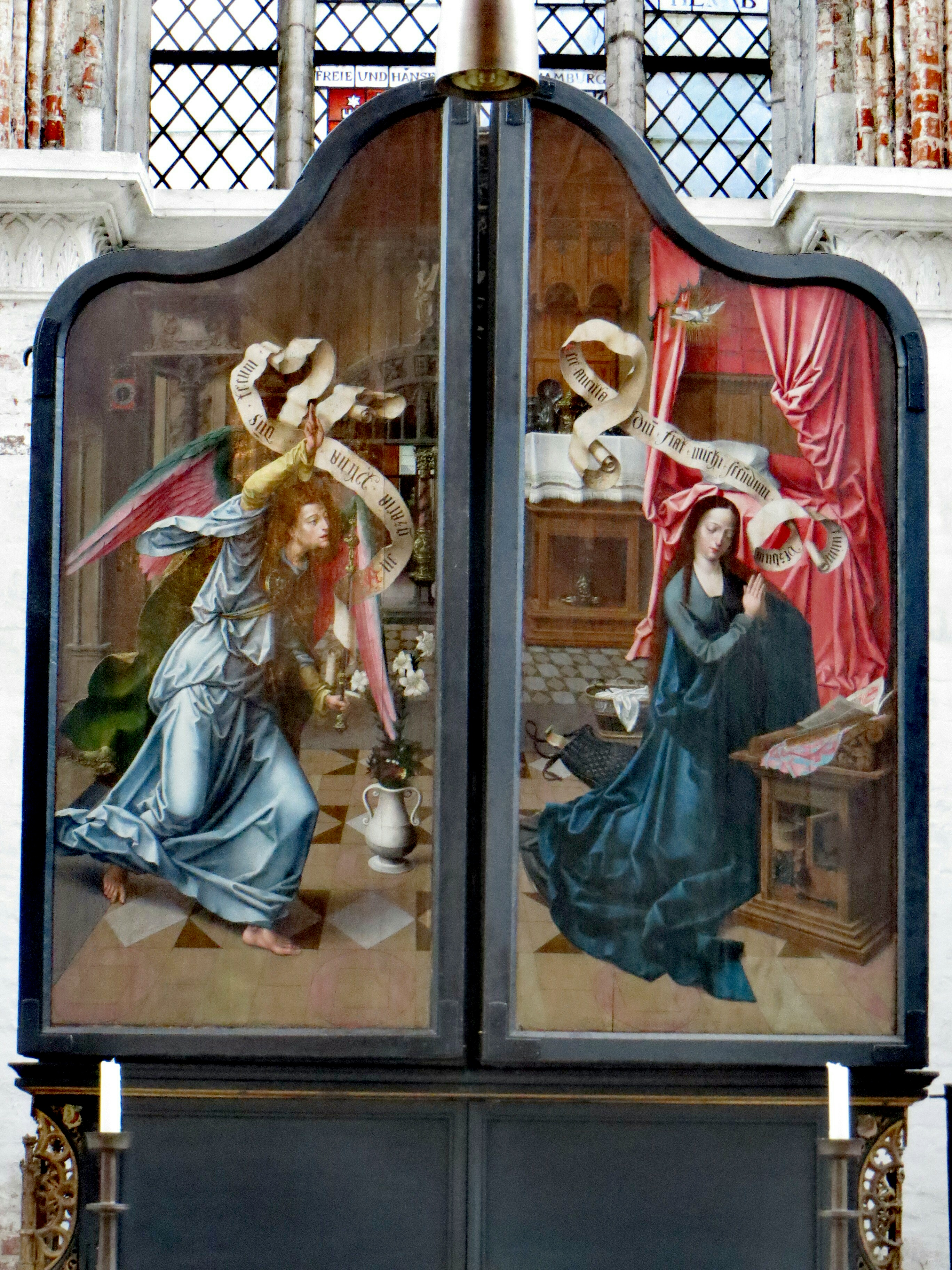
Antwerpener Retabel: geschlossen
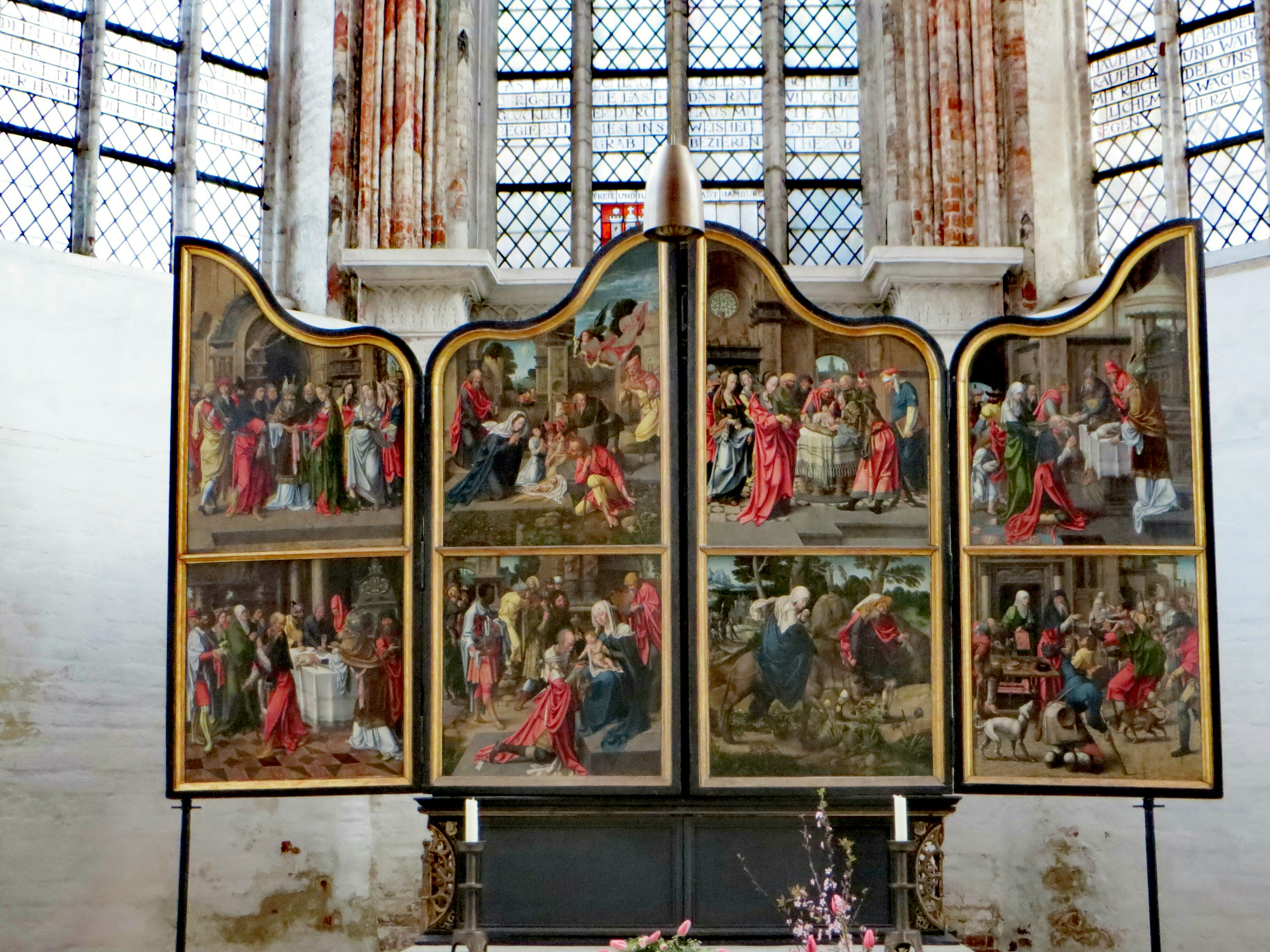
Antwerpener Retabel: 2. Wandlung
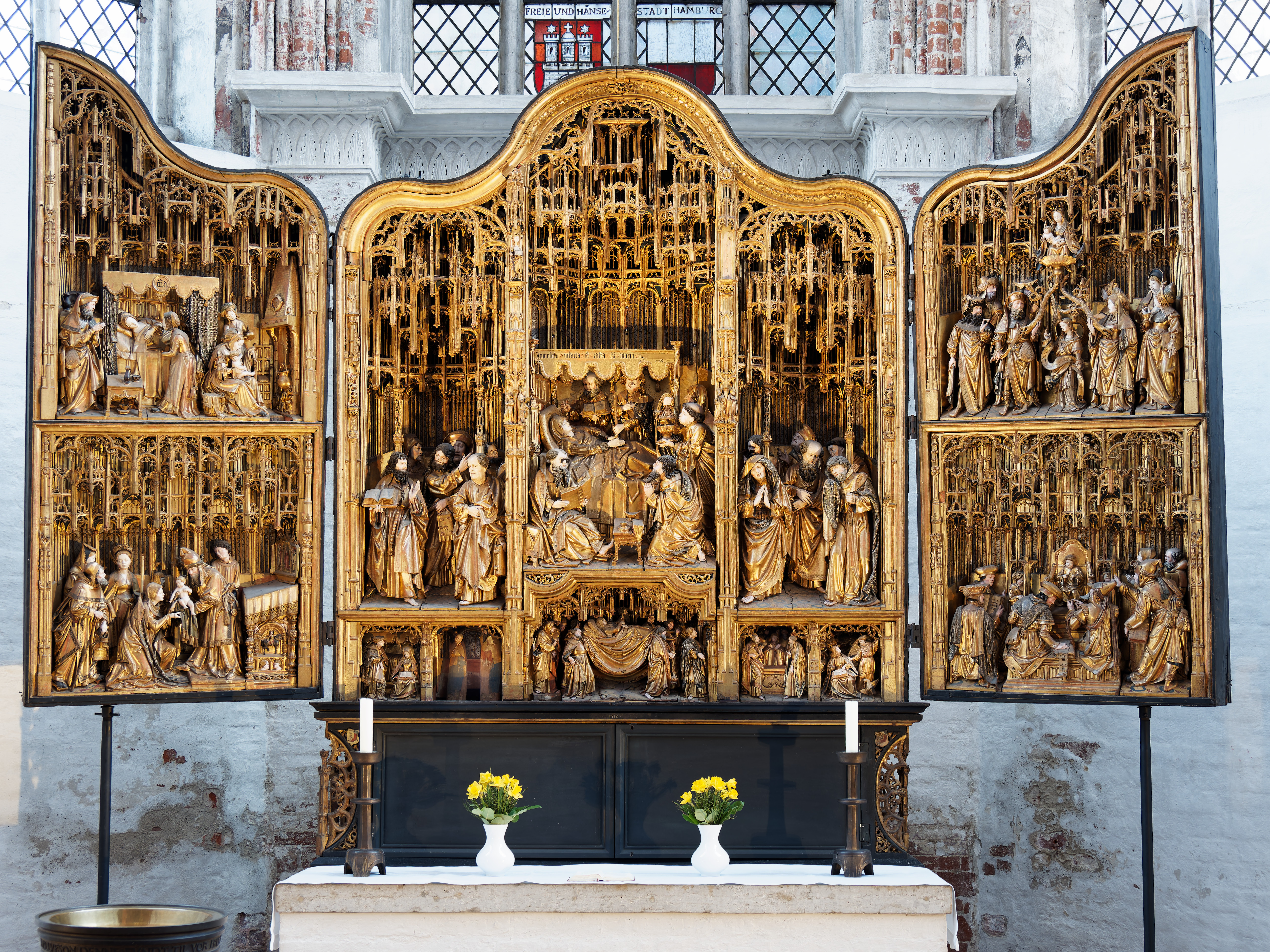
Antwerpener Retabel: ganz geöffnet

### Epitaphien

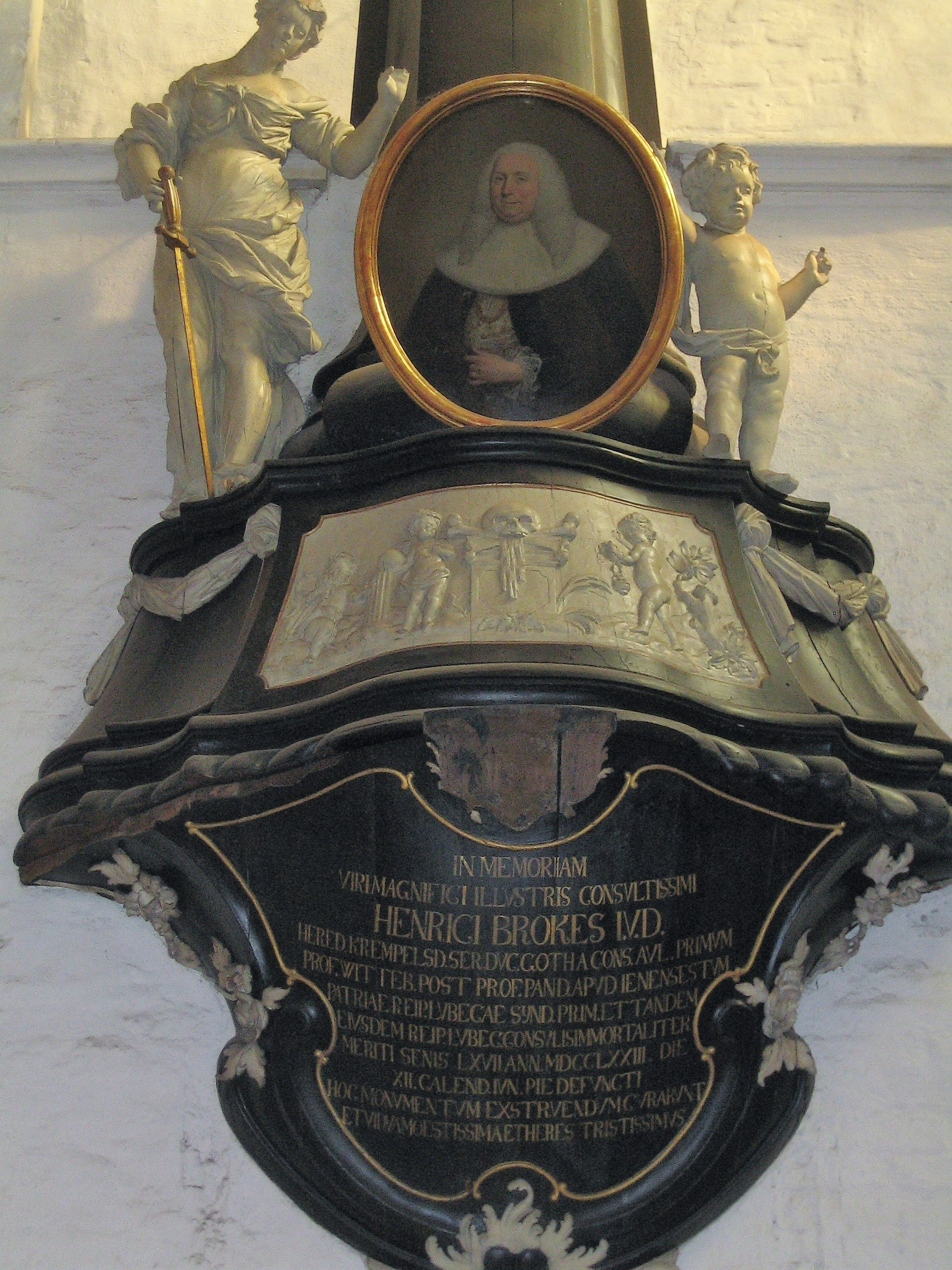
Epitaph des Bürgermeisters Heinrich Brockes II. († 1773)

In der Renaissance und im Barock füllte sich der Kirchenraum mehr und mehr mit Epitaphien, so dass man davon sprechen konnte, dass die Kirche zur „Ruhmeshalle des Lübecker Patriziats“ wurde. Die Epitaphien im Hauptschiff, die erst ab 1693 zugelassen waren, mussten aus statischen Gründen aus Holz gefertigt werden, während sie in den Seitenschiffen auch aus Marmor sein konnten. Während von den bis ins 20. Jahrhundert erhaltenen 84 Epitaphien fast alle hölzernen dem Brand nach dem Bombenangriff zum Opfer gefallen sind, haben sich 17 zumeist steinerne an den Wänden der Seitenschiffe erhalten, wenn auch zum Teil mit schweren Beschädigungen. Da es sich im Wesentlichen um barocke Arbeiten handelte, wurden sie in der ersten Phase des Wiederaufbaus vernachlässigt und erst ab 1973 teilweise restauriert. Sie lassen aber noch ahnen, wie reich die Marienkirche einst ausgestattet war.
Das älteste Epitaph, ein noch mittelalterlichen Vorbildern verhaftetes Wappenepitaph, ist jenes des 1594 gestorbenen Bürgermeister Hermann von Dorne. Das mehrfach restaurierte Epitaph des Schonenfahrers und Ratsherrn Johann Füchting († 1637) ist eine niederländische Arbeit des in Amsterdam tätigen Bildhauers Aris Claeszon aus der Übergangszeit von der Spätrenaissance zum Frühbarock. Nach der Phase des überbordenden Knorpelstils, dessen Beispiele alle verbrannt sind, führte Thomas Quellinus einen neuen Epitaphien-Typ in Lübeck ein und schuf Epitaphien im dramatischen Stil des flämischen Hochbarock für den Ratsherrn Hartwich von Stiten gefertigt 1699, den Ratsherrn Adolf Brüning gefertigt 1706, den Bürgermeister Hieronymus von Dorne († 1704) sowie den Bürgermeister Anton Winckler (1707), das als einziges unbeschädigt geblieben ist. Im gleichen Jahr schuf der Lübecker Bildhauer Hans Freese das Epitaph für den 1705 verstorbenen Bürgermeister Gotthard Kerkring, dessen ovales Bildnis von einer geflügelten Todesfigur gehalten wird. Ein guterhaltenes Beispiel für die Epitaphien der nächsten Generation ist das für den 1723 gestorbenen Bürgermeister Peter Hinrich Tesdorpf. In der Grabkapelle der Familie Tesdorpf findet sich die Büste des Bürgermeisters Johann Matthaeus Tesdorpf von Gottfried Schadow, die der Rat ihm 1823 zu seinem Ratsjubiläum überreicht hatte und die 1835 hier aufgestellt wurde. Zu den letzten Epitaphien zählt auch das Grabdenkmal des Bürgermeisters Joachim Peters von Landolin Ohmacht (um 1795).

### Fredenhagenaltar

Fredenhagenaltar (1906)

Das Hauptausstattungsstück aus der Barockzeit, der vom Kaufmann Thomas Fredenhagen gestiftete und vom Antwerpener Bildhauer Thomas Quellinus gestaltete 18 Meter hohe Hochaltar aus belgischem Marmor aus Namur und Adneter Rotmarmor (1697) wurde 1942 schwer beschädigt. Nach langer Auseinandersetzung von 1951 bis 1959 fiel auf Betreiben des damaligen Bischofs Heinrich Meyer die Entscheidung, den Altar nicht zu restaurieren, sondern abzutragen und durch einen schlichten Altartisch aus Kalkstein und ein bronzenes Kruzifix von Gerhard Marcks zu ersetzen. Der damalige Lübecker Museumsdirektor urteilte über die kunstgeschichtliche Bedeutung des Altars, er sei das einzige Kunstwerk von europäischem Rang, das die evangelische Kirche in Lübeck nach der Reformation zustande gebracht habe. Einzelne Stücke des Altars sind heute im Chorumgang aufgestellt: Die Kreuzigungsgruppe mit Maria und Johannes, die Marmor-Predella mit einem Relief des Abendmahls sowie die drei bekrönenden Figuren, die Allegorien Glaube und Hoffnung und der auferstandene Christus. Die zum Altar gehörige Büste des Stifters Fredenhagen befindet sich zusammen mit dem Bozzetto und dem ebenfalls zum Altar gehörenden Wappen heute im Lübecker St.-Annen-Museum. Die anderen erhaltenen Reste des Altars sind über dem Gewölbe zwischen den Türmen eingelagert. Im Rückblick meinte Johannes Habich 1995: „Der Verlust dieses Denkmals war der schwerste derartige in Schleswig-Holstein nach dem Zweiten Weltkrieg.“ Die anhaltende Diskussion, ob es möglich und wünschenswert sei, den Altar als ein Hauptwerk barocker Kunst von europäischem Rang wiederherzustellen, führte dazu, dass beim Architektenwettbewerb zur Neugestaltung des Innenraums ab 2025 der Wiederaufbau des Altars als ein Kriterium ausdrücklich festgeschrieben wurde.
Der Altar wirkte stilbildend und „hat die Altarkunst im Lande wesentlich beeinflusst“. In den folgenden Jahrzehnten bis ca. 1750 schufen norddeutsche Meister wie Hieronymus Hassenberg zahlreiche Altäre, die sich in kleinerem Maßstab am Fredenhagenaltar orientierten. Zwei 1738 beziehungsweise 1743 hergestellte schlichtere, holzgeschnitzte Kopien aus der Hand des Wesselburener Bildschnitzers Albert Hinrich Burmeister (1683–1760) befinden sich in der St. Bartholomäus-Kirche in Wesselburen und, noch einmal deutlich kleiner, in der St.-Secundus-Kirche in Hennstedt.

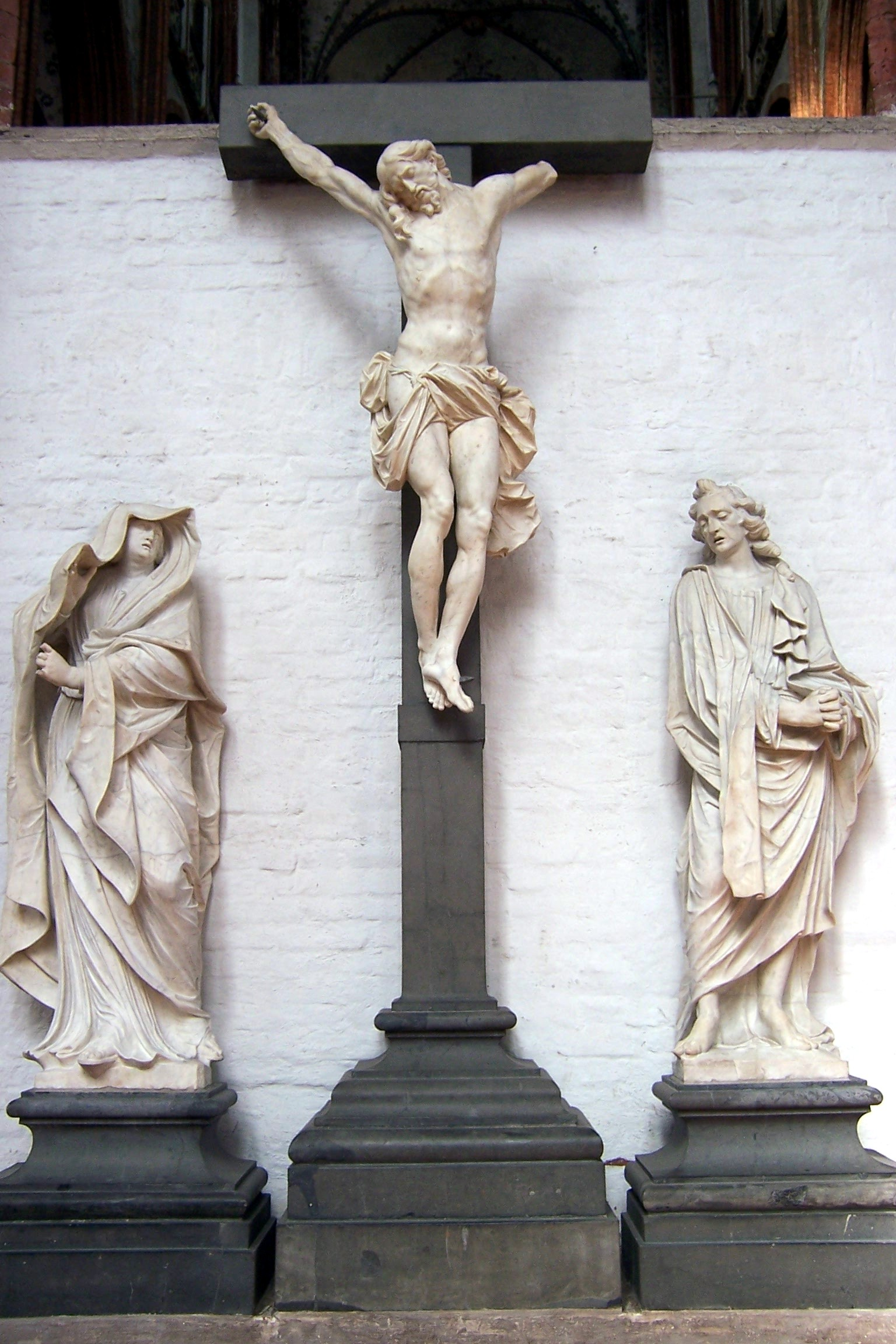
Kreuzigungsgruppen-Fragment, aufgestellt im Chorumgang von St. Marien (Zustand 2008)
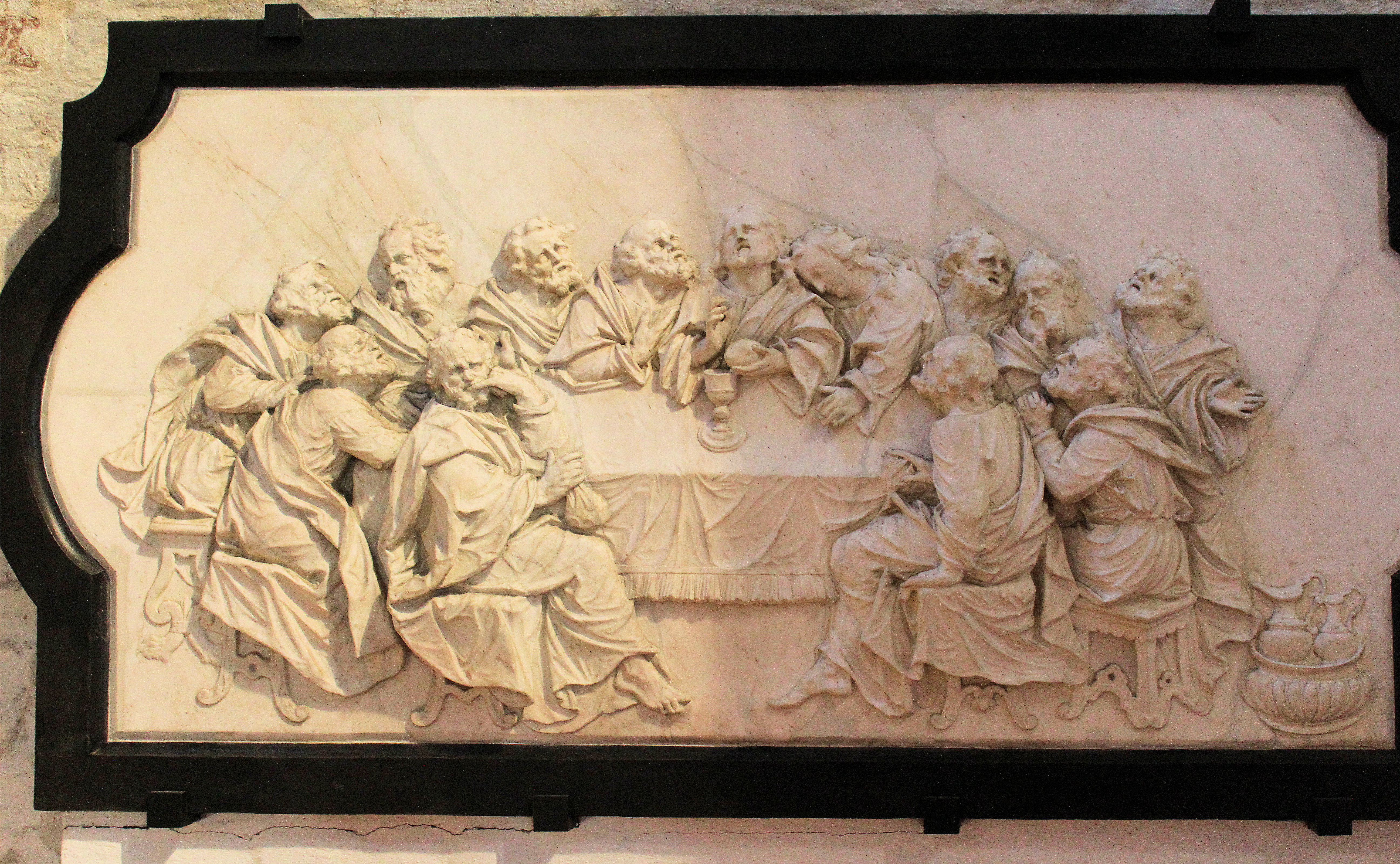
Predella
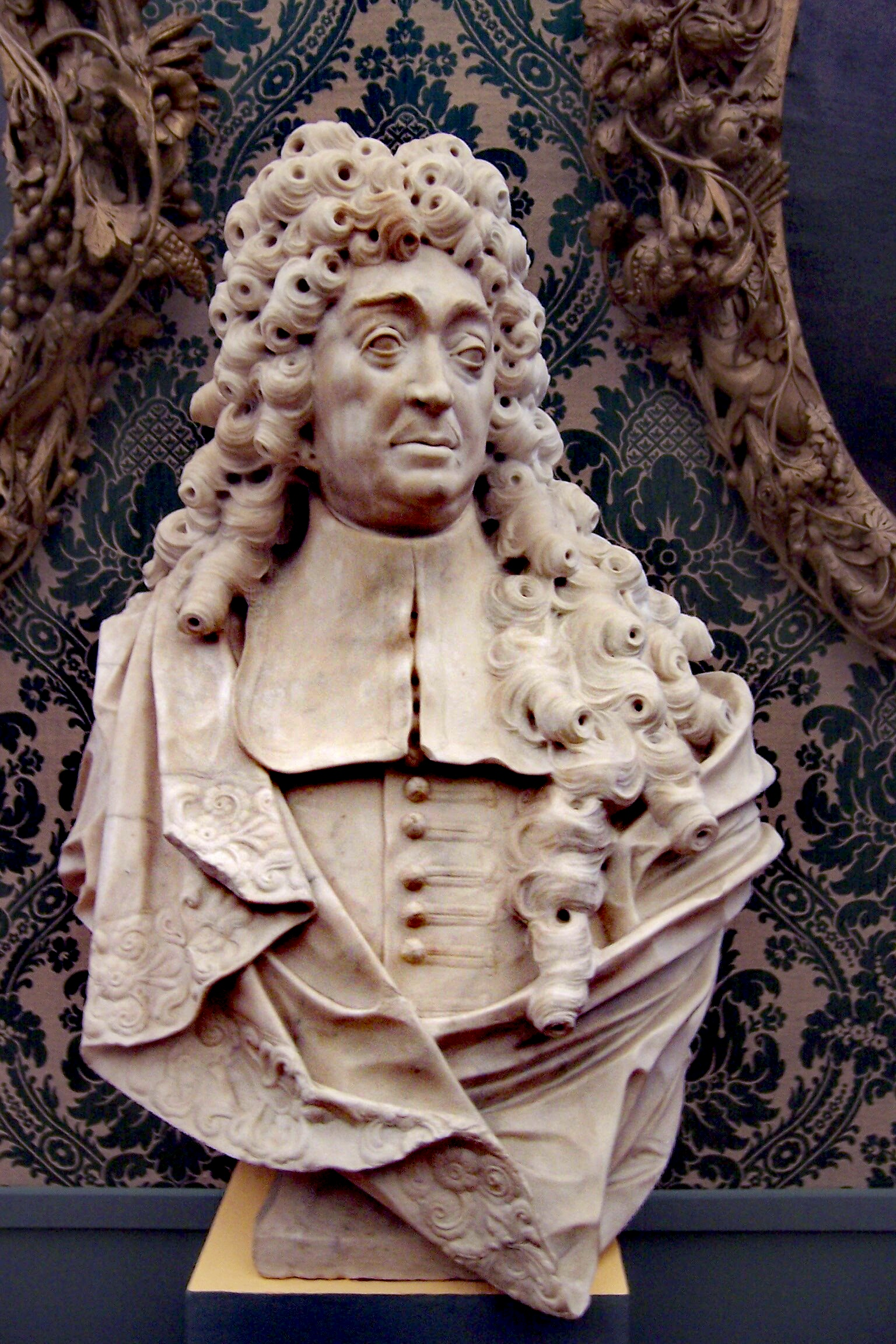
Büste des Stifters im St. Annen-Museum (2009)

### Astronomische Uhr

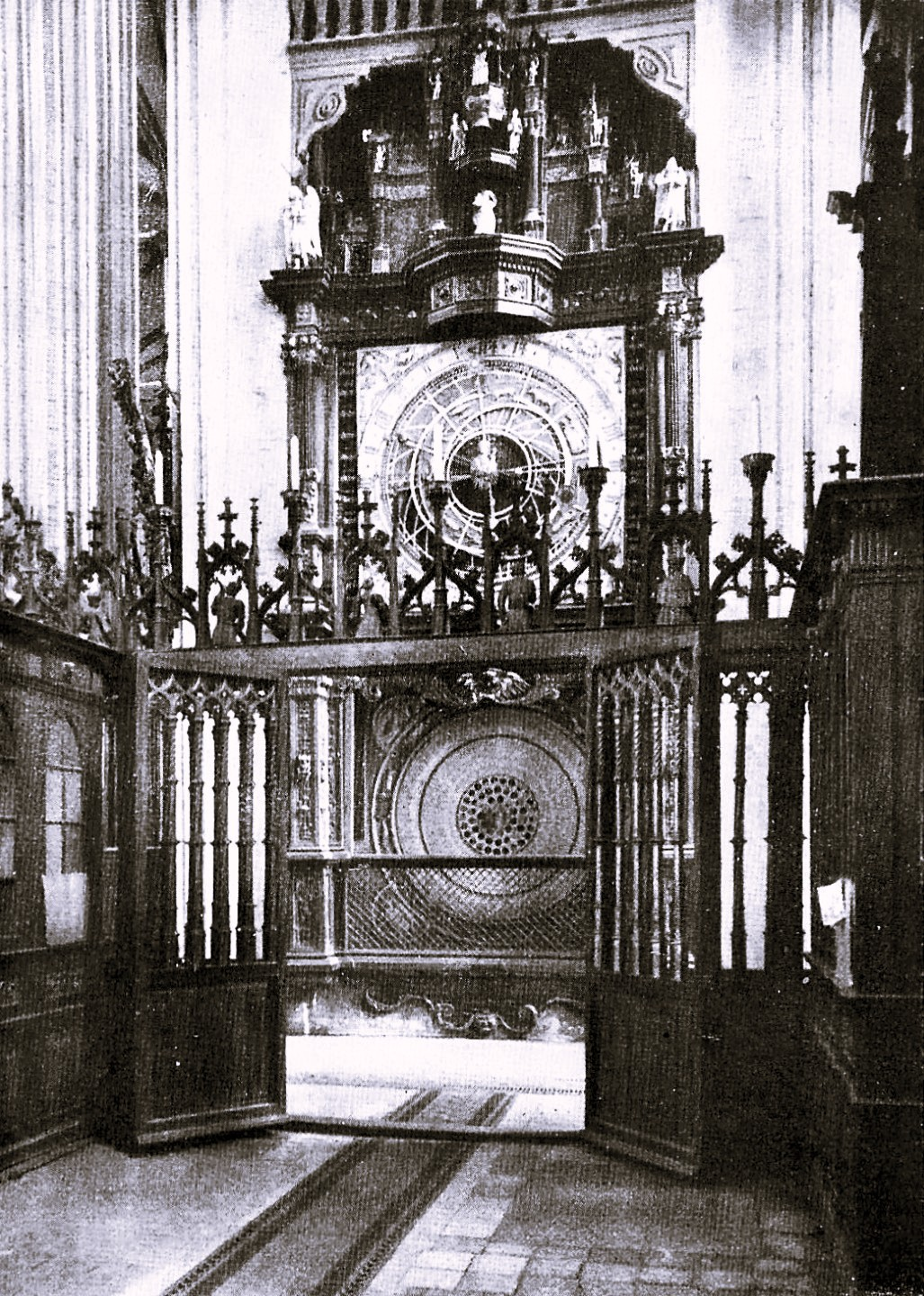
Astronomische Uhr bis 1942

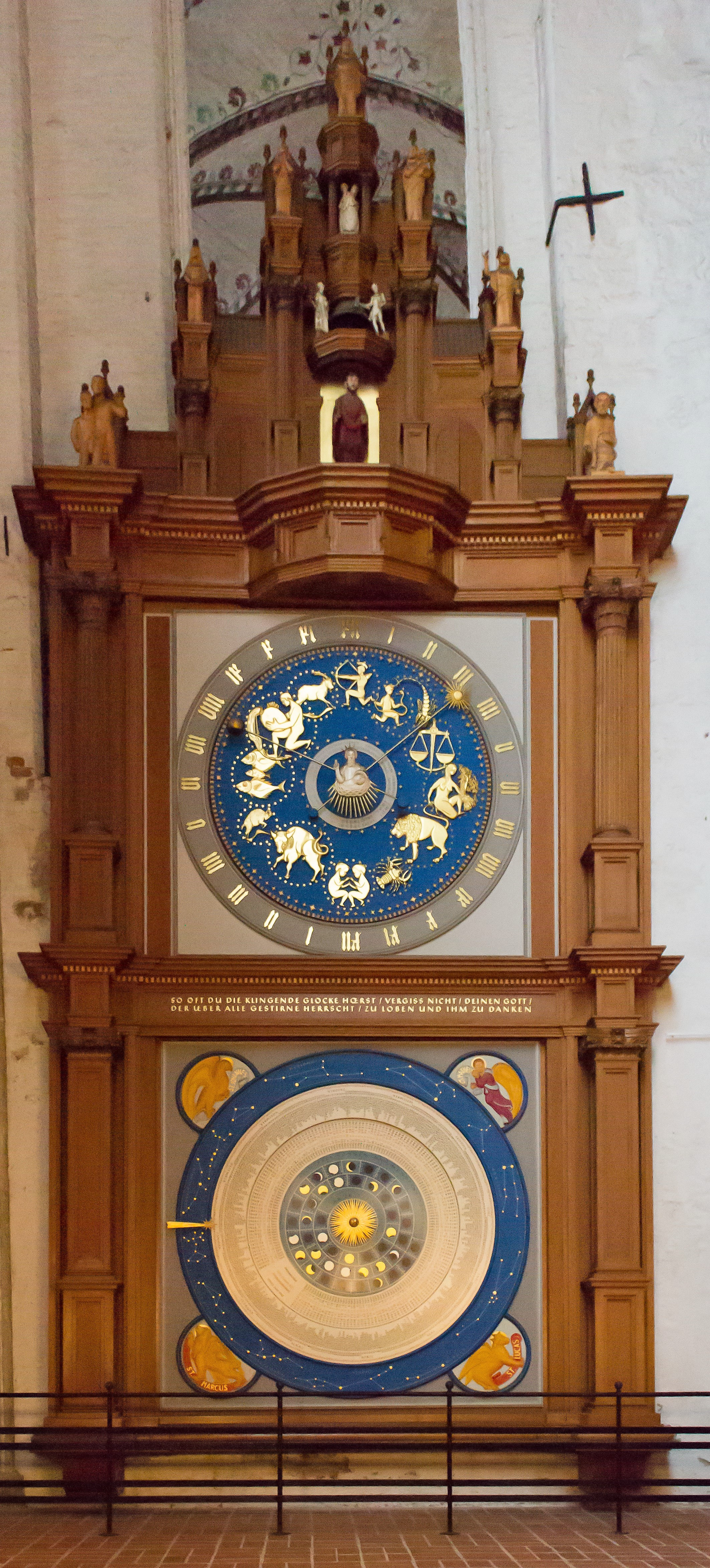
Astronomische Uhr seit 1967

Die Astronomische Uhr (erbaut 1561–1566) war ein Kleinod der Kunst- und Sakralgeschichte. Sie stand hinter dem Hochaltar im Chorumgang und wurde 1942 vollständig zerstört. Einzig ein Zifferblatt, das bei einer früheren Restaurierung ersetzt worden war, blieb im St.-Annen-Museum erhalten.
Die neue Astronomische Uhr, die an der Ostseite des nördlichen Querschiffes in der Totentanzkapelle aufgestellt wurde, ist das Werk von Paul Behrens, einem Lübecker Uhrmachermeister, der es als Lebenswerk von 1960 bis 1967 plante, dafür Spenden sammelte, es in den Uhrteilen selbst herstellte und es bis an sein Lebensende wartete. Die Fassade ist eine vereinfachte Kopie des Originals. Von komplizierter Mechanik bewegte Kalender- und Planetenscheiben zeigen Tag und Monat, Sonnen- und Mondstand, die Tierkreiszeichen, das Osterdatum und die Goldene Zahl. Um 12 Uhr mittags erklingt das Glockenspiel und der Lauf der Figuren vor dem segnenden Christus (ursprünglich Kurfürsten, seit dem Neuaufbau nach dem Krieg acht Vertreter der Völker der Erde) setzt sich in Gang.

### Glasmalerei
Alle Fenster und damit auch alle Glasmalereien wurden 1942 bis auf Reste zerstört. Dieses Schicksal traf auch die im 19. Jahrhundert beim Abbruch der Kirche des Burgklosters geretteten und später von Carl Julius Milde in St. Marien eingebauten Fenster der Burgkirche. Fenster für die Kirche schuf Alexander Linnemann aus Frankfurt am Main. Beim Wiederaufbau wurden einfache Rautenfenster in Bleiglas eingebaut, mit sparsamer Dekoration, die in der Regel die Wappen der Spender zeigt. Einige Fenster wurden künstlerisch gestaltet:
- Die Fenster in der Marientidenkapelle zeigen neben den Wappen der Hansestädte Bremen, Hamburg und Lübeck den Text der Lübeck-Kantate von Dietrich Buxtehude: Schwinget euch himmelan (BuxWV 96).
- Das monumentale, 270 cm × 980 cm große Westfenster Weltenrichter/St. Michael/Das jüngste Gericht wurde 1963 von Hans Gottfried von Stockhausen gestaltet.
- Im Fenster der Gedenkkapelle im Südturm, in der die zerstörten Glocken liegen, erinnern Wappen von Städten, Ländern, preußischen Provinzen und historischen Siedlungsgebieten an die deutschen Ostgebiete
- Die beiden Fenster in der Totentanzkapelle, 1952–1955 von Alfred Mahlau entworfen und 1956–1957 in den Lübecker Glaswerkstätten Berkentien entstanden, nehmen die Motive und Gestalten des dort 1942 verbrannten Lübecker Totentanzes auf. Sie ersetzen das erst 1913 von Kaiser Wilhelm II. anlässlich seines Besuches in Lübeck gestiftete und am 5. Juni 1914 vom Senat unter seinen Schutz gestellte Kaiserfenster. Es war von dem Münchener Hofglasmaler Karl de Bouché gefertigt worden und zeigte in historistischem Stil die Bestätigung der Privilegien der Stadt durch Kaiser Friedrich Barbarossa.[32]

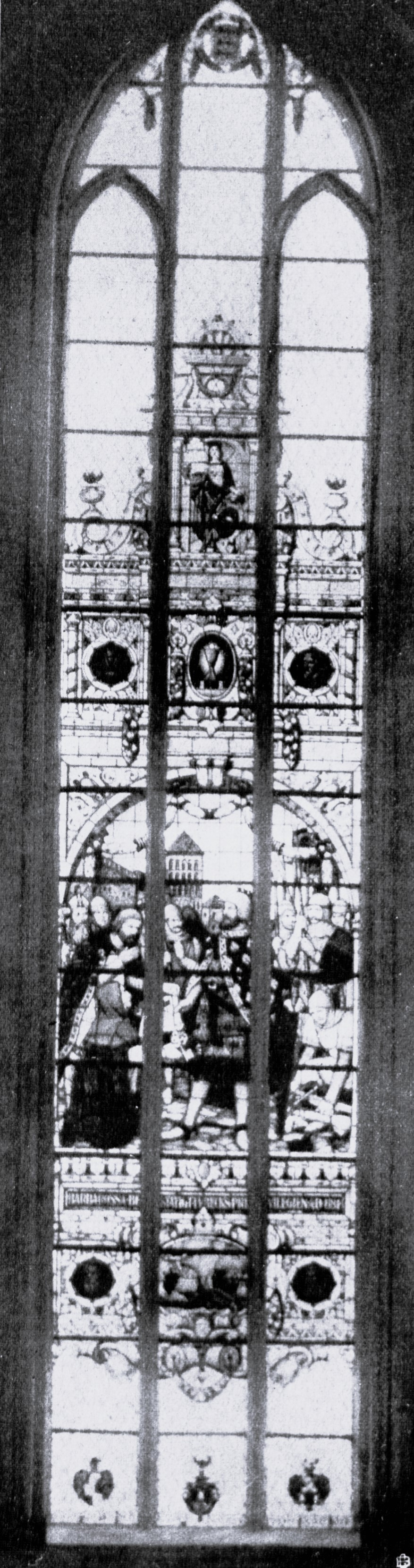
1913 gestiftet vom Kaiser
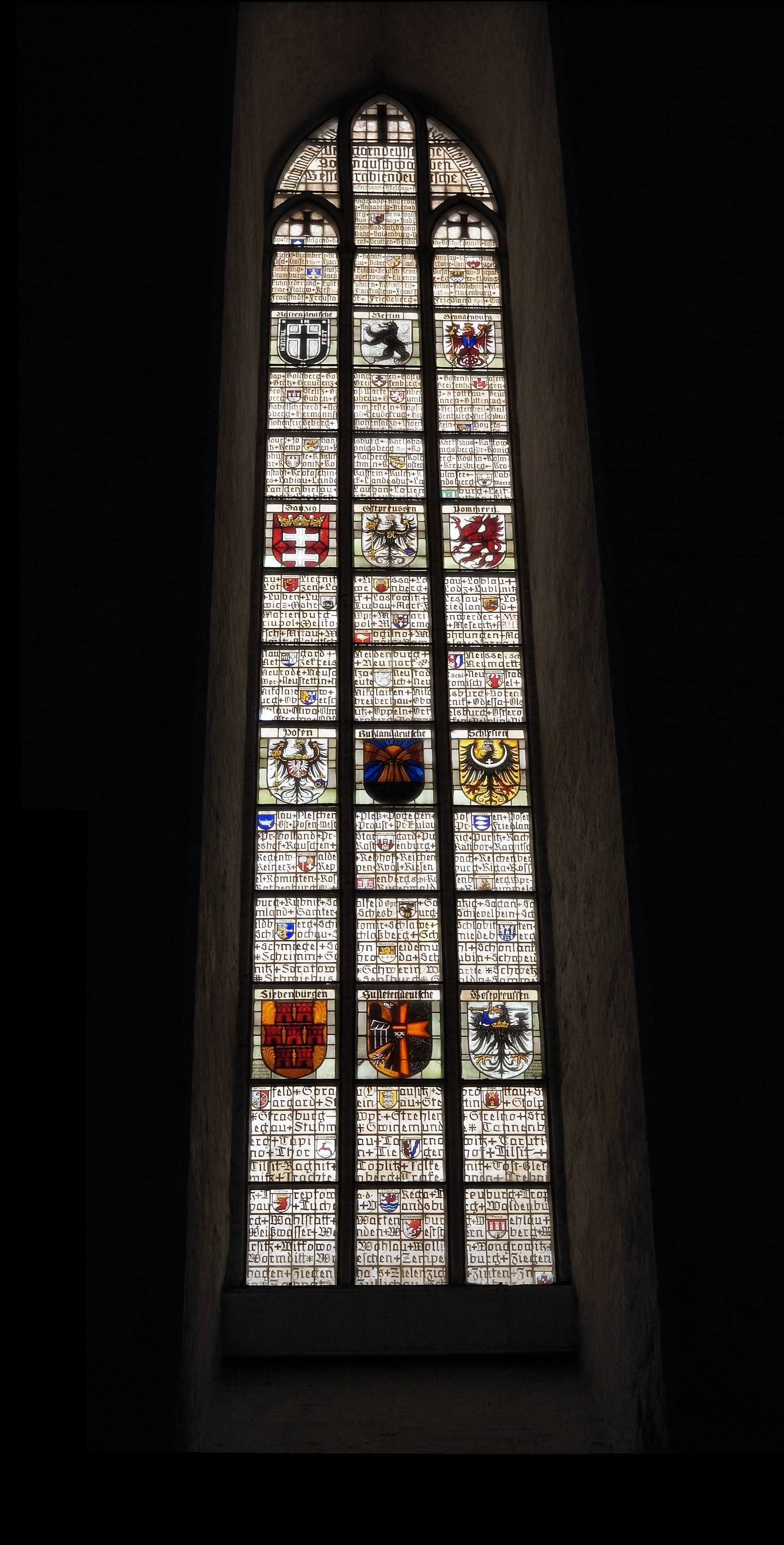
Fenster im Südturm

- Die Briefkapelle bekam 1981/1982 von Johannes Schreiter gestaltete Fenster. Ihr zerrissenes Rautenmuster lässt an die Zerstörung der Kirche, aber auch an die zerrissenen Netze (Lk 5,6 EU) der Jünger Jesu denken.
- Im Dezember 2002 kam nach einem Entwurf von Markus Lüpertz das Tympanonfenster über dem Nordportal der Totentanzkapelle hinzu. Dieses Fenster, wie auch die Fenster in der Briefkapelle von Johannes Schreiter, wurden in der Glaskunstwerkstatt Derix (Taunusstein) hergestellt und montiert.

### Fresken in der Marienkirche – Lothar Malskat
Nach dem Brand 1942 kam unter dem durch die Hitze weggesprungenen Putz die mittelalterliche Ausmalung der Marienkirche an vielen Stellen zum Vorschein und wurde teilweise noch während des Krieges durch Fotos dokumentiert.
Im Jahre 1948 wurde Dietrich Fey mit der Restaurierung der gotischen Fresken beauftragt. Als seinen Assistenten stellte er den Lübecker Maler Lothar Malskat ein, dessen Arbeit bald zum größten Kunstfälscherskandal nach dem Zweiten Weltkrieg werden sollte. Da im Obergaden des Chorraums keine Malereien vorhanden waren, ließ Fey Malskat hier Heiligenfresken im Stil der Zeit um 1300 nach eigenem Entwurf „ergänzen“. 1951 kritisierte eine Sachverständigenkommission seine Arbeit als unsachgemäß, aber erst nach Malskats Selbstanzeige 1952 kam es zu einer gerichtlichen Klärung.
Die in Rot, Grün und Ocker gehaltene Verkündigungsszene mit einem Engel zwischen zwei Pilgern an der Langhauswand, die zum Motiv für Postkarten und zur Vorlage für die beiden Briefmarken der Wohltätigkeits-Gedenkausgabe 700 Jahre Marienkirche Lübeck von 1951 in einer Auflage von vier Millionen wurde, ist nicht, wie oft zu lesen, eine Erfindung Malskats, sondern eine echte Malerei des 14. Jahrhunderts, was durch Fotos von 1944 dokumentiert ist.
In die Literatur eingegangen ist Lothar Malskat durch den Roman Die Rättin von Günter Grass, in dem er eine wichtige Rolle spielt.

### Carillon
Das Glockenspiel im Südturm besteht aus 37 Glocken (drei Oktaven). 28 kamen aus der Danziger Katharinenkirche. Sie wurden 1908 bei Schilling in Apolda gegossen, kamen im Zweiten Weltkrieg auf den Hamburger Glockenfriedhof und wurden 1953/1954 hier eingebaut. Dafür wurden auch 8 Glocken, die verloren gegangen waren, neu gegossen, jedoch noch nicht die größte Glocke, der Bordun (c’). Eine Spende des Lübecker Unternehmers Dieter Bruhn machte es 2019 möglich, diese Glocke zu ergänzen. Zugleich wurden 14 Glocken in der Glocken- und Kunstgießerei Rincker nachgestimmt; sechs mussten neu gegossen werden.
Zu jeder halben und vollen Stunde erklingen nach dem Kirchenjahr wechselnde Choral-Melodien. Früher wurde das Glockenspiel durch eine komplizierte elektromechanische Walzenmechanik gesteuert; seit einer Renovierung 2008 ist es computergesteuert. Zu Ostern und Weihnachten spielt der Organist um 12 Uhr mittags das Glockenspiel von Hand.

### Geläut

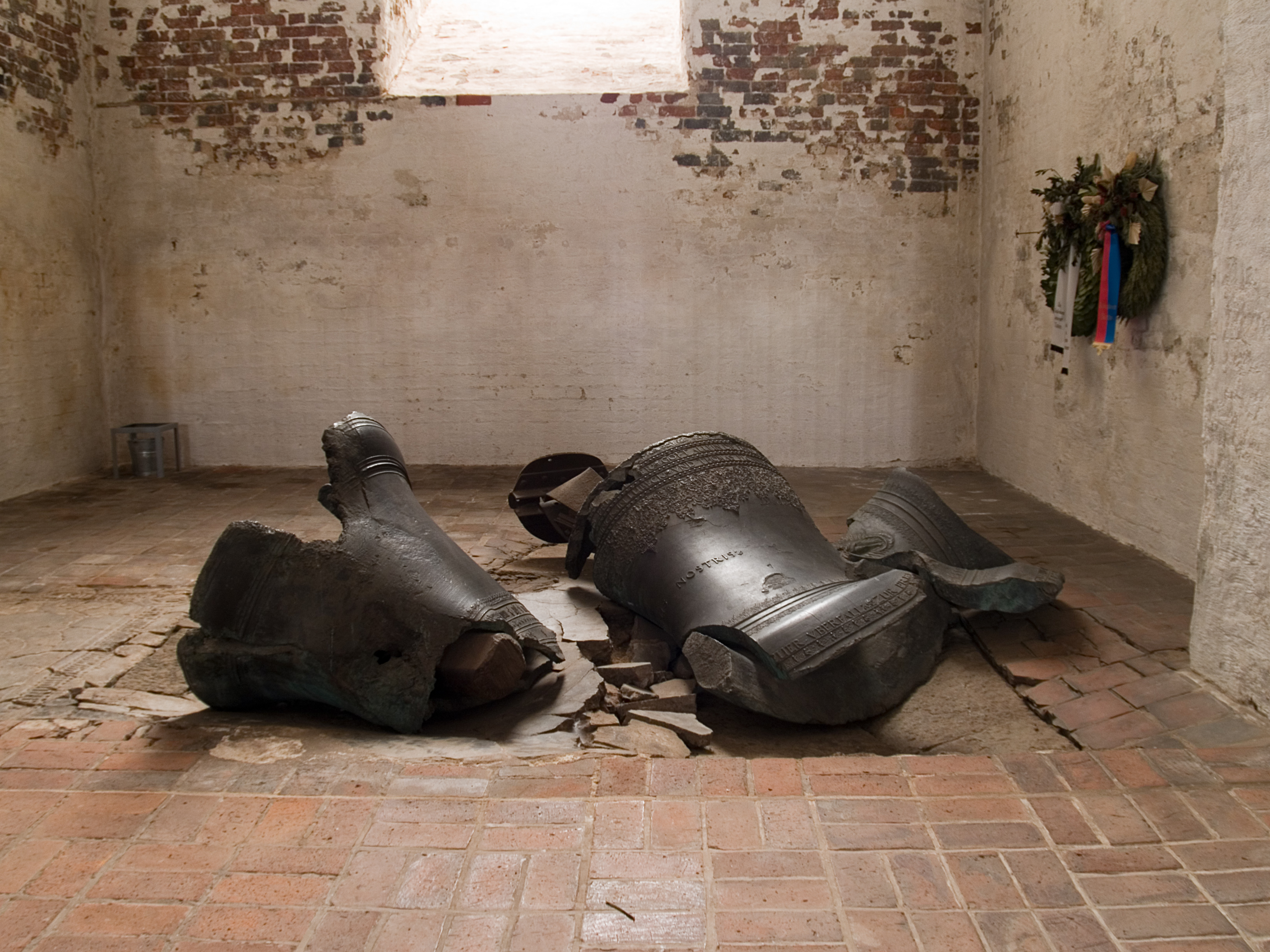
Beim Brand des Jahres 1942 heruntergestürzte Glocken am Boden des südlichen Turms

Im Nordturm der Lübecker Marienkirche befindet sich eines der größten Glockengeläute Norddeutschlands mit zwölf läutbaren Glocken und einem Gesamtgewicht von rund 26,5 Tonnen.
Das historische Geläut der Marienkirche bestand aus elf Glocken und hing im Südturm in einer Glockenstube in rund 55 m Höhe. Hinzu kamen sieben Uhrschlag-Glocken im Dachreiter, gegossen 1508–1510 von Hinrik van Campen.
Das Gesamtgeläute hatte zuletzt die Disposition fis0, gis0, a0, f1, b1, h1, d2, dis2, d3, f4. Im Ersten Weltkrieg mussten bereits einige dieser Glocken abgegeben werden. Es wurde schließlich im Zweiten Weltkrieg zerstört, als die Marienkirche nach dem Luftangriff auf Lübeck am 29. März 1942 ausbrannte. Bei Temperaturen von ca. 1000 °C schmolzen die sieben noch im Turm hängenden Glocken und stürzten herab. Vorher sollen sie in dem durch das Feuer verursachten Luftzug noch einmal angeschlagen haben. Die Trümmer der größten Glocke, der Pulsglocke des Lübecker Ratsgießers Albert Benningk von 1669 (7.134 kg, Durchmesser 2260 mm, Schlagton fis0), und der drittgrößten Glocke von 1508, der Sonntagsglocke von Hinrik van Campen (2.875 kg, Durchmesser 1710 mm, Schlagton a0) blieben als Mahnmal in der ehemaligen Schinkel-Kapelle unter dem Südturm erhalten. Die 1650 vom Ratsgießer Anton Wiese gegossene Rats- und Kinderglocke, die zu den Andachten vor den Ratssitzungen und bei Kindstaufen geläutet wurde, war 1912 an die Heilanstalt Strecknitz abgegeben worden und überstand daher als einzige der historischen Glocken den Zweiten Weltkrieg. Sie hängt noch heute im Turm des jetzigen Universitätsklinikums.
Seit der Wiederherstellung der Marienkirche nach dem Zweiten Weltkrieg befindet sich das Geläut im Nordturm. Nach dem Zweiten Weltkrieg kamen zunächst drei Barockglocken aus Danziger Kirchen (Gratia Dei und Dominicalis aus St. Johannis und Osanna aus St. Marien) vom Glockenlager in Hamburg als Notgeläut auf den Nordturm. Die dort vor 1945 gesammelten Bronzeglocken aus Norddeutschland sollten ursprünglich noch für die Rüstungsindustrie eingeschmolzen werden.
1951 stiftete die Bundesregierung unter Konrad Adenauer zur 700-Jahr-Feier der Marienkirche die neue Pulsglocke (Schlagton ges0, enharmonisch verwechselt fis0). Sie wurde aus dem Material der fünf am Palmsonntag 1942 zerstörten Glocken von Friedrich Wilhelm Schilling 1951 in Heidelberg gegossen. Die nunmehr vier Glocken wurden in einem Stahlglockenstuhl an stark gekröpften Jochen gehängt. An Samstagen um 20 Uhr und an Sonntagen um 10 Uhr erklang das Hauptgeläut c1, d1 und f1, zu besonderen Anlässen wurde die Pulsglocke mitgeläutet.
Dieses noch unvollständige und wenig festliche Geläut wurde 1985 um drei Glocken in der Disposition as0, b0 und es1 ergänzt, die in der Glockengießerei Bachert in Bad Friedrichshall-Kochendorf gegossen wurden. Ihre Inschriften nehmen in besonderer Weise Bezug auf Frieden und Versöhnung, weshalb sie auch „Friedensglocken“ genannt werden.
Im Jahre 2005 wurde die gesamte Glockenstube des Nordturms in rund 55 m Höhe saniert. Dabei wurde der Stahlglockenstuhl der Wiederaufbauzeit durch einen hölzernen Glockenstuhl ersetzt. Statt der stark gekröpften Joche, die den Klang zurücknahmen, wurden nun gerade Joche verwendet, die eine bessere Klangentfaltung ermöglichen.
2018 ermöglichte eine Spende des ehemaligen langjährigen Vorsitzenden des Marienbauvereins, Hans-Heinrich Otte, den Guss von zwei weiteren Glocken in der Glocken- und Kunstgießerei Rincker im hessischen Sinn. Diese wurden am Palmsonntag 2019 eingeweiht.
Ottes Sohn stiftete schließlich drei weitere Glocken, Schöpfung, Gerechtigkeit und Hoffnung, die Anfang 2023 ebenfalls bei Rincker gegossen wurden. Die historischen Danziger Glocken, die im Vollgeläut zu Disharmonien führen, werden seitdem nur noch gesondert geläutet.
Von den zwölf Glocken der Marienkirche erklingen je nach liturgischer Bedeutung des Anlasses Motive in unterschiedlichen Kombinationen. Grundsätzlich werden mehr und tiefere Glocken eingesetzt, je höher das Fest und wichtiger der Anlass ist. Zum Beten erklingt morgens (8 Uhr), mittags (12 Uhr) und abends (18 Uhr) jeweils eine einzelne Glocke. An Sonn- und Feiertagen tritt das für den jeweiligen Hauptgottesdienst verwendete Geläut an die Stelle des regulären Betläutens; es läutet zudem am Vorabend um 20 Uhr den Sonn- oder Feiertag ein. Die Festgeläute mit mindestens sieben Glocken verkünden nur hohe Feste und Anlässe. Das Große Festgeläut mit zehn Glocken erklingt nur zum Osterfest, Pfingstfest, Weihnachtsfest, zum Jahreswechsel um Mitternacht sowie zur Einführung von neuen Pröpsten/Pröpstinnen und Pastoren/Pastorinnen.
| Nr. | Name der Glocke              | Gießerei mit Ort                            | Gussjahr | Masse (kg) | Durchmesser (mm) | Ton (Nominal) |
| --- | ---------------------------- | ------------------------------------------- | -------- | ---------- | ---------------- | ------------- |
| 1   | Pulsglocke                   | Friedrich Wilhelm Schilling, Heidelberg     | 1951     | 5.817      | 2.100            | ges0 +9       |
| 2   | Bet- und Sonntagsglocke      | Gebrüder Bachert, Bad Friedrichshall        | 1985     | 4.668      | 1.930            | as0 +11       |
| 3   | Abendglocke (Friedensglocke) | Gebrüder Bachert, Bad Friedrichshall        | 1985     | 2.994      | 1.710            | b0 +8         |
| 4   | Schöpfung                    | Glocken- und Kunstgießerei Rincker, Sinn    | 2023     | 2.353      | 1.580            | ces1 +9       |
| 5   | Gratia Dei                   | Johann G. Anthonÿ, Danzig (aus St. Johann)  | 1740     | 3.000      | 1.650            | c1 +3         |
| 6   | Gerechtigkeit                | Glocken- und Kunstgießerei Rincker, Sinn    | 2023     | 1.824      | 1.440            | des1+11       |
| 7   | Osanna (urspr. Dominicalis)  | Benjamin Wittwerck, Danzig (aus St. Marien) | 1719     | 1.740      | 1.440            | d1 +5         |
| 8   | Versöhnung                   | Gebrüder Bachert, Bad Friedrichshall        | 1985     | 1.516      | 1.320            | es1 +10       |
| 9   | Dominicalis                  | Johann G. Anthonÿ, Danzig (aus St. Johann)  | 1735     | 850        | 1.110            | f1 +10        |
| 10  | Hoffnung                     | Glocken- und Kunstgießerei Rincker, Sinn    | 2023     | 754        | 1.070            | ges1 +10      |
| 11  | Ratsglocke                   | Glocken- und Kunstgießerei Rincker, Sinn    | 2018     | 592        | 974              | as1 +10       |
| 12  | Gastfreundschaft             | Glocken- und Kunstgießerei Rincker, Sinn    | 2018     | 452        | 879              | b1 +9         |

## Marienkirchhof

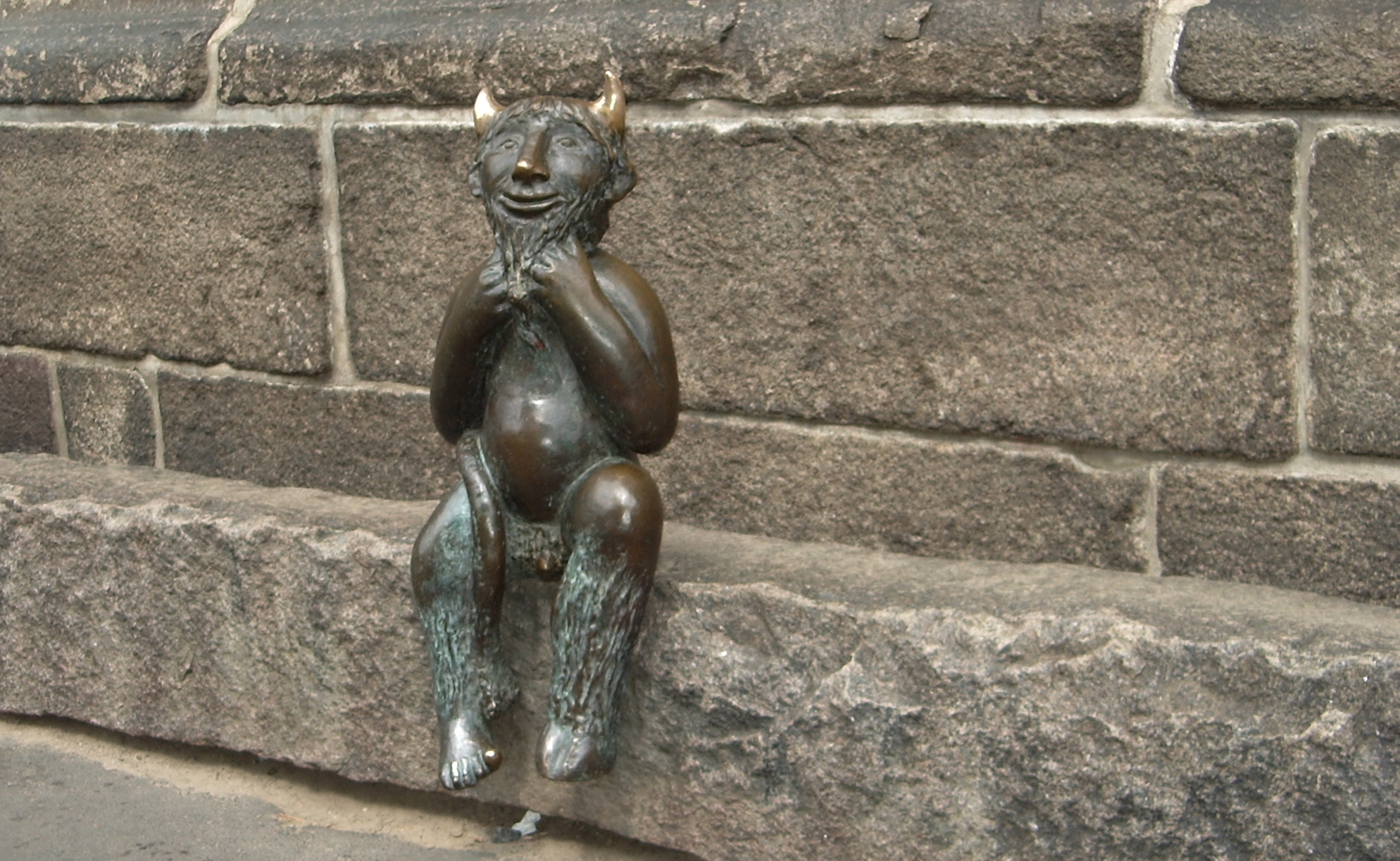
Der Teufel an der Marienkirche in Lübeck, Plastik von Rolf Goerler, 1999

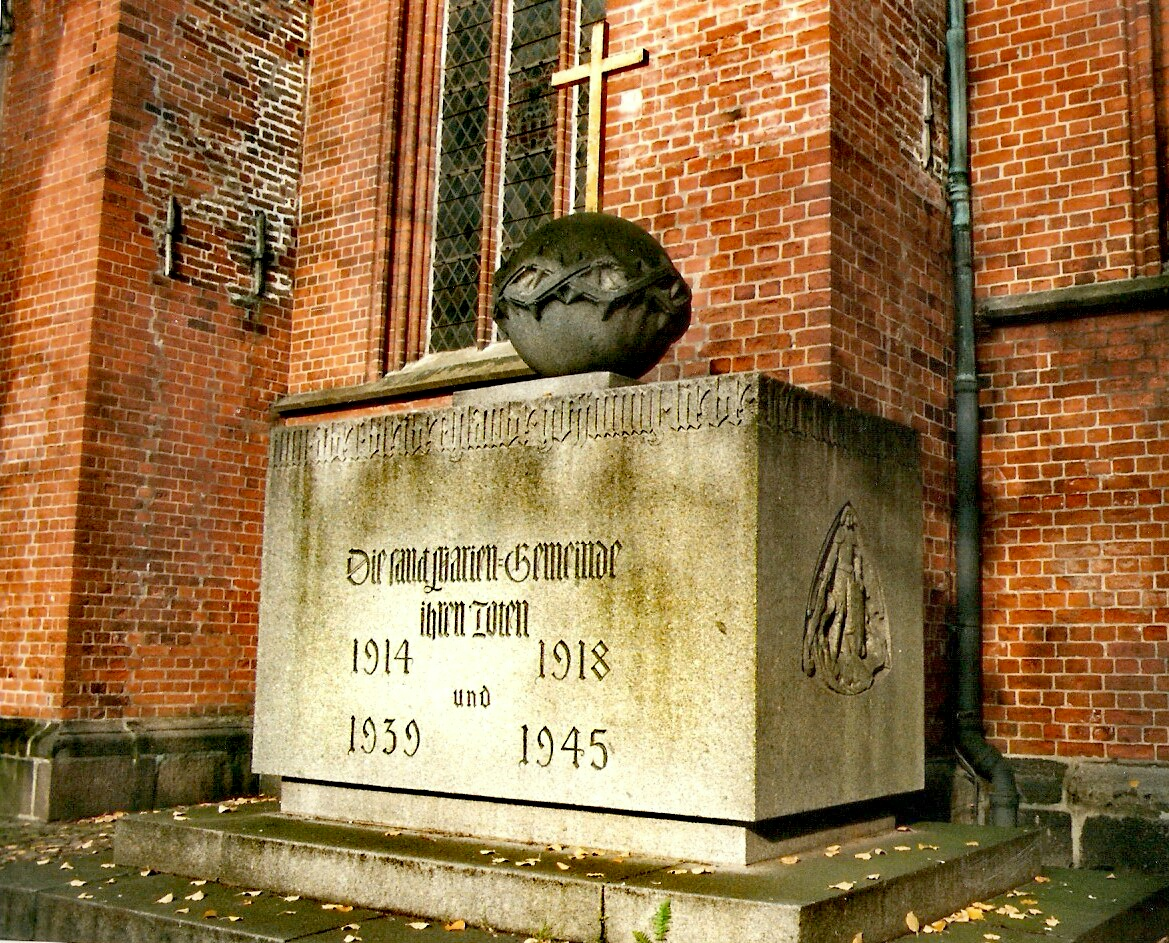
Gedenkstein der St.-Marien-Gemeinde

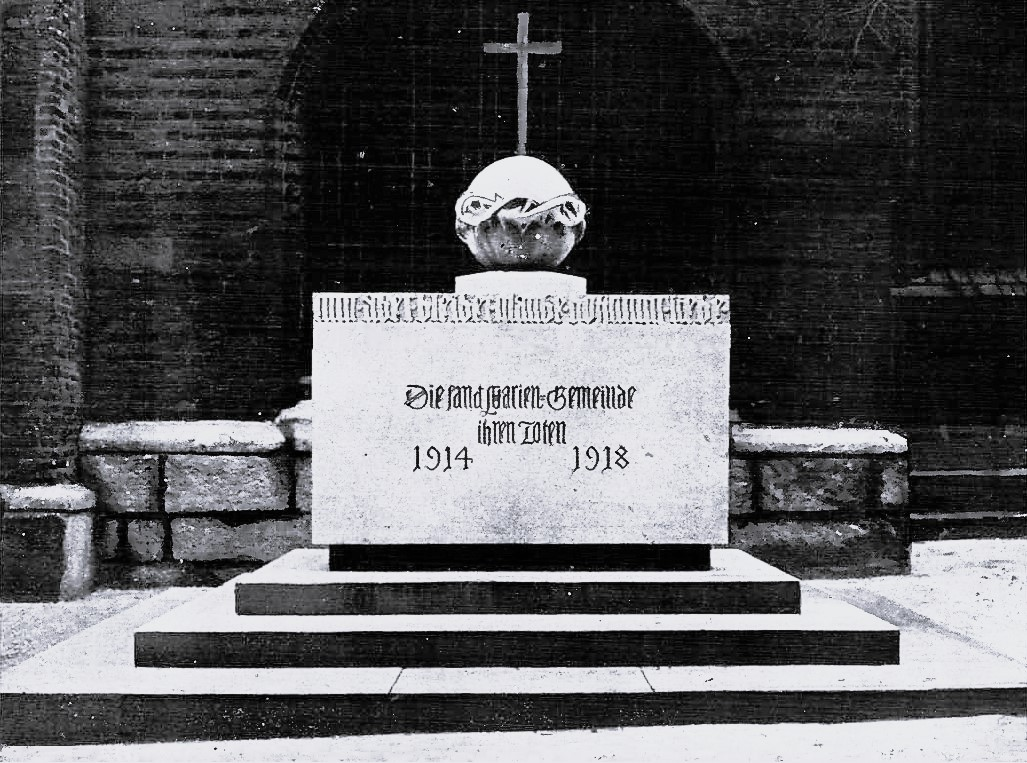
Außenansicht (1929)

Der südlich der Kirche gelegene Marienkirchhof vermittelt durch seine Abschlüsse, die Nordfassade des Lübecker Rathauses, das Kanzleigebäude sowie das Marienwerkhaus den Eindruck des mittelalterlichen Stadtbildes. Lübsche Sagen umweben kaum auffindbare Details skulptureller Gestaltung an der Fassade; ein großer Granitquader rechts neben dem Eingang wurde nicht etwa von der Kirchenbauhütte dort zwischengelagert oder vergessen, sondern soll von des Teufels Hand dort hingekommen sein. Der Sage nach soll der Teufel an der Errichtung der Marienkirche beteiligt gewesen sein, in dem Glauben, dass es sich um den Bau eines Wirtshauses handele.
An diese Geschichte erinnert eine von Rolf Goerler geschaffene Teufelsfigur im Marienkirchhof. Im Westen und Norden der Kirche zeigt sich der Kirchhof als freier Platz, die mittelalterliche, kleinteilige Bebauung wurde abgeräumt. Allein an der Ecke Schüsselbuden zur Mengstraße erinnern die Fundamentsteine an die Kapelle Maria am Stegel (1415), die vor dem Zweiten Weltkrieg bereits als Buchhandlung genutzt wurde. Gegen ihren Wiederaufbau nach dem Krieg wurde Ende der 50er Jahre entschieden und das noch stehende Außenmauerwerk der Ruine abgetragen.
An der Mengstraße gegenüber dem Kirchhof liegt als dreiteiliger Baukörper mit Fassaden des 18. Jahrhunderts das Pastorat, die Wehde, nach der auch der dahinter liegende Blockbinnenhof Wehdehof benannt ist.
Das von dem Bildhauer Hermann Joachim Pagels 1929 für die Kirchengemeinde geschaffene Ehrenmal an deren Gefallene besteht aus schwedischem Granit aus Karlshamn. Es stand ursprünglich vor dem Fenster der Bürgermeisterkapelle. In ihr wurden 1920 öffentlich die Ergebnisse für dessen Ausschreibung ausgestellt.
Der heute an jener Stelle befindliche Teufelsstein befand sich zu jener Zeit am Fuße des Südturmes.
Auf der Stirnseite des Sankt-Marien-Ehrenmals steht als Hauptinschrift:
ihren Toten
an den oberen Rändern stehen Textpassagen
| links Gott unsere Zuversicht BWV 197 | Stirnseite Nun aber bleibet Glaube, Hoffnung, Liebe (1 Kor 13,13 ) | rechts Herr mach uns frei Altniederländisches Dankgebet |

## Pastoren
Die Marienkirche war seit der Reformation die Predigtstätte des leitenden lutherischen Geistlichen der Stadt, bis 1796 des Superintendenten. Danach wechselte der jeweilige Senior; drei von ihnen waren Pastoren an St. Marien. 1934 bis 1973 war St. Marien Bischofskirche des Bischofs der Evangelisch-Lutherischen Kirche in Lübeck. Seit der Bildung der Nordelbischen Evangelisch-Lutherischen Kirche war St. Marien Predigtstelle des jeweiligen Propsten des Kirchenkreises Lübeck. In der 2012 gebildeten Evangelisch-Lutherischen Kirche in Norddeutschland ist St. Marien Predigtstelle der Pröpstin für den Bereich Lübeck des Kirchenkreises Lübeck-Lauenburg.
- 1532–1548: Hermann Bonnus
- 1553–1567: Valentin Curtius
- 1575–1600: Andreas Pouchenius der Ältere
- 1613–1622: Georg Stampelius
- 1624–1643: Nikolaus Hunnius
- 1646–1671: Meno Hanneken
- 1675–1683: Samuel Pomarius
- 1689–1698: August Pfeiffer
- 1702–1728: Georg Heinrich Götze
- 1730–1767: Johann Gottlob Carpzov
- 1771–1774: Johann Andreas Cramer
- 1779–1796: Johann Adolph Schinmeier
- 1892–1909: Leopold Friedrich Ranke
- 1914–1919: Johannes Becker
- 1919–1933: Johannes Evers
- 1934–1945: Erwin Balzer, Bischof
- 1948–1955: Johannes Pautke, Bischof
- 1956–1972: Heinrich Meyer, Bischof
- 1972–1977: Karlheinz Stoll, Senior
- 1979–2001: Niels Hasselmann, Propst
- 2001–2008: Ralf Meister, Propst
- Seit 2008: Petra Kallies, Pröpstin

Weitere bekannte Pastoren der Marienkirche waren
- 1568–1588: Joachim Dobbin (1534–1614), Prediger, anschließend Pastor am Dom
- 1588–1622: Johann Stolterfoht (1555–1622), Prediger ab 1588, Hauptpastor ab 1598
- 1614–1648: Michael Siricius, Prediger ab 1614, Hauptpastor ab 1625
- 1619–1626: Gerhard Winter
- 1626–1668: Jacob Stolterfoht, Prediger ab 1626, Hauptpastor ab 1649
- 1667–1706: Balthasar Gerhard Hanneken, Prediger ab 1667, Hauptpastor ab 1701
- 1684–1743: Jacob von Melle, Prediger ab 1684, Hauptpastor ab 1706, Universalgelehrter
- 1743–1750: Christoph Anton Erasmi, Prediger
- 1751–1759: Johann Hermann Becker, Hauptpastor
- 1759–1799: Johann Hermann Harmsen (1733–1799), 1759 Prediger, 1765 Diaconus, 1775 Archidiaconus, 1795 Hauptpastor
- 1829–1867: Johann Funk, Hauptpastor
- 1832–1884: Peter Hermann Münzenberger
- 1880–1914: Christian Marth, 1880 dritter Diaconus, 1909 Hauptpastor
- 1966–1979: Hans-Joachim Thilo

Einmal folgten drei Generationen aufeinander:
- 1713–1750: Bernhard Heinrich von der Hude (1681–1750), Prediger ab 1713, Hauptpastor ab 1743
- 1757–1795: Bernhard Heinrich von der Hude (1731–1795), Prediger ab 1757, Hauptpastor ab 1775, Senior ab 1788
- 1794–1828: Bernhard Heinrich von der Hude (1765–1828), 1794 Prediger und Spezialkollege seines Vaters, ab 1800 Hauptpastor

## Musik an St. Marien
Schon im Mittelalter gab es in der Marienkirche eine reiche Kirchenmusik. So gehörte zur Ausstattung der Marientidenkapelle ein eigener Sängerchor. Nach der Reformation durch die Kirchenordnung Johannes Bugenhagens übernahm der Chor des Katharineums die Aufgabe der gesanglichen Ausgestaltung der Gottesdienste. Die Schule erhielt dafür die Erträge der Stiftung der Kapelle. Bis 1802 war der Kantor zugleich Lehrer der Schule und für den Chor- und Gemeindegesang verantwortlich. Der Organist hingegen, der als Werkmeister auch Verwaltungsaufgaben in der Kirchenrechnungsführung und der Bauunterhaltung zu übernehmen hatte, war für die Orgel- und Instrumentalmusik verantwortlich.
Im 16. und 17. Jahrhundert legten die Kantoren der Marienkirche eine gut 2.000 Werke umfassende Chorbibliothek an. Ihre 69 Sätze gedruckter Stimmbücher sowie ein Satz handschriftlicher Stimmen blieben bis 1814 in der Kirche und wurden dann als diplomatische Geste Lübecks vor dem Wiener Kongress der neugegründeten Gesellschaft der Musikfreunde in Wien gestiftet, wo sie sich noch heute befinden. Die Bibliothek wurde durch Kerala J. Snyder katalogisiert; der Katalog ist online zugänglich.

### Hauptorgel

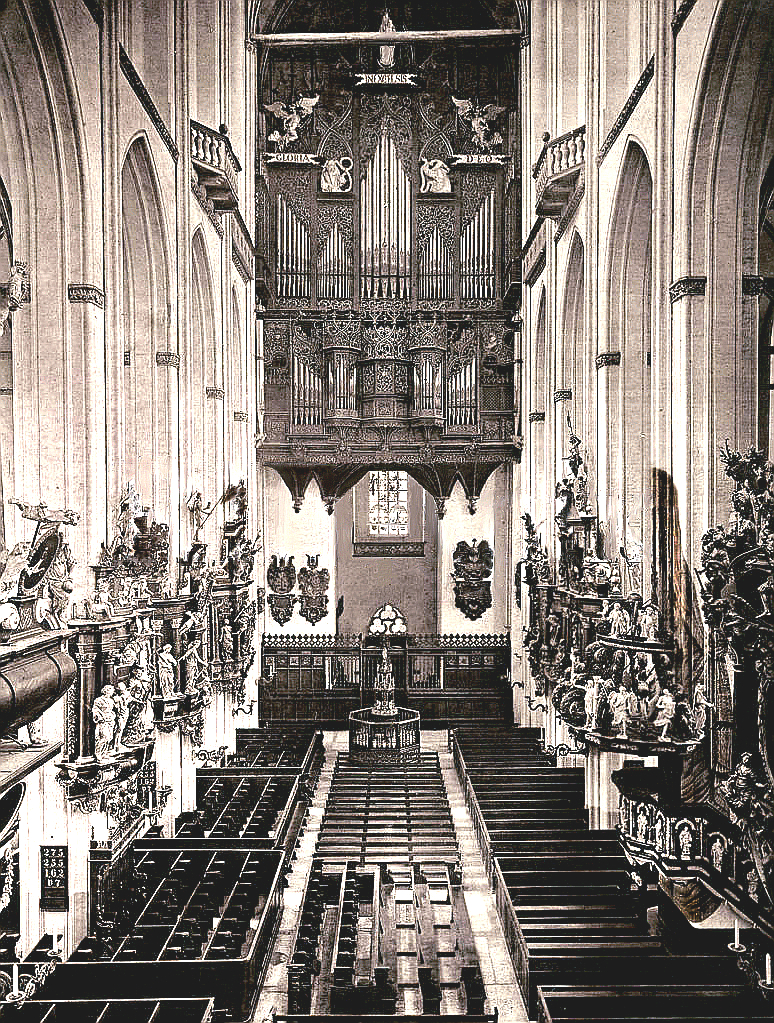
Prospekt der großen Orgel um 1900

St. Marien verfügte bereits im 14. Jahrhundert über eine Orgel, da 1377 die Amtsbezeichnung „Organist“ in einem Testament bezeugt ist. 1516–1518 entstand mit einem finanziellen Aufwand von 10.500 Mark lübisch die unter dem Werkmeister Martin Flor erbaute erste Große Orgel an der Westwand als Ersatz für die Große Orgel aus dem Jahr 1396. Sie hatte 32 Register, die sich auf zwei Manuale und Pedal verteilten. Diese Orgel, „mit größter Wahrscheinlichkeit die erste und einzige gotische Orgelfassade mit einem Zweiunddreißigfuß-Prinzipal (tiefste Pfeife rund 11 Meter lang) in der damaligen abendländischen Welt“, wurde im Laufe der Jahrhunderte immer wieder erweitert und umgebaut. (Belegt ist, dass die etwa 1357 begonnene gotische Orgel des Halberstädter Domes spätestens 1495 einen Praestant 32′ besaß.) Unter anderem reparierte oder ergänzte der Marienorganist und Orgelbaumeister Barthold Hering († 1555) dieses Werk. Jacob Scherer fügte 1560/1561 ein Brustwerk auf einem dritten Manual hinzu. Von 1637 bis 1641 führte Friedrich Stellwagen umfangreiche Arbeiten durch, daher diente sie ihm maßgeblich als Vorbild der Orgel der St.-Marien-Kirche in Stralsund. Otto Diedrich Richborn ergänzte 1704 drei Register. Konrad Bünting tauschte 1733 vier Register aus, änderte die Anordnung der Manuale und baute Manualkoppeln ein. Sein Sohn Christoph Julius Bünting erweiterte die Orgel 1758 um ein kleines Schwellwerk mit drei Stimmen, dessen Traktur vom Manual des Brustwerks anspielbar war.
Disposition der großen Orgel der Marienkirche zur Zeit Buxtehudes (Rekonstruktion nach Hans Klotz):
| Werk            |       |
| Prinzipal       | 16′   |
| Quintaden       | 16′   |
| Oktave          | 08′   |
| Spitzflöte      | 08′   |
| Superoktave     | 04′   |
| Hohlflöte       | 04′   |
| Nasard          | 2 ⁄3′ |
| Rauschquinte II |       |
| Mixtur X–XV     |       |
| Scharf IV       |       |
| Trompete        | 16′   |
| Trompete        | 08′   |
| Zink            | 08′   |

| Unterpositiv zu beiden Seiten |     |
| Bordun                        | 16′ |
| Prinzipal                     | 08′ |
| Hohlpfeife                    | 08′ |
| Quintaden                     | 08′ |
| Oktave                        | 04′ |
| Blockflöte                    | 04′ |
| Spillflöte                    | 02′ |
| Mixtur V                      |     |
| Scharf V                      |     |
| Zimbel II                     |     |
| Dulzian                       | 16′ |
| Baarpfeife                    | 08′ |
| Trichterregal                 | 08′ |
| Schalmei                      | 04′ |

| Brustpositiv    |       |
| Prinzipal       | 08′   |
| Gedeckt         | 08′   |
| Oktave          | 04′   |
| Hohlflöte       | 04′   |
| Gemshorn        | 02′   |
| Feldflöte       | 02′   |
| Sifflett        | 1 ⁄3′ |
| Sesquialtera II |       |
| Mixtur VI–VIII  |       |
| Zimbel III      |       |
| Krummhorn       | 08′   |
| Regal           | 08′   |

| Pedal         |     |
| Prinzipal     | 32′ |
| Große Oktave  | 16′ |
| Subbaß        | 16′ |
| Kleine Oktave | 08′ |
| Gedeckt       | 08′ |
| Superoktave   | 04′ |
| Nachthorn     | 02′ |
| Bauernpfeife  | 01′ |
| Mixtur VI     |     |
| Posaune       | 32′ |
| Posaune       | 16′ |
| Dulzian       | 16′ |
| Trompete      | 08′ |
| Krummhorn     | 08′ |
| Kornett       | 02′ |

2 Tremulanten, 2 Trommeln, Zimbelsterne.
Anfang des 19. Jahrhunderts war die Orgel auf drei Manuale und Pedal, 57 Register und 4.684 klingende Pfeifen angewachsen. 1851 entstand eine neue Orgel, erbaut von Johann Friedrich Schulze im Geist der Zeit, mit vier Manualen, Pedal und 80 Stimmen hinter dem spätgotischen Prospekt von Benedikt Dreyer, der von Carl Julius Milde restauriert und erweitert wurde.

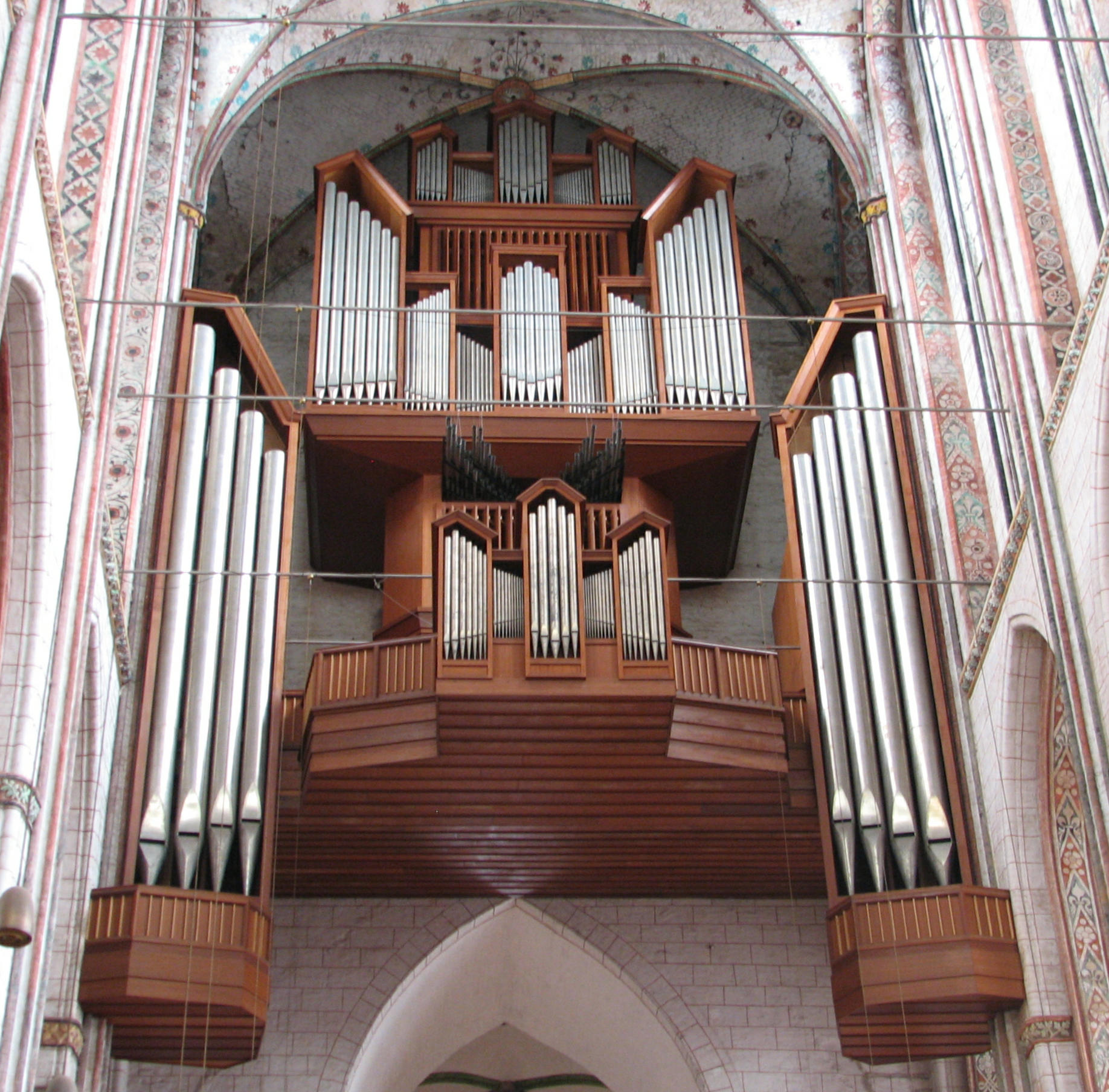
Große Orgel von 1968 (Zustand 2008)

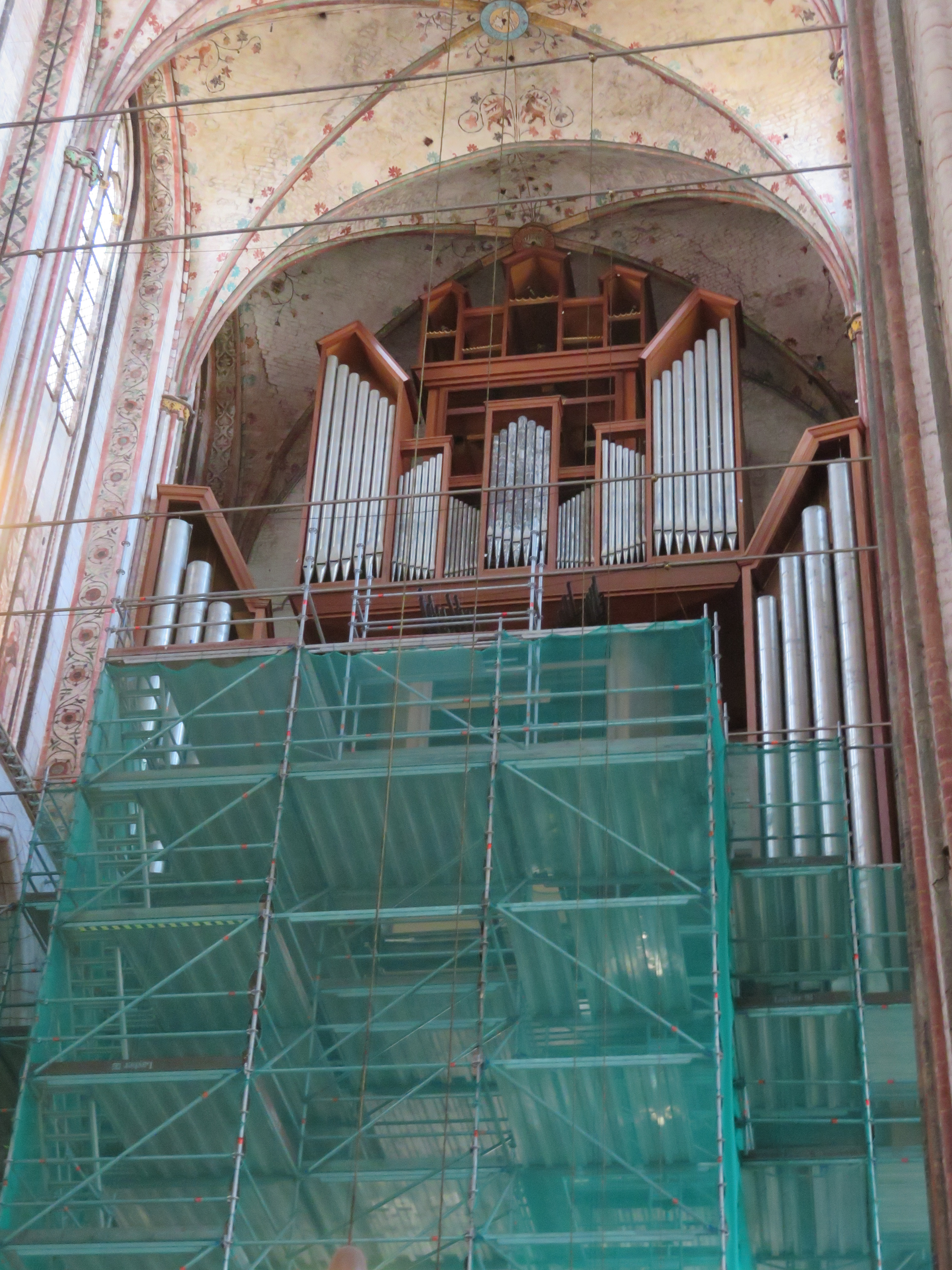
Orgel beim Abbau im Mai 2025

Anstelle dieser 1942 beim Bombenangriff verbrannten Großen Orgel wurde 1968 die nach Registerzahl zu dieser Zeit (nach der Orgel der Dreifaltigkeitskathedrale Liepāja) zweitgrößte Orgel der Welt mit mechanischer Spieltraktur von der Orgelbaufirma Kemper & Sohn geschaffen. Sie besaß auf fünf Manualen und Pedal 100 Register mit 8.512 Pfeifen; die längste mass elf Meter, die kleinste hatte etwa die Größe eines Bleistiftes, wobei die klingende Länge nur wenige Millimeter beträgt. Die Registertraktur arbeitete elektrisch und verfügte über Freikombinationen; das Registertableau war doppelt angelegt.
Zunehmend auftretende klangliche und konstruktive Mängel an der Hauptorgel wurden von Hans-Martin Petersen, dem Orgelsachverständigen der Nordkirche, in einem Gutachten aus dem Jahr 2010 bestätigt. Am 9. und 10. Mai 2014 fand ein Internationales Orgelsymposium zur Zukunft der Orgeln an St. Marien statt, das auch die Totentanzorgel einbezog, die von Schimmel befallen war. Ende 2014 erfolgte durch den Kirchengemeinderat eine Ausschreibung für eine neue Hauptorgel im Westwerk. Das neue Instrument soll zum einen der Musiktradition des 16. und 17. Jahrhunderts Rechnung tragen, zum anderen symphonische-romantische und moderne Orgelmusik ermöglichen. Nach einer Entscheidung des Kirchengemeinderates im November 2016 wurde nun auf der Grundlage des Entwurfes der Orgelbaufirmen Johannes Klais (Bonn) und Manufacture d’Orgues Thomas (Ster-Francorchamps, Belgien) das Instrument weiter geplant. Die Kooperation mit einer weiteren Firma ist angedacht. Das zukünftige Instrument soll eine Doppelorgel mit zwei Spieltischen für einen barocken Teil (dreimanualig) und einen symphonischen Teil (fünfmanualig) werden.
Im Jahr 2017 hatte sich eine Initiative gegründet, die den Abriss der Kemper-Orgel verhindern wollte und sich für eine umfassende Renovierung und Pflege des Instrumentes einsetzte. Auch ein Gutachten des Orgelbauers Eberhard Lüdtke hielt die Orgel in ihrer Grundsubstanz eindeutig für erhaltenswürdig. Nach weiteren fachlichen Beurteilungen wurde jedoch schließlich entschieden, die Kemper-Orgel im Zuge der bis etwa 2030 andauernden Sanierungsarbeiten im Innenraum der Kirche abzubauen und zu ersetzen.
Der Abbau begann im Februar 2025 mit dem Aufbau des Gerüstes; die Orgel soll bis Juni 2025 durch das Unternehmen Andreas Ladach in Wuppertal in seine Einzelteile zerlegt, abtransportiert und „wertvolle Teile an anderer Stelle wieder verwendet“ werden.
Die Kemper-Orgel von 1968 wies folgende Disposition auf:
| I Rückpositiv C–g3 |                    |        |
| 01.                | Prinzipal          | 08′    |
| 02.                | Rohrflöte          | 08′    |
| 03.                | Pommer             | 08′    |
| 04.                | Oktave             | 04′    |
| 05.                | Grobflöte          | 04′    |
| 06.                | Oktave             | 02′    |
| 07.                | Spitzflöte         | 02′    |
| 08.                | Quinte             | 01 ⁄3′ |
| 09.                | Sesquialtera III 0 |        |
| 10.                | Scharff IV         |        |
| 11.                | Mixtur VI          |        |
| 12.                | Dulcian            | 16′    |
| 13.                | Doppel-Regal       | 08′    |
| 14.                | Krummhorn          | 08′    |
|                    | Tremulant          |        |

| II Hauptwerk C–g3 |                    |        |
| 15.               | Prinzipal          | 16′    |
| 16.               | Quintade           | 16′    |
| 17.               | Prinzipal          | 08′    |
| 18.               | Spitzflöte         | 08′    |
| 19.               | Doppelgedackt      | 08′    |
| 20.               | Oktave             | 04′    |
| 21.               | Rohrflöte          | 04′    |
| 22.               | Nasat              | 02 ⁄3′ |
| 23.               | Superoktave        | 02′    |
| 24.               | Gemshorn           | 02′    |
| 25.               | Oktävlein          | 01′    |
| 26.               | Rauschpfeife II    |        |
| 27.               | Mixtur VI–VIII     |        |
| 28.               | Scharff III        |        |
| 29.               | Hintersatz X–XII 0 |        |
|                   | Horizontal         |        |
| 30.               | spanische Trompete | 16′    |
| 31.               | spanische Trompete | 08′    |
| 32.               | spanische Trompete | 04′    |
|                   | Tremulant          |        |

| III Brustwerk C–g3 |                  |       |
| 33.                | Gedackt          | 8′    |
| 34.                | Dolcan           | 4′    |
| 35.                | Blockflöte       | 4′    |
| 36.                | Quintade         | 4′    |
| 37.                | Spitzquinte      | 2 ⁄3′ |
| 38.                | Prinzipal        | 2′    |
| 39.                | Rohrgedackt      | 2′    |
| 40.                | Sedez            | 1⁄2′  |
| 41.                | Terzian II       |       |
| 42.                | Quintzimbel II 0 |       |
| 43.                | Scharff IV       |       |
| 44.                | Regal            | 8′    |
| 45.                | Vox humana       | 8′    |
| 46.                | Schalmei         | 4′    |
|                    | Tremulant        |       |

| IV Oberwerk C–g3 |                |         |
| 47.              | Fugara         | 16′     |
| 48.              | Holzprincipal  | 08′     |
| 49.              | Holzgambe      | 08′     |
| 50.              | Salicet        | 08′     |
| 51.              | Unda maris     | 08′     |
| 52.              | Quinte         | 05 1⁄3′ |
| 53.              | Oktave         | 04′     |
| 54.              | Gemshorn       | 04′     |
| 55.              | Viol-Flöte     | 04′     |
| 56.              | Quinte         | 02 ⁄3′  |
| 57.              | Flachflöte     | 02′     |
| 58.              | Terz           | 01 3⁄5′ |
| 59.              | Septime        | 04⁄7′   |
| 60.              | None           | 08⁄9′   |
| 61.              | Forniture V–VI |         |
| 62.              | Oboe           | 08′     |
|                  | Tremulant      |         |

| V Kronwerk C–g3 |                   |        |
| 63.             | Gedackt           | 16′    |
| 64.             | Sing. Gedackt     | 08′    |
| 65.             | Quintade          | 08′    |
| 66.             | Gemshorn          | 08′    |
| 67.             | Schweiz. Pfeife 0 | 04′    |
| 68.             | Koppelflöte       | 04′    |
| 69.             | Prinzipal         | 02′    |
| 70.             | Waldflöte         | 02′    |
| 71.             | Quinte            | 01 ⁄3′ |
| 72.             | Scharff IV        |        |
| 73.             | Zwergzymbel V     |        |
| 74.             | Musette           | 16′    |
| 75.             | Dulcian           | 08′    |
| 76.             | Bärpfeife         | 08′    |
| 77.             | Regal             | 04′    |
|                 | Tremulant         |        |

| Pedalwerk C–f1 |                    |         |
|                | Großpedal          |         |
| 78.            | Prinzipal          | 32′     |
| 79.            | Prinzipal          | 16′     |
| 80.            | Quinte             | 10 2⁄3′ |
| 81.            | Violoncello        | 08′     |
| 82.            | Lieblich Gedackt 0 | 04′     |
| 83.            | Fagott             | 32′     |
| 84.            | Posaune            | 16′     |
| 85.            | Trompete           | 08′     |
| 86.            | Clairon            | 04′     |
| 87.            | Cornett            | 02′     |
|                | Tremulant          |         |
|                |                    |         |
|                | Kleinpedal         |         |
| 88.            | Salicet-Baß        | 16′     |
| 89.            | Subbaß             | 16′     |
| 90.            | Oktave             | 08′     |
| 91.            | Gedackt            | 08′     |
| 92.            | Oktave             | 04′     |
| 93.            | Pommer             | 04′     |
| 94.            | Oktave             | 02′     |
| 95.            | Nachthorn          | 02′     |
| 96.            | Bauernpfeife       | 01′     |
| 97.            | Rauschpfeife III   |         |
| 98.            | Zymbel III         |         |
| 99.            | Mixtur X           |         |
| 100.           | Dulcian            | 16′     |

- Koppeln:
- Nebenregister: Glockenspiel (Hauptwerk) mit Superoktavkoppeln im Pedal
- Spielhilfen: zweifache Handregistratur, sechs freie Kombinationen, Crescendowalze
- Anmerkungen:

1. 1 2  Schwellbar.

### Totentanzorgel (Chororgel)

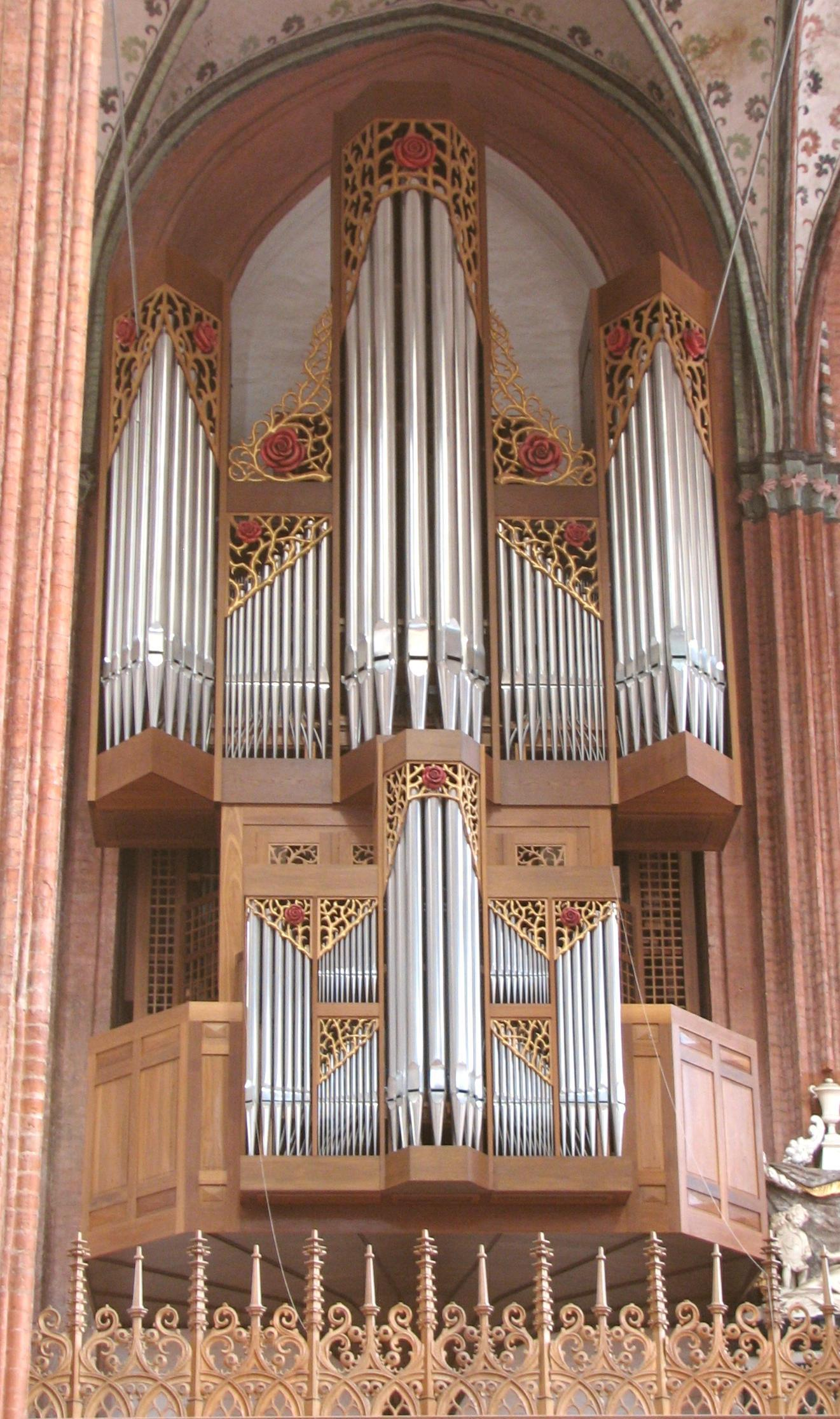
Totentanzorgel von 1986 (2008)

Älter als die Große Orgel war die Totentanzorgel. Sie wurde 1477 an der Ostseite des nördlichen Querschiffes, der wegen des dort angebrachten Totentanzes sogenannten Totentanzkapelle, errichtet und diente der musikalischen Ausgestaltung der dort gefeierten Totenmessen. Nach der Reformation wurde sie für Andachten und Abendmahlsfeiern benutzt. 1549 und 1558 erweiterte Jacob Scherer die Orgel unter anderem durch ein Rückpositiv, und 1621 erhielt sie ein Brustwerk. Auch an diesem Instrument nahm Friedrich Stellwagen umfangreiche Reparaturarbeiten vor (1653–1655). Danach wurden nur noch kleinere Umbauten ausgeführt. Durch diesen Umstand erlangte die Orgel im Rahmen der Orgelbewegung, zusammen mit der Arp-Schnitger-Orgel in St. Jacobi Hamburg und der Kleinen Orgel der Lübecker Jakobikirche, das Interesse der Fachwelt; sie wurde 1937 grundlegend restauriert mit dem Ziel, den Zustand des 16./17. Jahrhunderts wiederherzustellen. Die Disposition wurde auf die des 17. Jahrhunderts zurückgeführt. Auch diese Orgel verbrannte zusammen mit dem Totentanz am Palmsonntag 1942.
1955 wurde die Totentanzorgel von der Orgelbaufirma Kemper & Sohn nach den Abmessungen von 1937 wiederhergestellt, allerdings nun im nördlichen Chorumgang, zum Hochchor hin ausgerichtet. Ihren ursprünglichen Platz nahm die neue Astronomische Uhr ein. Diese Nachkriegsorgel, stark reparaturanfällig, wurde 1986 an gleicher Stelle ersetzt durch die neue Totentanzorgel, erbaut von der Firma Führer in Wilhelmshaven. Sie verfügt bei mechanischer Spieltraktur auf vier Manualen und Pedal über insgesamt 56 Register mit ca. 5.000 Pfeifen. Diese Orgel ist insbesondere geeignet zur Begleitung von Andachten und Kasualien sowie zur Darbietung älterer Orgelmusik bis Bach.
| I Rückpositiv C–a3 |                   |       |
| 01.                | Principal         | 8′    |
| 02.                | Rohrflöte         | 8′    |
| 03.                | Quintadena        | 8′    |
| 04.                | Oktave            | 4′    |
| 05.                | Blockflöte        | 4′    |
| 06.                | Oktave            | 2′    |
| 07.                | Waldflöte         | 2′    |
| 08.                | Quinte            | 1 ⁄3′ |
| 09.                | Sesquialtera II 0 |       |
| 10.                | Scharff IV–VI     |       |
| 11.                | Dulcian           | 16′   |
| 12.                | Krummhorn         | 8′    |
|                    | Tremulant         |       |

| II Hauptwerk C-a3 |             |       |
| 13.               | Principal   | 16′   |
| 14.               | Oktave      | 8′    |
| 15.               | Spitzflöte  | 8′    |
| 16.               | Oktave      | 4′    |
| 17.               | Nachthorn 0 | 4′    |
| 18.               | Quinte      | 2 ⁄3′ |
| 19.               | Oktave      | 2′    |
| 20.               | Cornet V    |       |
| 21.               | Mixtur VI   |       |
| 22.               | Cymbel III  |       |
| 23.               | Fagott      | 16′   |
| 24.               | Trompete    | 8′    |

| III Oberwerk (schwellbar) C–a3 |                      |        |
| 25.                            | Bordun               | 16′    |
| 26.                            | Gamba                | 8′     |
| 27.                            | Schwebung            | 8′     |
| 28.                            | Offenflöte           | 8′     |
| 29.                            | Principal            | 4′     |
| 30.                            | Querflöte            | 4′     |
| 31.                            | Nasat                | 2 ⁄3′  |
| 32.                            | Gemshorn             | 2′     |
| 33.                            | Terz                 | 1 3⁄5′ |
| 34.                            | Sifflöte             | 1′     |
| 35.                            | Mixtur V             |        |
| 36.                            | Trompette harmonique | 8′     |
| 37.                            | Hautbois             | 8′     |
| 38.                            | Clairon              | 4′     |
|                                | Tremulant            |        |

| IV Brustwerk C–a3 |             |    |
| 39.               | Gedackt     | 8′ |
| 40.               | Rohrflöte   | 4′ |
| 41.               | Principal   | 2′ |
| 42.               | Terzian II  |    |
| 43.               | Scharff III |    |
| 44.               | Regal       | 8′ |
| 45.               | Schalmei    | 4′ |
|                   | Tremulant   |    |

| Pedal C–f1 |            |         |
| 46.        | Principal  | 16′     |
| 47.        | Subbass    | 16′     |
| 48.        | Quinte     | 10 2⁄3′ |
| 49.        | Oktave     | 8′      |
| 50.        | Gedackt    | 8′      |
| 51.        | Oktave     | 4′      |
| 52.        | Mixtur VI  |         |
| 53.        | Posaune    | 16′     |
| 54.        | Dulcian    | 16′     |
| 55.        | Trompete 0 | 8′      |
| 56.        | Kornett    | 4′      |

- Koppeln: II/I, III/I, IV/I, I/P, II/P, III/P
- Spielhilfen: 32-fache Setzerkombinationen

Als besondere Tradition an St. Marien wird im Jahresschlussgottesdienst an Silvester der Choral Nun danket alle Gott mit beiden Orgeln, Pauken und einem Blechbläserensemble begleitet.

### Weitere Instrumente

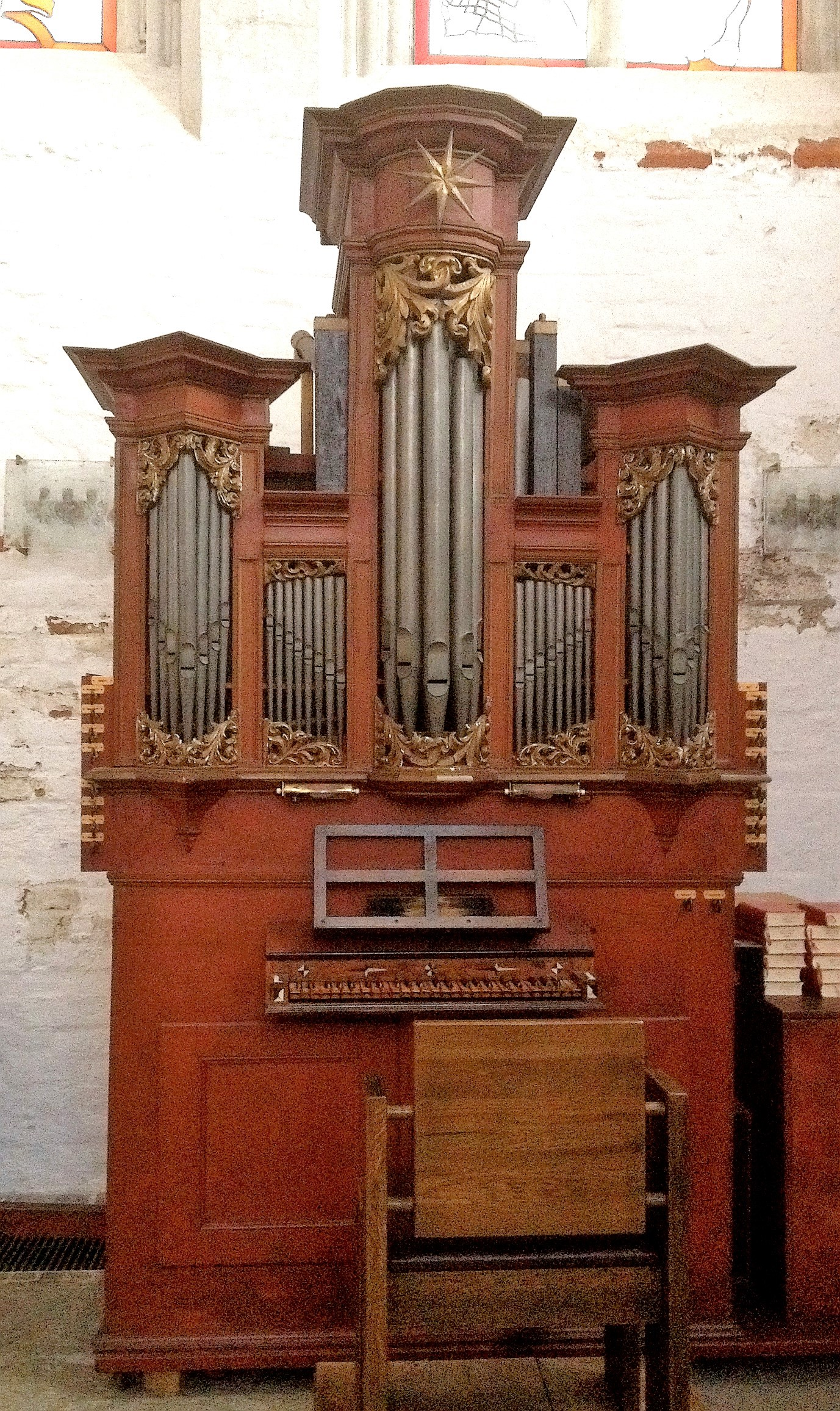
Schwarz-Orgel von 1723 in der Briefkapelle (2012)

Auch auf dem Lettner befand sich seit 1664 ein Orgelpositiv als Continuo-Instrument des dort aufgestellten Chores – die dritte Orgel in der Kirche. Der damalige Kantor Samuel Franck sorgte dafür, dass die Vorsteher der Kirche „zu behueff der jetzigen ahrt der Music“ ein Orgelpositiv mit fünf Stimmen, darunter Quinte, Oktave und Dulzian 16’ anschafften. Weil damals in Lübeck kein Orgelbauer vorhanden war (Friedrich Stellwagen war 1659 gestorben), wurde das Positiv beim Orgelbauer Michel Berigel in Lüneburg in Auftrag gegeben. Dieses Instrument versah bis 1854 seinen Dienst. 1854 wurde hier das beim Umbau der Großen Orgel entfernte Brustwerk (1560/61 erbaut von Jacob Scherer) eingebaut. Diese Lettner-Orgel verfügte über ein Manual und sieben Register und wurde 1900 unter Beibehaltung der Fassade durch ein zweimanualiges, pneumatisches Werk des Orgelbaumeisters Emanuel Kemper ersetzt. Auch diese Orgel verbrannte 1942.
In der Briefkapelle steht seit 1948 eine ehemalige Hausorgel aus Ostpreußen. Die Briefkapellenorgel, ein einmanualiges Werk mit acht Stimmen in Bass- und Diskantteilung, wurde 1723 von Johannes Schwarz erbaut und diente seit 1724 als Orgel der Schlosskapelle von Dönhoffstädt bei Rastenburg. Von dort erwarb sie der Lübecker Orgelbauer Karl Kemper im Jahre 1933. Nach einigen Jahren als Begleitinstrument für kirchenmusikalische Aufführungen im Hochchor der Katharinenkirche holte Walter Kraft sie zunächst als Übergangsinstrument in die Briefkapelle, die als erster Raum der Marienkirche nach dem Krieg wieder für Gottesdienste hergerichtet wurde. Heute dient die Barockorgel der Begleitung von Andachten sowie der Sonntagsgottesdienste, die in der Zeit von Januar bis März in der Briefkapelle als Winterkirche gefeiert werden.
| Briefkapellenorgel |                     |        |
| 1.                 | Gedackt B/D         | 8′     |
| 2.                 | Prinzipal B/D       | 4′     |
| 3.                 | Flöte B/D           | 4′     |
| 4.                 | Quinte B/D          | 2 ⁄3′  |
| 5.                 | Oktav B/D           | 2′     |
| 6.                 | Terz B              | 1 3⁄5′ |
| 7.                 | Oktav D             | 1′     |
| 8.                 | Trechterregal B/D 0 | 8′     |
| 9.                 | Mixtur III B/D      |        |
|                    | Zimbelstern         |        |
|                    | Tremulant           |        |

### Organisten
Vor allem zwei Organisten im 17. Jahrhundert prägten die Musiktradition an St. Marien: Franz Tunder von 1642 bis zu seinem Tode 1667, und sein Nachfolger und Schwiegersohn Dietrich Buxtehude von 1668 bis 1707. Beide waren exponierte Vertreter der Norddeutschen Orgelschule und traten sowohl als Organisten als auch als Komponisten hervor. 1705 kam Johann Sebastian Bach nach Lübeck, um Buxtehude zu „behorchen“ und schon 1703 waren Georg Friedrich Händel und Johann Mattheson bei Buxtehude zu Gast. Seither gilt die Stelle des Organisten an St. Marien als eine der herausragenden Organistenstellen in Deutschland überhaupt.
Mit den Lübecker Abendmusiken führten Tunder und Buxtehude als erste überhaupt vom Gottesdienst losgelöste Kirchenkonzerte ein. Buxtehude entwickelte dazu eine feste Form als Folge von fünf Konzerten an den letzten beiden Sonntagen der Trinitatis-Zeit sowie am 2. bis 4. Adventssonntag. Die sehr erfolgreiche Reihe wurde von Buxtehudes Nachfolgern Johann Christian Schieferdecker (1679–1732), Johann Paul Kunzen (1696–1757), dessen Sohn Adolf Karl Kunzen (1720–1781) und Johann Wilhelm Cornelius von Königslöw (1745–1833) weitergeführt. Sie alle komponierten für die Abendmusiken eine Reihe biblischer Oratorien, darunter Israels Abgötterey in der Wüsten (1758), Absalon (1761) und Goliath (1762) von Adolf Kunzen und Die Rettung des Kindes Mose und Der geborne Weltheiland (1788), Tod, Auferstehung und Gericht (1790) sowie Davids Klage am Hermon nach dem 42ten Psalm (1793) von Königslöw.
Um 1810 fand diese Tradition zunächst ein Ende. Der Geschmack in Musik und Kirche hatte sich gewandelt, und äußere Umstände (Besatzung durch napoleonische Truppen in der Franzosenzeit und die daraus in Lübeck bis zur Mitte des 19. Jahrhunderts fortdauernde Finanznot) machten die Durchführung solch aufwendiger Konzerte unmöglich.
Im frühen 20. Jahrhundert war es der Marienorganist Walter Kraft (1905–1977), der die Tradition der Abendmusiken wiederbelebte, zunächst mit einem Abend Bachscher Orgelmusik (1926), dann jährlich mit gemischten Chor- und Orgelprogrammen. 1954 schuf Kraft den Lübecker Totentanz als eine neue Abendmusik.
Auch Ernst-Erich Stender (Marienorganist als Nachfolger Krafts von 1973 bis 2009) führte die Tradition der Abendmusiken als Orgelkonzerte bei Kerzenschein in den Sommermonaten weiter. Zu seinem Nachfolger wurde Anfang 2009 der Kreuzorganist Holger Gehring berufen. Er sollte hier seinen Dienst zum 1. Mai 2009 antreten. Nach intensiven Verhandlungen mit dem Kirchenvorstand der Kreuzkirche nahm Gehring jedoch die bereits erfolgte Kündigung zurück und entschied sich, in Dresden zu bleiben. Stattdessen wurde Johannes Unger aus Leipzig als neuer Marienorganist berufen. Nach Veränderungen in den Innenstadtgemeinden ist er seit 2022 in Lübeck leitender Marien- und Domorganist.
- um 1516–1555 Bartold Hering
- 1555–1572: David Ebel
- 1572–1578: Hinrich Rolecke
- 1578–1611: Heinrich Marcus
- 1612–1616: Hermann Ebel
- 1616–1640: Peter Hasse
- 1642–1667: Franz Tunder
- 1668–1707: Dieterich Buxtehude
- 1707–1732: Johann Christian Schieferdecker
- 1733–1757: Johann Paul Kunzen
- 1757–1781: Adolf Karl Kunzen
- 1781–1833: Johann Wilhelm Cornelius von Königslöw
- 1834–1844: Gottfried Herrmann
- 1845–1886: Hermann Jimmerthal
- 1887–1929: Karl Lichtwark
- 1929–1973: Walter Kraft
- 1973–2009: Ernst-Erich Stender
- seit 2009: Johannes Unger

### Kantoren
- 0000–1679 Samuel Franck
- 1679–1706 Johann Jacob Pagendarm
- 1706–1736 Heinrich Sivers
- 1737–1755 Caspar Ruetz
- 1756–1801 Johann Hermann Schnobel

--- Von 1801 bis 1970 waren die Organisten zugleich Kantoren.
- 1970–1999 Hans-Jürgen Wille
- 1999–2016 Michael D. Müller
- 2016–2022 Karl Hänsel
- 2023 Martin Meyer
- 2023–20240Karl Hänsel (kommissarisch)
- seit 2024 Merle Hillmer

### Lübecker Knabenkantorei an St. Marien
Seit 1970 gibt es an der Marienkirche mit der Lübecker Knabenkantorei an St. Marien (1948 gegründet als Lübecker Kantorei) einen Knabenchor, der regelmäßig in den Sonn- und Feiertagsgottesdiensten singt. Deren Chorleiter ist zugleich Kantor an St. Marien. Die Aufführung von Bachs Johannes-Passion am Karfreitag, früher im gottesdienstlichen Rahmen, heute als Kirchenkonzert, ist zu einer Lübecker Tradition geworden, ebenso das jährliche Weihnachtssingen.

## Lübecker Marienkirche heute

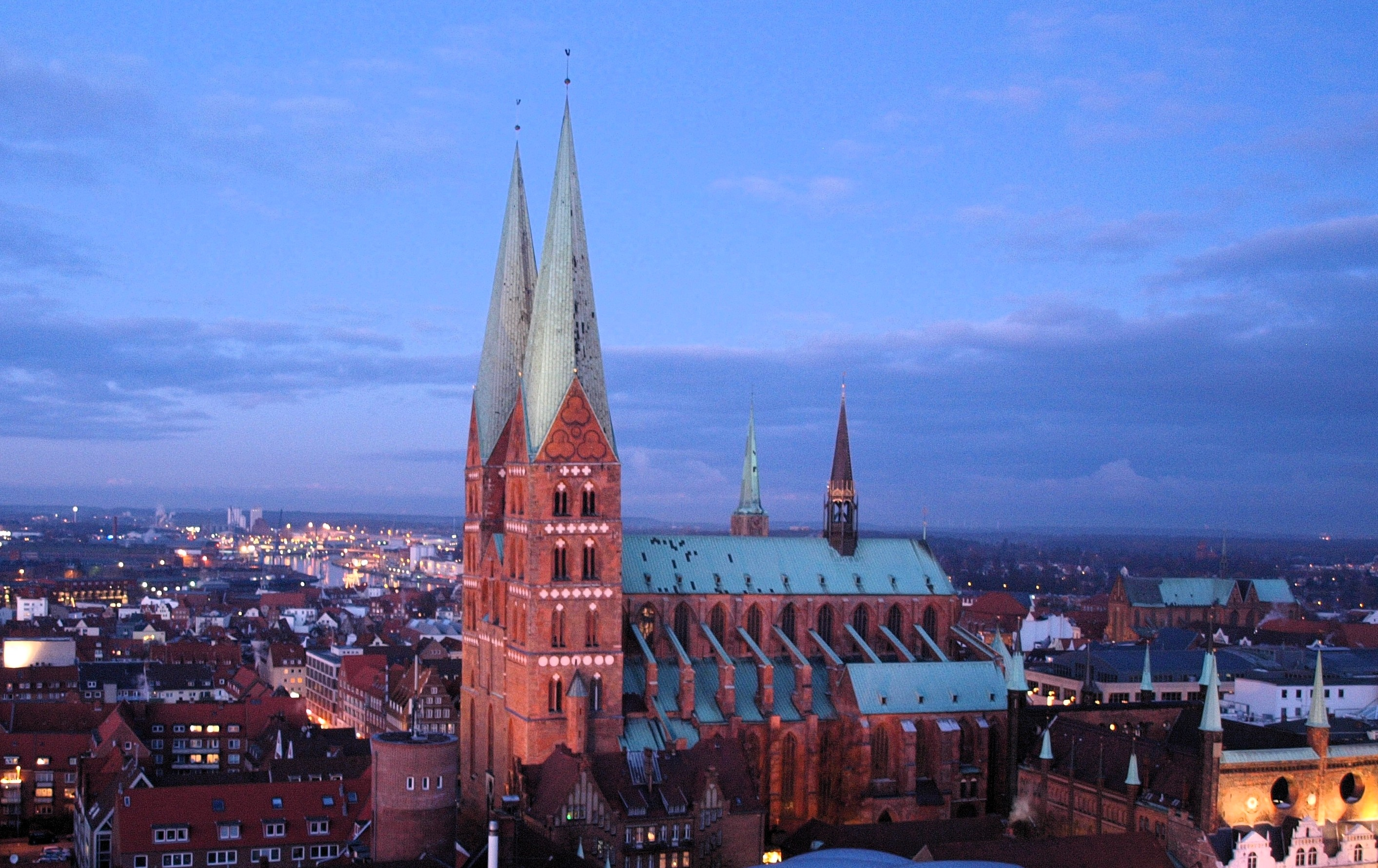
Am Abend von Süden

Seit der Einführung der reformatorischen Kirchenordnung von Johannes Bugenhagen durch den Rat der Stadt 1531 ist die Marienkirche evangelisch. Die Gemeinde gehört heute zur Propstei Lübeck im Kirchenkreis Lübeck-Lauenburg der Evangelisch-Lutherischen Kirche in Norddeutschland. Gottesdienste und alltägliche Andachten beginnen jeweils um 12 Uhr. Montags bis sonnabends in der Sommersaison sowie im Advent bietet eine Kurzandacht (Wort zum Alltag) mit Orgelmusik um 12 Uhr (nach dem Figurenumlauf der Astronomischen Uhr) Gelegenheit zur Besinnung.
Wer die Lübecker Marienkirche besichtigen will, musste seit 2010 zwei Euro Eintritt zahlen; 2022 beträgt dieses Marientaler genannte Entgelt, das für Pflege und die Erhaltung der Kirche und ihrer Kunstschätze verwendet wird, vier Euro; für persönliches Gebet und Andacht sowie für den Besuch von öffentlichen Andachten und Gottesdiensten wird keine Gebühr erhoben.

### Allgemeines
- Hans Joachim Kunst: Die Marienkirche in Lübeck: Die Präsenz bischöflicher Architekturformen in der Bürgerkirche (= Werners Kunstgeschichte. 2). Wernersche Verlagsgesellschaft, Worms 1986, ISBN 3-88462-502-0.
- Max Hasse: Die Marienkirche zu Lübeck. Deutscher Kunstverlag, München 1983, ISBN 3-422-00747-4.
- Gustav Schaumann, Friedrich Bruns (Bearbeiter): Die Bau- und Kunstdenkmäler der Freien und Hansestadt Lübeck. Hrsg. von der Baudeputation. Band 2, Teil 2: Die Marienkirche. Nöhring, Lübeck 1906 (archive.org).
- Johann Aegidus Ludwig Funk; Die Merkwürdigkeiten der Marien-Kirche in Lübeck. Lübeck 1823 (urn:nbn:de:bvb:12-bsb10026179-4 Digitalisat, Bayerische Staatsbibliothek).
- St.-Marien-Jahrbuch (= Jahrbücher des St.-Marien-Bauvereins). Lübeck. Erscheint unregelmäßig (Zeitschrift).

### Überblicksdarstellungen in Handbüchern
- Lutz Wilde, Margrit Christensen: Kulturdenkmale in Schleswig-Holstein. Band 5.1: Hansestadt Lübeck, Altstadt. Wachholtz, Kiel/Hamburg 2017 (Denkmaltopographie Bundesrepublik Deutschland), S. 588–598.
- Uwe Albrecht, Ulrike Nürnberger, Jan Friedrich Richter, Jörg Rosenfeld, Christiane Saumweber: Corpus der Mittelalterlichen Holzskulptur und Tafelmalerei in Schleswig-Holstein. Band II: Hansestadt Lübeck, Die Werke im Stadtgebiet. Ludwig, Kiel 2012, ISBN 978-3-933598-76-9.
- Georg Dehio: Handbuch der deutschen Kunstdenkmäler. Band Hamburg/Schleswig-Holstein. Deutscher Kunstverlag, München 2009, ISBN 978-3-422-03120-3, S. 487–502.
- Kunst-Topographie Schleswig-Holstein. Wachholtz, Neumünster 1969, S. 56–63.

### Einzelthemen
- Uwe Albrecht: Auf den Spuren eines verlorenen Denkmalensembles. Die spätgotische Chorausstattung der Lübecker Marienkirche. In: Anna Moraht-Fromm (Hrsg.): Kunst und Liturgie. Choranlagen des Spätmittelalters – ihre Architektur, Ausstattung und Nutzung. Jan Thorbecke, Ostfildern 2003, ISBN 3-7995-3421-0, S. 113–139.
- Heike Barth: Der Fredenhagen-Altar des Thomas Quellinus in der Marienkirche zu Lübeck. Magisterarbeit. Marburg 1996.
- Sandra Braun: Das Antwerpener Retabel von 1518 in der Marienkirche zu Lübeck. Beobachtungen zu einem Antwerpener Importstück im westlichen Ostseeraum. In: Jiří Fajt, Markus Hörsch (Hrsg.): Niederländische Kunstexporte nach Nord- und Ostmitteleuropa vom 14. bis 16. Jahrhundert. Forschungen zu ihren Anfängen, zur Rolle höfischer Auftraggeber, der Künstler und ihrer Werkstattbetriebe (= Studia Jagellonica Lipsiensia. Band 15). Jan Thorbecke, Ostfildern 2014, ISBN 978-3-7995-8415-9, S. 133–161.
- Sandra Braun: Beobachtungen zum Wandel in der Raumgestaltung und Bildertopographie der Marienkirche zu Lübeck zu Beginn des 16. Jahrhunderts. Eine Studie zur Stiftungstätigkeit und Repräsentation der Fernhandelskaufleute im Kirchenraum. In: Oliver Auge (Hrsg.): Hansegeschichte als Regionalgeschichte. Beiträge einer internationalen und interdisziplinären Winterschule in Greifswald vom 20. bis 24. Februar 2012 (= Kieler Werkstücke Reihe A: Beiträge zur schleswig-holsteinischen und skandinavischen Geschichte. Band 37). Peter Lang, Frankfurt am Main / Bern / Bruxelles u. a. 2014, ISBN 978-3-631-64533-8, S. 381–411.
- Konrad Dittrich (Red.): 1948–1998. 50 Jahre Lübecker Knaben Kantorei an St. Marien. Festschrift. Lübeck 1998.
- Dietrich Ellger: Neue Forschungen zur Baugeschichte der Lübecker Marienkirche. Phil. Diss. Christian-Albrechts-Universität zu Kiel (maschinenschriftlich) 1951.
- Manfred Finke: St. Marien zu Lübeck – eine erzbischöfliche Memoria? Über Bau-Zitate und Symbolwerte in norddeutschen Sakralbauten des Mittelalters. In: Nordelbingen. Beiträge zur Kunst- und Kulturgeschichte Schleswig-Holsteins. Bd. 79 (2010), S. 7–32.
- Hermann Jimmerthal: Die astronomische Uhr in der Marienkirche zu Lübeck. Lübeck 1861.
- Johanna Kolbe: Die Wandmalereien in St. Marien zu Lübeck. Dissertation Christian-Albrechts-Universität Kiel, Kiel 1950.
- Ulrike Nürnberger, Uwe Albrecht (Hrsg.): Palmarum 1942: Neue Forschungen zu zerstörten Werken mittelalterlicher Holzskulptur und Tafelmalerei aus der Lübecker St. Marienkirche. Tagungsband und Ausstellungsdokumentation. Ludwig, Kiel 2014, ISBN 978-3-86935-229-9.
- Friedrich Techen: Die Grabsteine der lübeckischen Kirchen. Rahtgens, Lübeck 1898, S. 60–88. (Digitalisat)
- Jochen Hermann Vennebusch: Innovation – Variation – Rezeption. Das Taufbecken in der Lübecker Marienkirche im Kontext des nord- und mitteldeutschen Bronzegusses. In: Klaus Gereon Beuckers, Jochen Hermann Vennebusch (Hrsg.): Hans Apengeter. Norddeutscher Bronzeguss des 14. Jahrhunderts im Kontext (= Opera Borealia. Beiträge zur norddeutschen Kunst des Mittelalters und der Frühen Neuzeit 1), Regensburg 2022, S. 97–133.
- Hanno Kabel: Auferstehung aus Ruinen. In: Lübecker Nachrichten. Nr. 151/2025, 3. Juli 2025, ZDB-ID 526232-X, S. 25 (online [abgerufen am 4. Juli 2025] Wiederaufbaupläne für den Fredenagen-Altar, die Orgel und den Lettner).